# Arquitectura aquemènida

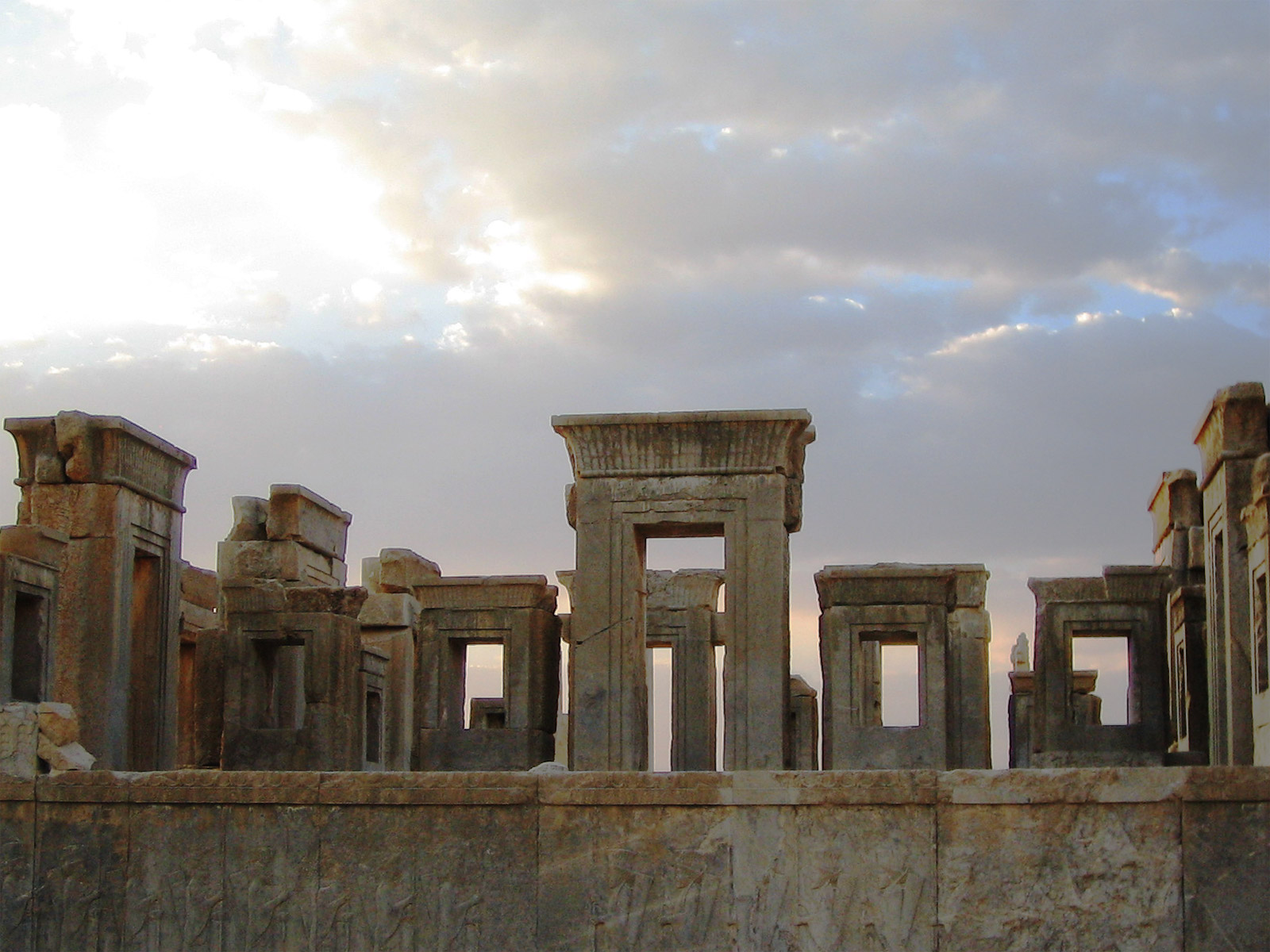
Panorama de les runes de Persèpolis

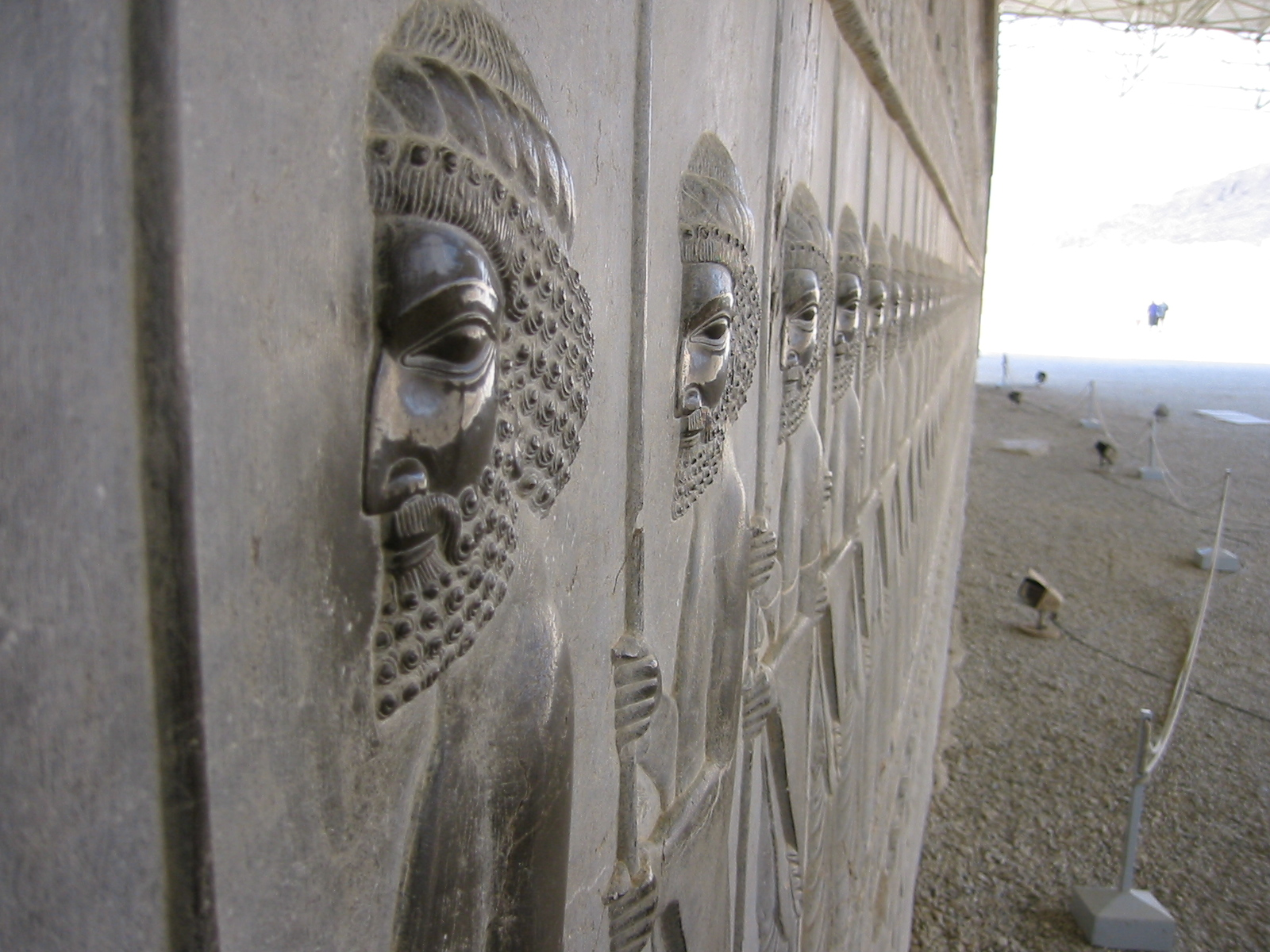
Relleu dels Immortals

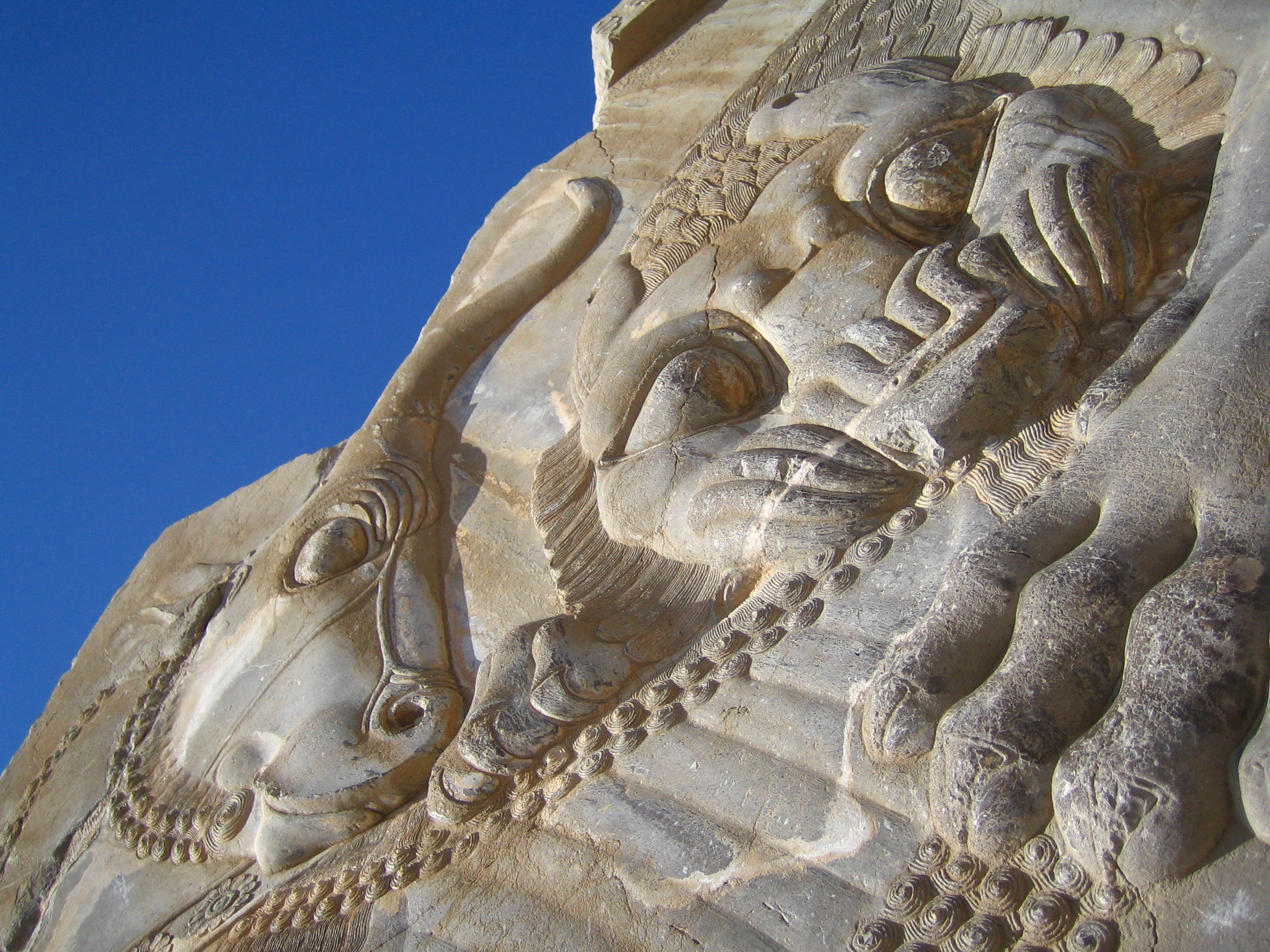
Lleó mossegant un bou

L'arquitectura aquemènida (Persa: معماری هخامنشیان) és l'arquitectura que van desenvolupar els perses aquemènides, manifestat en la construcció de ciutats espectaculars utilitzades pel govern de l'imperi i per habitar-hi la població (Persèpolis, Susa, Ecbàtana), temples edificats per allotjar-hi el culte i les reunions socials (com ara els temples mazdeistes i mausoleus erigits en honor de reis caiguts (com per exemple la tomba de Cir II el Gran). La característica principal de l'arquitectura persa era la seva naturalesa eclèctica, amb elements incorporats de les arquitectures assíria, egípcia, meda i grega asiàtica, però produint no obstant això una identitat persa única, apreciant-se en el producte acabat. L'arquitectura aquemènida, acadèmicament, està classificada sota l'arquitectura persa, en termes del seu estil i disseny.
L'herència arquitectònica aquemènida, iniciada amb l'expansió de l'imperi al voltant del 550 aC, va ser un període de creixement artístic que va deixar un extraordinari llegat arquitectònic, que va des de la solemne tomba de Cir el Gran, a Pasàrgada, fins a les estructures esplèndides de l'opulent ciutat de Persèpolis. Amb l'arribada del segon Imperi persa, la dinastia sassànida (224–624), es va reviure la tradició aquemènida amb la construcció de temples dedicats al foc, així com palaus monumentals.
Potser les estructures mes espectaculars, avui dia, són les runes de Persèpolis, abans una ciutat opulenta establerta pel rei aquemènida Darios I el Gran amb funcions governamentals i cerimonials, a més de servir com una de les quatre capitals de l'imperi. Persèpolis va trigar 100 anys en ser construïda, i finalment seria saquejada i cremada per les tropes d'Alexandre el Gran l'any 330 aC. També es van construir estructures urbanístiques similars a Susa i Ecbàtana, amb funcions similars a Persèpolis i també promogudes per Darios I. Entre les funcions d'aquests centres es trobava la recepció de dignataris i delegats, la celebració de cerimònies i deures imperials, així com d'allotjament de reis.

## Mausoleu de Cir el Gran

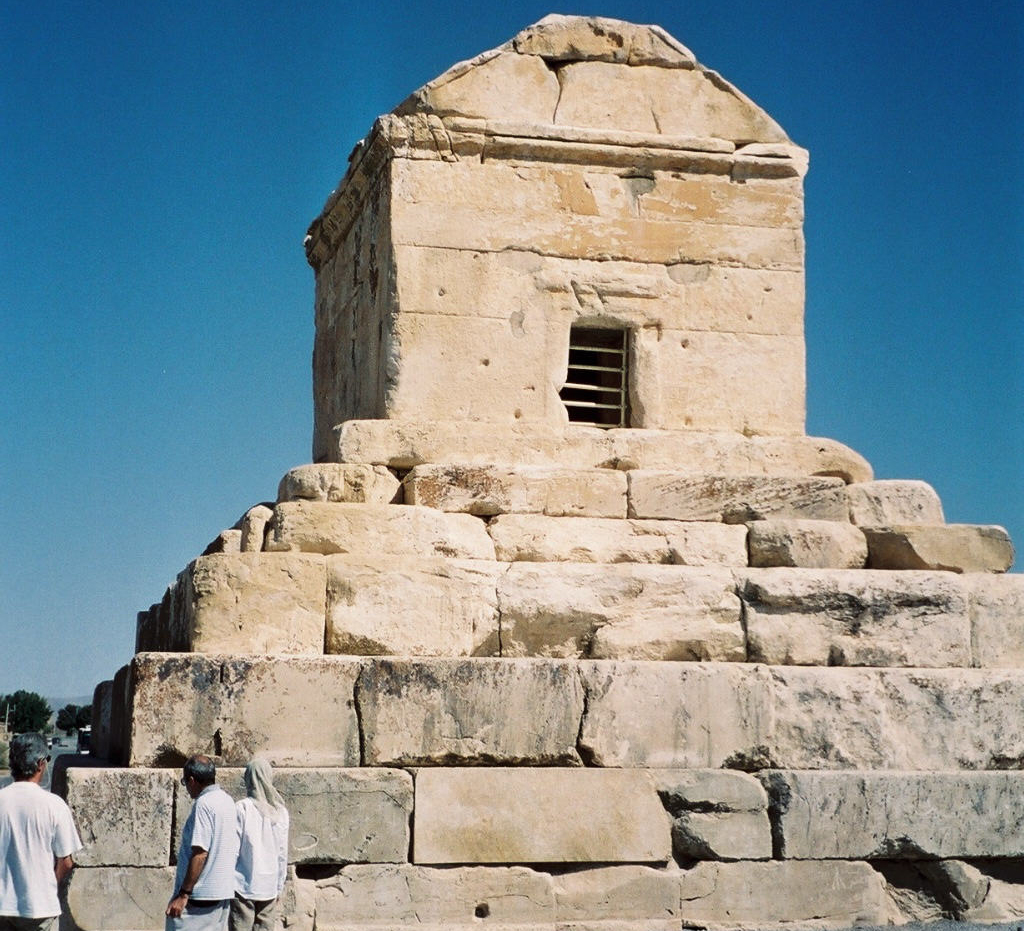
Mausuleu de Cir el Gran

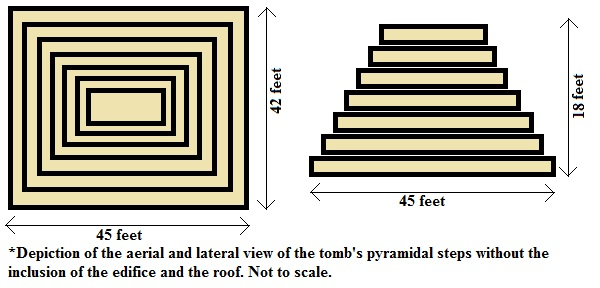
Dimensions de les escales piramidals de pedra de l'estructura

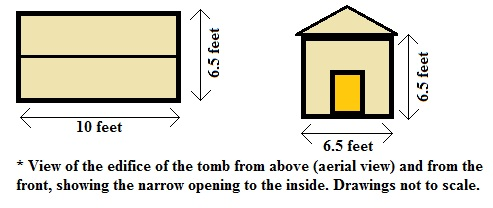
Dimensions de l'edifici i del sostre en frontó

Tot i haver governat sobre bona part del món antic, Cir el Gran va fer-se dissenyar una tomba que mostra una simplicitat extrema i modèstia, en comparació amb les d'altres antics reis i sobirans. La simplicitat de l'estructura té un poderós efecte sobre el que la contempla, ja que, a part d'unes quantes motllures de cyma sobre el mur, així com un petit rosetó sobre la petita entrada, no hi ha cap altre distracció estilística.

### Detalls estructurals
Després de la seva mort, les despulles de Cir el Gran van mantenir-se enterrades a la seva capital de Pasàrgada, on actualment encara es pot veure la seva tomba de pedra calcària (construïda al voltant dels anys 540–530 aC). Els registres antics traduïts aporten una vívida descripció de la tomba, tant a nivell geomètric com estètic; la forma geomètrica de la tomba ha canviat poc durant els anys, mantenint una llarga pedra de forma quadrangular a la base (45x42 peus), seguit per una successió piramidal de set pedres rectangulars irregulars més petites (probablement una referència als set planetes del sistema solar) i arribant a una alçada de 18 peus. Finalment, l'estructura està rematada per un edifici cúbic amb una petita obertura o finestra al costat, on l'home més petit tindria problemes per passar. El sostre de l'edifici, així com l'estructura, és un frontó de pedra calcària allargat.
L'edifici, o "casa petita", és un cub allargat i rectangular, situat directament a la part superior d'unes escales de pedra piramidals, i fa 2 metres d'ample, 2 metres d'alçada i 3 metres de llargada. L'interior de l'edifici està ocupat per una petita cambra de pocs peus d'amplada i alçada, i d'uns 10 peus de profunditat. Era en aquesta cambra on s'hauria de trobar el llit i el sarcòfag de Cir el Gran. L'edifici disposa d'un sostre en forma de frontó que té la mateixa longitud i amplada que el propi edifici. Al voltant de la tomba hi havia un seguit de columnes, tot i que l'estructura original que suportaven ja no hi és. El propi testimoni de Flavi Arrià indica que Cir el Gran va ser enterrat en aquesta cambra, assegurant que Alexandre mateix va visitar l'indret quan es trobava a Pasàrgada, però també hi ha la possibilitat que el cos de Cir hagués estat enterrat sota l'estructura, mentre que la tomba que hi havia a la part superior fos, en realitat, un cenotafi o falsa tomba.
Originalment hi havia un taüt daurat dins del mausoleu, situat sobre una taula amb suports també d'or, dins de la qual es creu que Cir s'hi trobava enterrat. Sobre el seu lloc de descans, hi havia un tapís i unes cortines fetes dels millors materials disponibles a Babilònia, fabricat pels millors artesans medes; sota el seu llit hi havia una fina catifa vermella, que cobria la base gairebé quadrangular de la seva tomba.

### Història
Registres traduïts al grec descriuen que la tomba estava situada als jardins fèrtils de Pasàrgada, envoltada per arbres i arbustos ornamentals, amb un grup de protectors aquemènides (els "magi"), estacionats a prop per protegir l'edifici de robatoris i possibles danys.
Els magi eren un grup d'observadors zoroastrians locals, situats de manera individual però lligats per una estructura, possiblement un caravanserrall, pagats i mantinguts per l'estat aquemènida (segons alguns registres, rebien un salari diari de pa i mantega, i una ovella al dia). Els magi estaven a càrrec del manteniment, així com de la prevenció de robatoris. Anys més tard, en el caos que va provocar l'arribada d'Alexandre el Gran, la invasió de Pèrsia i la desaparició d'una autoritat centralitzada que dirigís i es preocupés pels magi, la tomba de Cir el Gran va ser destruïda i la majoria dels seus tresors van desaparèixer. Quan Alexandre va veure l'estat en què es trobava la tomba, es va horroritzar i, després de parlar amb els magi, els va jutjar. En algunes fonts, la decisió d'Alexandre de jutjar als magi estaria més relacionat amb un intent de soscavar la seva influència i de mostrar el seu poder davant d'un imperi que acabava de conquerir, més que no pas una preocupació real sobre l'estat de la tomba de Cir. En qualsevol cas, Alexandre va ordenar a Aristòbul de Cassandria que millorés la condició de la tomba i restaurés el seu interior.
Originalment, la tomba estava ornamentada amb una inscripció que, segons Estrabó, així com d'altres fonts antigues, deia:
Oh home! Sóc Cir el Gran, qui va donar als perses un imperi i va ser el rei d'Àsia. No m'envegis pas aquesta tomba.
L'edifici va sobreviure al pas del temps durant uns 2.500 anys. Després de la invasió àrab de Pèrsia i del col·lapse de l'Imperi Sassànida, les forces àrabs tenien la intenció de destruir aquest artefacte històric, sobre la base que no era congruent amb els seus principis islàmics, però els perses locals van prevenir aquest desastre. Els perses van reanomenar la tomba, presentant-la als invasors musulmans com la tomba de la mare del rei Salomó. És probable que la inscripció ja s'hagués esborrat en aquell moment.
Mohammad Reza Pahlavi (xa de l'Iran), l'últim monarca oficial de Pèrsia, durant la celebració dels 2.500 anys de l'Imperi persa, va finançar un important homenatge als reis aquemènides, i en especial a Cir el Gran. Tal com havia fet Alexandre el Gran abans que ell, el xa de l'Iran pretenia apel·lar al llegat de Cir per legitimar el seu propi govern. En tot cas, el xa de l'iran estava interessat en la protecció dels vestigis imperials històrics.
Després de la Revolució islàmica, la tomba de Cir el Gran va sobreviure al caos inicial i el vandalisme promulgats per la línia dura dels revolucionaris, que associaven els vestigis imperials amb el xa derrocat. Hi ha informacions que suggereixen que la tomba està en perill per la construcció de la presa de Sivand, al riu Polvar (situada a la província de Fars) i als perills relacionats amb el contacte amb l'agia, però no hi ha hagut cap reconeixement oficial d'aquesta possibilitat. Les Nacions Unides reconeixen la tomba de Cir el Gran i Pasàrgada com Patrimoni de la Humanitat.

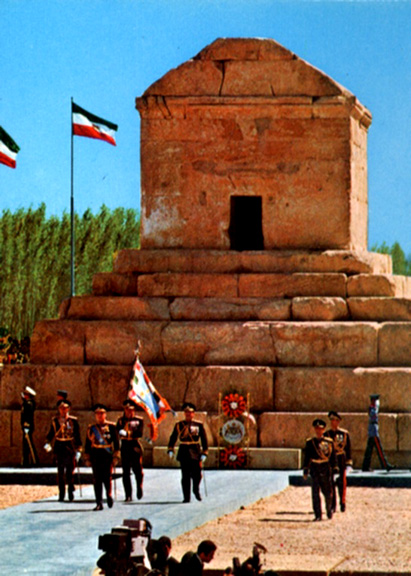
Celebració dels 2.500 anys de l'Imperi persa
Imatge animada del mausoleu
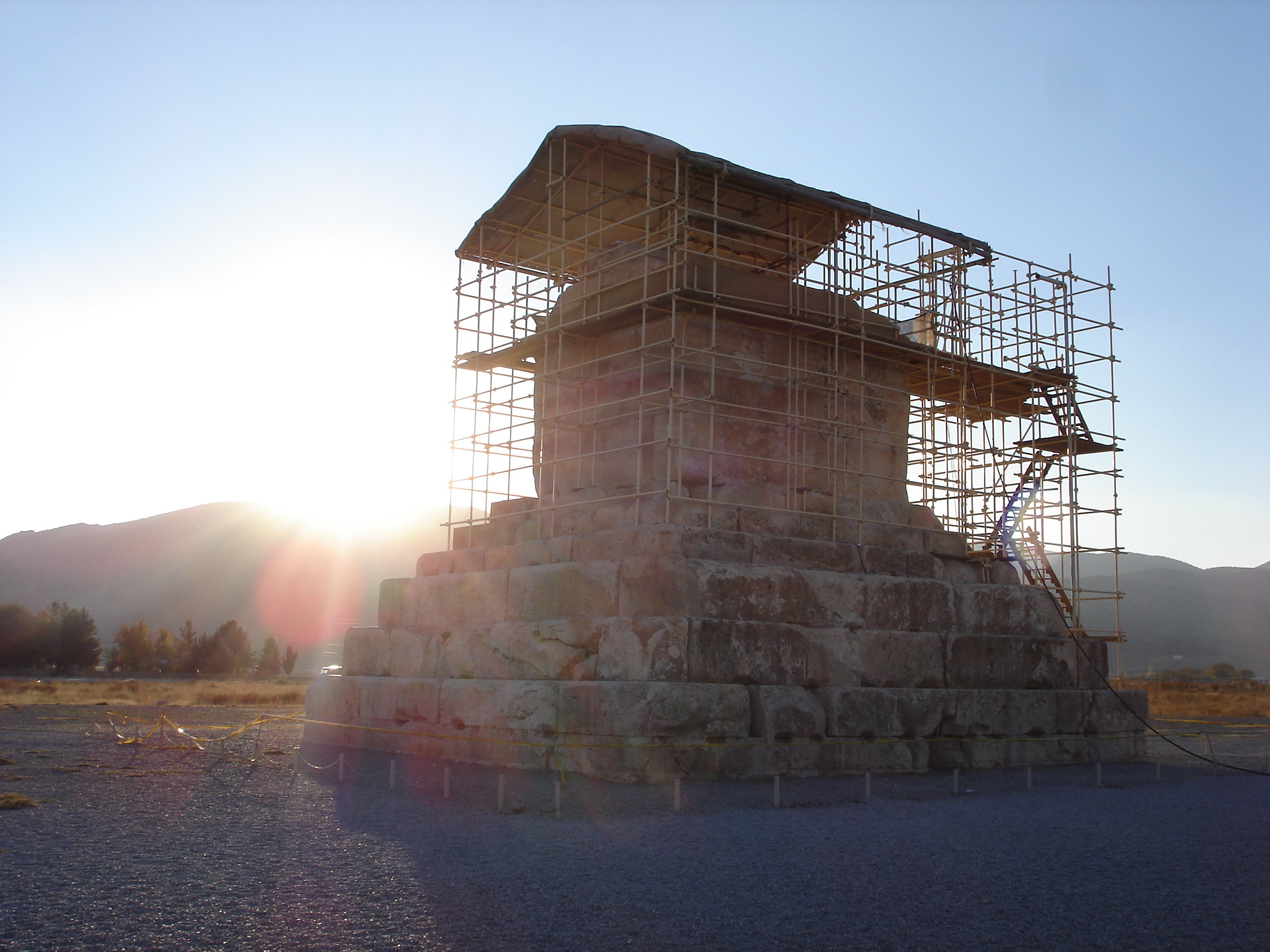
Tomba de Cir essent reparada

## Persèpolis

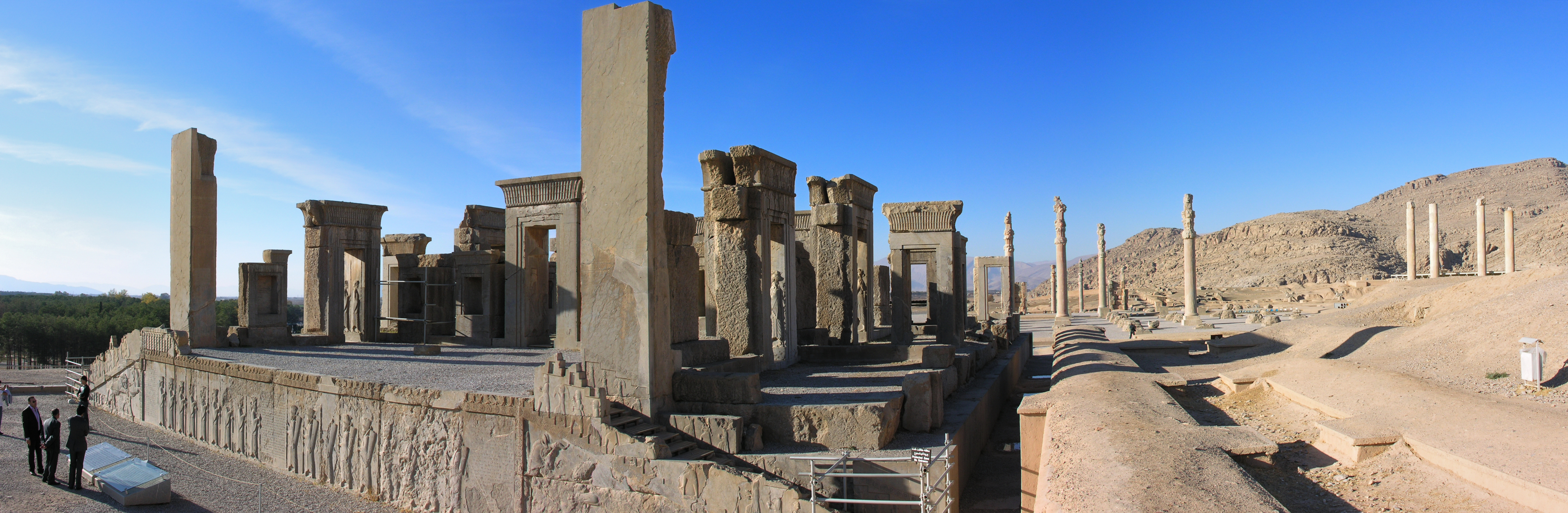
Panoràmica de Persèpolis

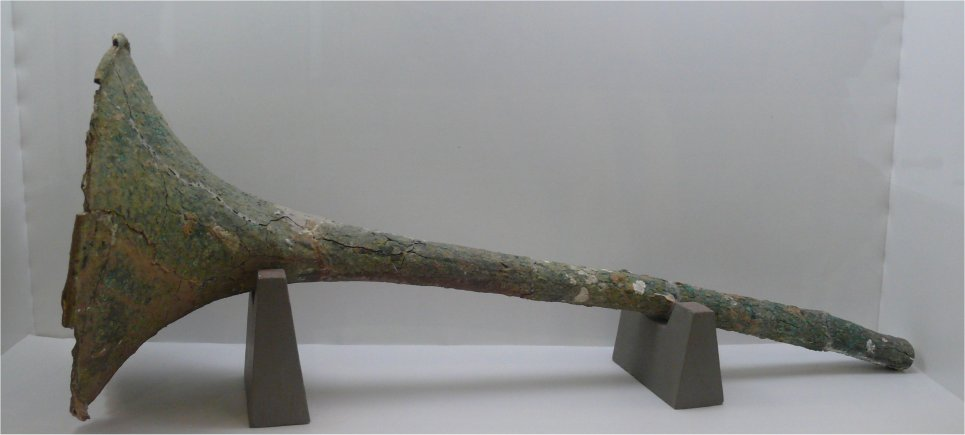
Una trompeta cerimonial de Persèpolis; museu de Persèpolis, Iran

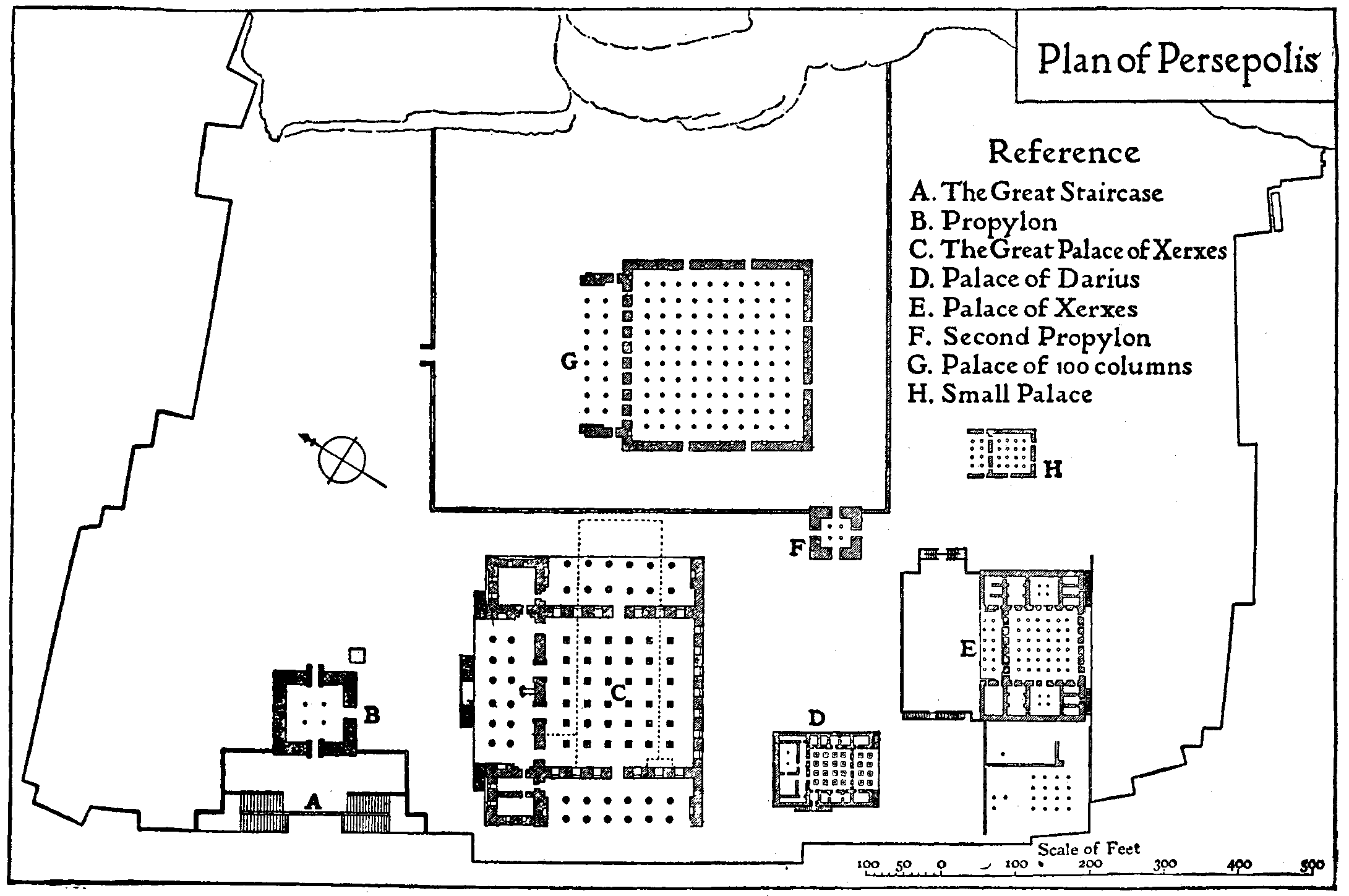
Esquma de la planta de Persèpolis; llegenda – C: Sala Apadana, G: "Talar-i-Takht" o sala de les 100 columnes, N: "Tachar" o palau de Darios, H: "Hadish" o palau de Xerxes el Gran, B:"Darvazeh-i-Mellal" o porta de totes les nacions, F: Trypilon; No apareix (sota el text de referència): "khazaneh" (tresor)

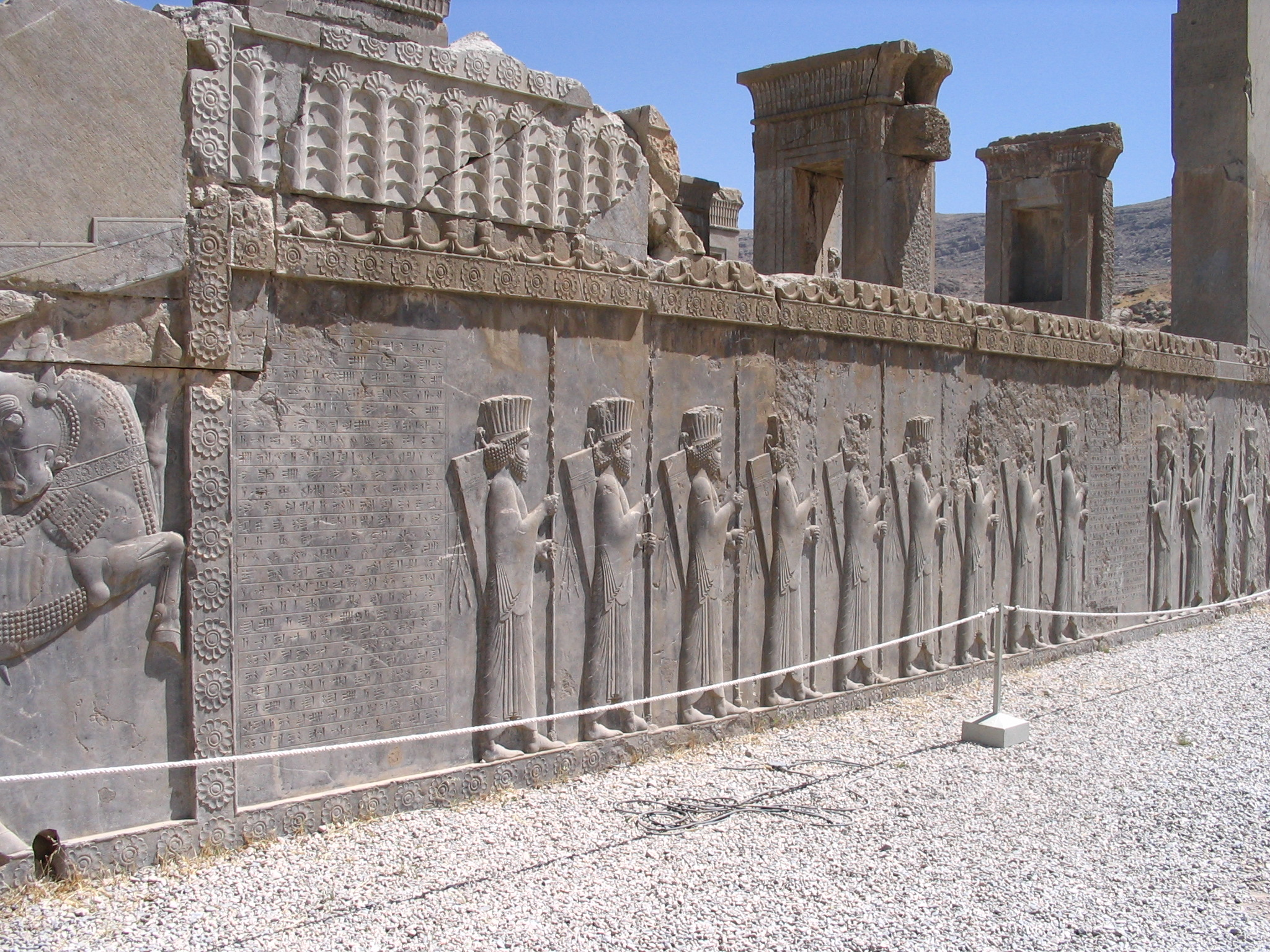
Relleus de Persèpolis representant soldats aquemènides enfrontats i que protegeixen el palau fotografiat

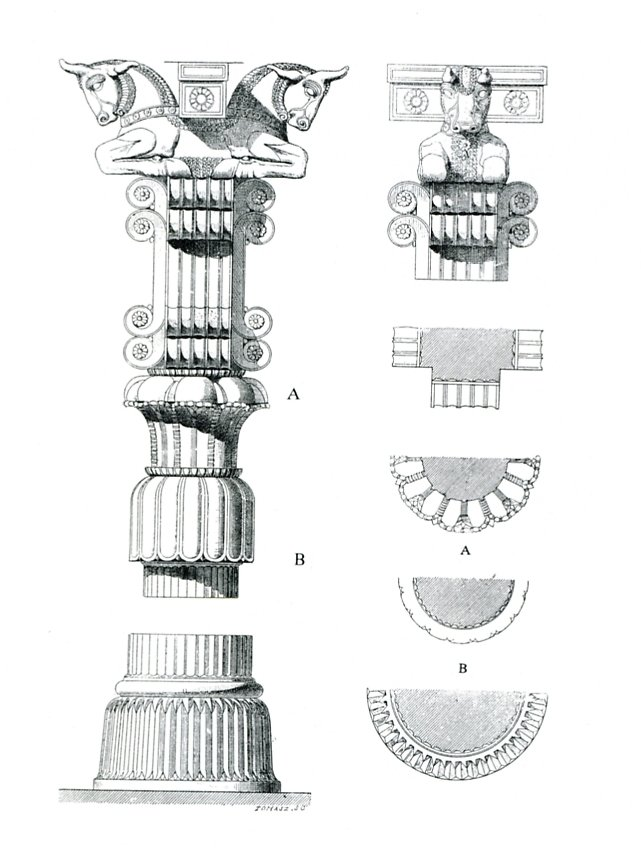
Detall de les estries, ornaments i motius animals dels capitells de les columnes dels salons de Persèpolis, particularment a Apadana

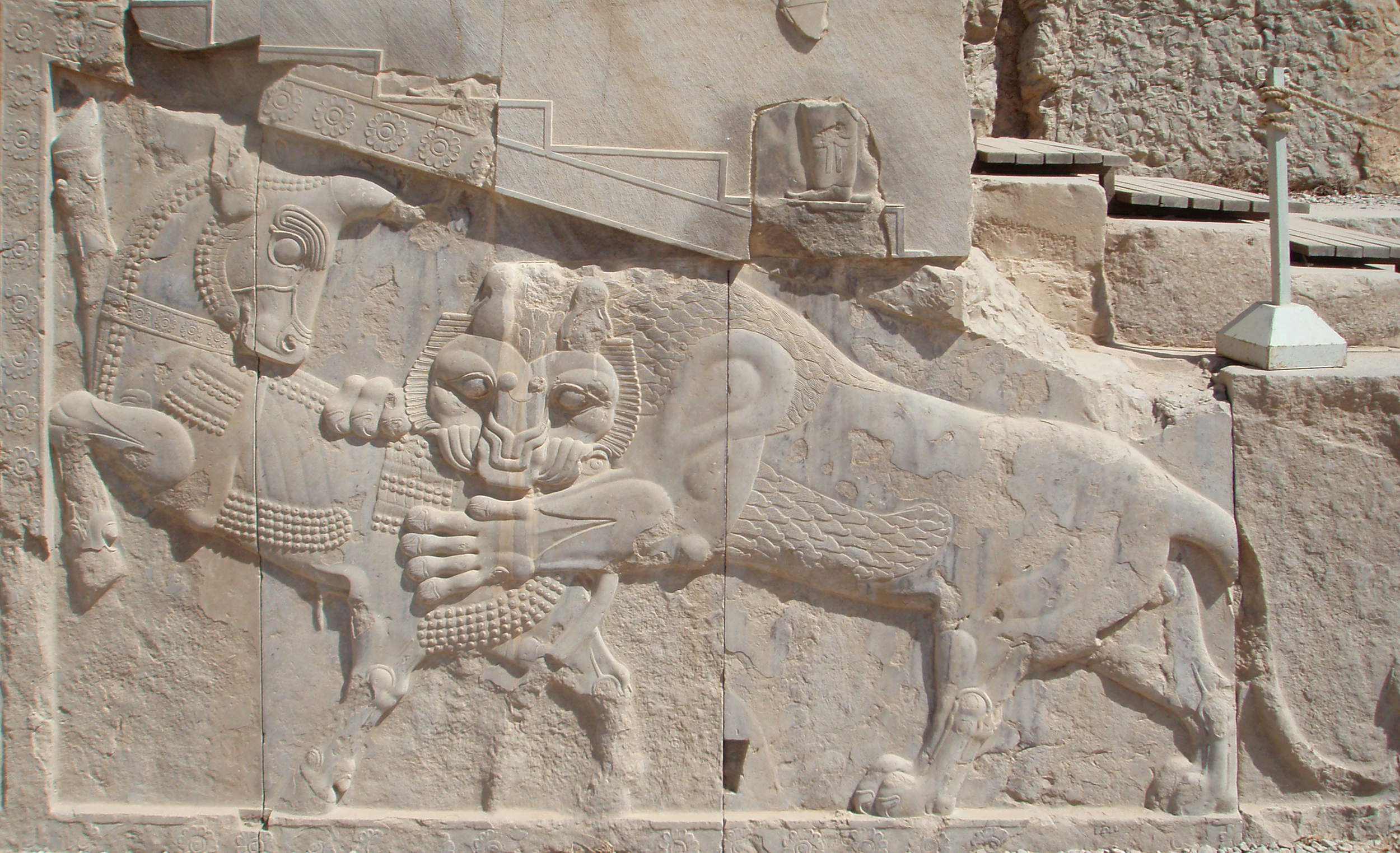
Relleu representant l'arribada simbòlica de la primavera durant el festival de Nowruz, a través del lleó (Sol) festejant el bou (Terra); Persèpolis, Iran

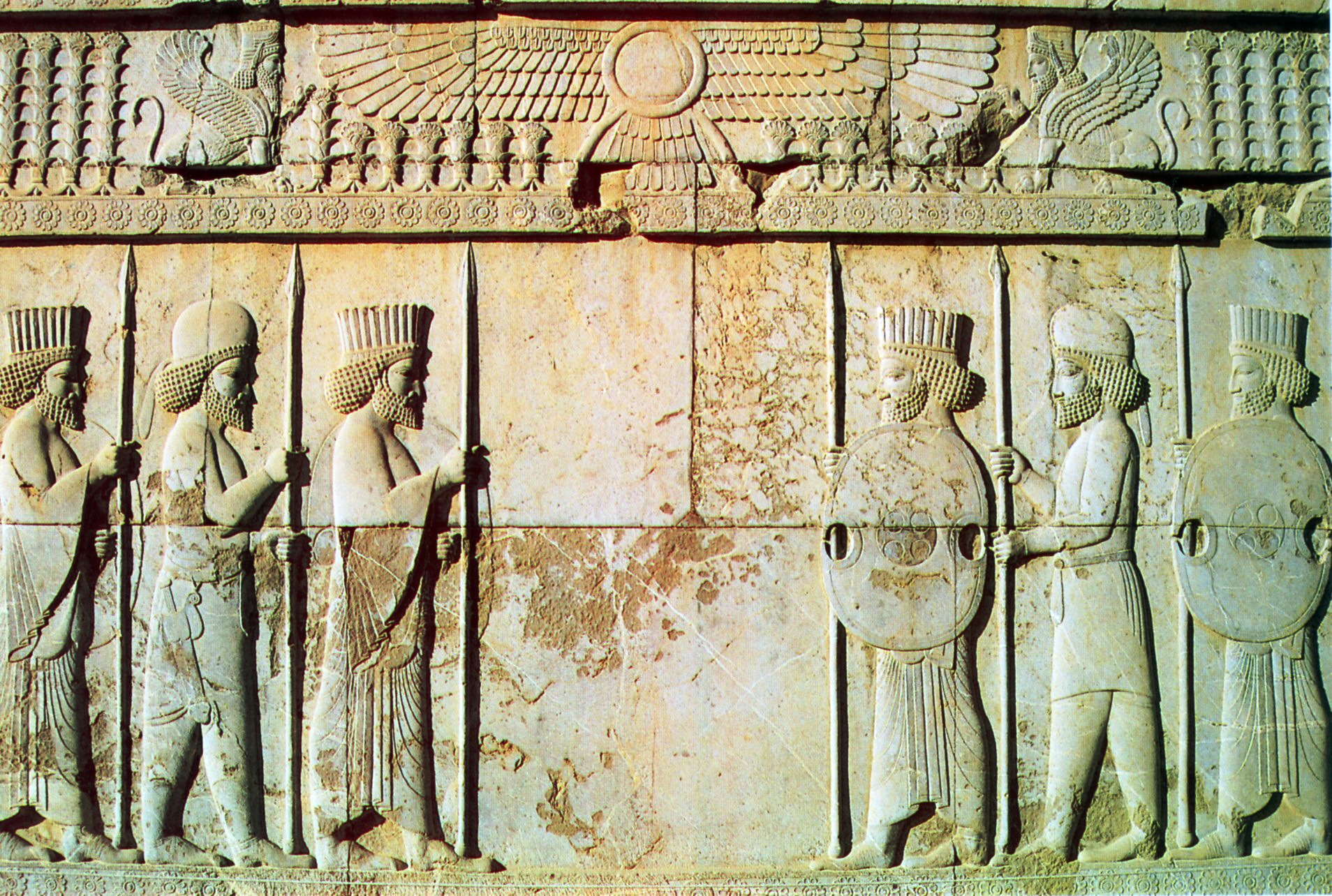
Relleu de la sala d'Apadana, a Persèpolis, mostrant soldats medes i perses. Noti's les subtils diferències en la roba i l'estil dels soldats de cada bàndol

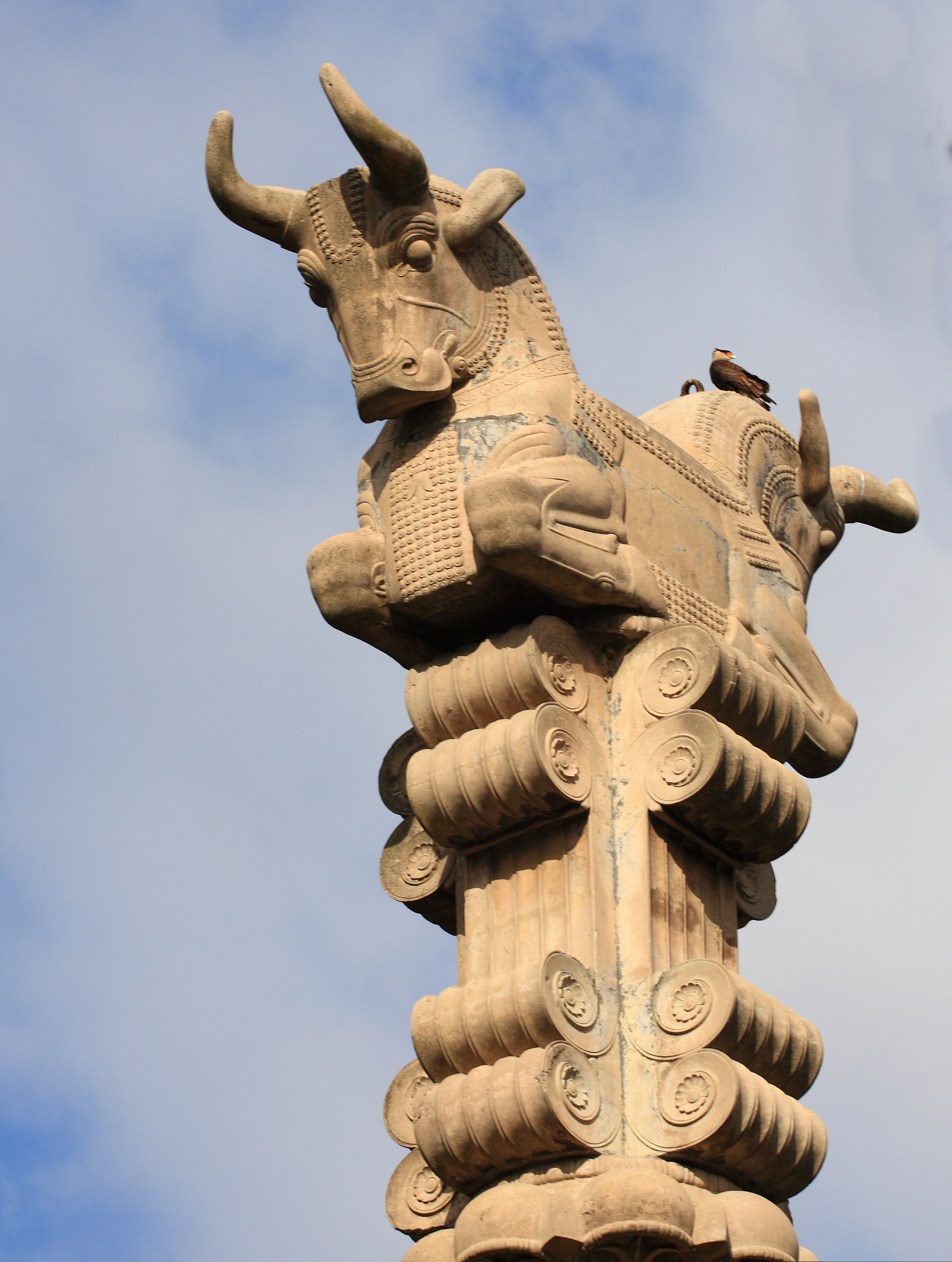
Columna molt ben preservada que mostra els detalls del capitell de les columnes de Persèpolis

Persèpolis és el nom llatinitzat de l'antic nom persa, "Parsa", que literalment vol dir la "ciutat dels perses". Un altre dels èxits espectaculars dels aquemènides, Persèpolis es va convertir en una de les quatre capitals de l'Imperi. Començada a construir per ordre de Darios I el Gran, al voltant del 518 aC, va créixer fins a convertir-se en el centre de les festivitats cerimonials i culturals de l'Imperi, la seu on els dignataris i visitants estrangers es dirigien per retre homenatge al rei, la residència privada dels monarques perses, un indret on els sàtrapes lliuraven regals al rei, a la primavera, durant la celebració del Nowruz, així com un centre de govern i d'ordre. El prestigi de Persèpolis i les seves riqueses eren ben conegudes a tot el món antic, essent descrita per l'historiador Diodor de Sicília com "la ciutat més rica sota el Sol".

### Detalls estructurals
Actualment, les restes arqueològiques d'aquesta antiga ciutat opulent es troben a uns 70 quilòmetres al nord-est de la moderna ciutat iraniana de Siraz, a la província de Fars, al sud-oest de l'Iran. Persèpolis és un complex molt ample i elevat, a 40 peus d'altitud i de 100 peus d'ample, i un terç de milla de llargada, compost de múltiples sales, corredors, una ample terrassa i una doble escala simètrica, que servia d'accés a la terrassa superior. A l'escala hi havia relleus que mostraven escenes de diversos motius de la naturalesa quotidiana, tant literal com metamòrfica; algunes escenes mostraven actes naturals, com l'atac d'un lleó sobre la seva presa, però que simbolitzaven la primavera i la celebració del Nowruz. Altres escenes, en canvi, mostraven presonatges de tots els estats de l'Imperi presentant regals al rei, així com escenes que representaven la guàrdia reial o les interaccions socials entre els guàrdies o els dignataris. Aquesta escala, sovint, és referida com la de "tots els països".
L'estructura va ser construïda amb diverses sales i complexes, entre els que es trobaven la sala d'Apadana (la sala més gran, amb 36 columnes), "Tachar" (la sala privada de Darios el gran), "Hadish" (afegida posteriorment com una cambra privada pel rei Xerxes I de Pèrsia), el "Talar-i-Takht", també conegut com la sala de les 100 columnes, que servia com a sala del tron per trobades generals amb el rei, "Darvazeh-i-Mellal" (la porta de totes les nacions), el "khazaneh" (el tresor reial), un complex sala/palau posteriorment desenvolupat per Artaxerxes III, Tripylon (sala del consell), i les "tombes tallades a la roca dels reis" o Naqsh-e Rostam.
La sala més impressionant del complex és la sala d'Apadana, que ocupa una àrea d'uns 109 metres quadrats, amb 36 columnes, cada una de les quals fa més de 19 metres d'alçada. Cada columna és acanalada, amb una base quadrada (excepte poques situades als pòrtics), i un capitell compost que aguantava la teulada del complex. Originalment, l'estructura estava protegida dels elements per unes parets de maons de fang d'uns 5 metres de grossor i 20 metres d'alçada. Cada columna era única en el sentit que cada capitell era diferent, sovint representant bous o d'altres animals. Les columnes del pòrtic no només tenien una base circular, si no que també tenien un capitell ornamentat representant bous, i que aguantaven la teulada.
El relleu d'Apadana també és únic en el fet que denota la presència i el poder del rei. Es coneix com a "relleus del tresor" les escenes representades a Apadana, que mostren la continuïtat del regne des de Darios el Gran, i mostra la seva presència a tot l'Imperi, i que també mostra el seu exèrcit d'Immortals perses. Potser aquest va ser l'intent de Darios de crear un símbol que assegurés la continuïtat de la seva descendència. Es creu que la sala d'Apadana i les estructures adjacents del complex van ser dissenyats per allotjar un gran nombre de persones. De fet, les sales de Persèpolis podrien haver acollit, a la vegada, uns deu mil visitants fàcilment, amb el rei i la cort allotjats còmodament.
La grandesa de Persèpolis es troba en els seus detalls arquitectònics; les seves impressionats, altes i perfectes columnes; els seus relleus elaborats amb mestria, que representen persones en tots els moments de la vida, i de tots els racons de l'Imperi; i el més important, la seva rellevància històrica tant com a centre polític com social de la vida reial aquemènida.

### Enginyeria
Les tauletes de les fortificacions de Persèpolis, datades entre el 509 i el 494 aC, són documents perses antics que descriuen molts aspectes de la construcció i el manteniment de la ciutat aquemènida. Aquestes tauletes són rellevants perquè destaquen dos aspectes molt importants de la vida aquemènida i de la construcció de Persèpolis: en primer lloc, que l'estructura va ser edificada per treballadors, que eren pagats amb racions o sous; i en segon lloc, l'estructura tenia un sistema intricat d'enginyeria que incloïa la distribució del pes i l'aportació d'elements arquitectònics, el més notable dels quals era el sistema de sanejament, compost per canonades properes i aqüeductes oberts. El següent text, provinent de la tauleta PF 1224, exposa els dos elements:
32 BAN (9.7 litres) de gra...l'alt sacerdot de Persèpolis... va rebre i atorgar (això com a) extra a dones gregues acabades de parir a Persèpolis, als treballadors del sistema sanitari, l'aportació dels quals està situada en...." 

#### Tecnologia de l'aigua
La xarxa d'aigua corrent i sanejament de Persèpolis és una de les més complexes del món antec. Persèpolis està construïda al peu d'una muntanya (muntanya de Rahmat), amb una terrassa elevada que va ser, parcialment, construïda per l'home i, parcialment, part natural de la pròpia muntanya. Com que Persèpolis era, essencialment, un important centre cultural, sovint utilitzat a l'inici de la primavera, durant la celebració del Nowruz, gaudia d'un règim de precipitacions important, a més de tenir bastants corrents d'aigua provinents del desgel. La xarxa de sanejament tenia molta importància durant aquests mesos crítics, ja que servia tant per canalitzar aquests corrents d'aigua de les parts elevades a les més baixes, així com per servir els seus habitants d'aigua i expulsar-ne la utilitzada.
Amb l'objectiu de prevenir les inundacions, els aquemènides van utilitzar dues tècniques d'enginyeria per dirigir la neu fosa i els rierols de les muntanyes: la primera mesura era recollir l'aigua de les muntanyes en tancs, que tenien una obertura de 4,2 metres i una profunditat de 60 metres, permetent una capacitat de 554 metres cúbics o 554.000 litres (60 x 4.2 x 4.2) d'aigua. L'aigua podia ser redirigida cap aquesta reserva gràcies a la construcció de petits canals de fusta, situats estratègicament. La segona mesura era redirigir l'aigua lluny de la ciutat, i s'utilitzava només quan les reserves eren plenes; aquest sistema utilitzava un conducte de 180 metres de llargada, de 7 metres d'amplada i 2,6 metres de profunditat, i que estava situat a l'oest de la ciutat.
El sistema d'aigua, no obstant això, era molt més complex que només les canalitzacions i els dipòsits, ja que implicava un antic sistema molt sofisticat de canonades tancades i irrigació. El sistema d'irrigació estava dividit en cinc zones, dues de les quals donaven servei a la part nord del complex, i les altres tres a la part sud. Sorprenentment, el sistema va ser dissenyat per ser harmònic amb l'estructura, de manera que els diferents indrets hi havia canals centrals de drenatge al centre de les columnes, i petits forats de drenatge i conductes a cada pis, traient l'aigua del sostre, a cada planta, i traslladant-la al sistema subterrani de sanejament que s'emportaria l'aigua de la ciutat.
Totes cinc zones (I–V) disposaven d'un cabal de 260 litres/segon, que és molt més del necessari per canalitzar l'aigua provinent de les muntanyes, fet que indica que aquest sistema també era utilitzat per proveir d'aigua els habitants, gestionar el sanejament, i fins i tot regar els jardins que envoltaven el complex.

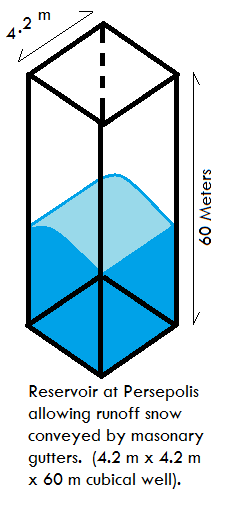
Diagrama esquemàtic de les reserves
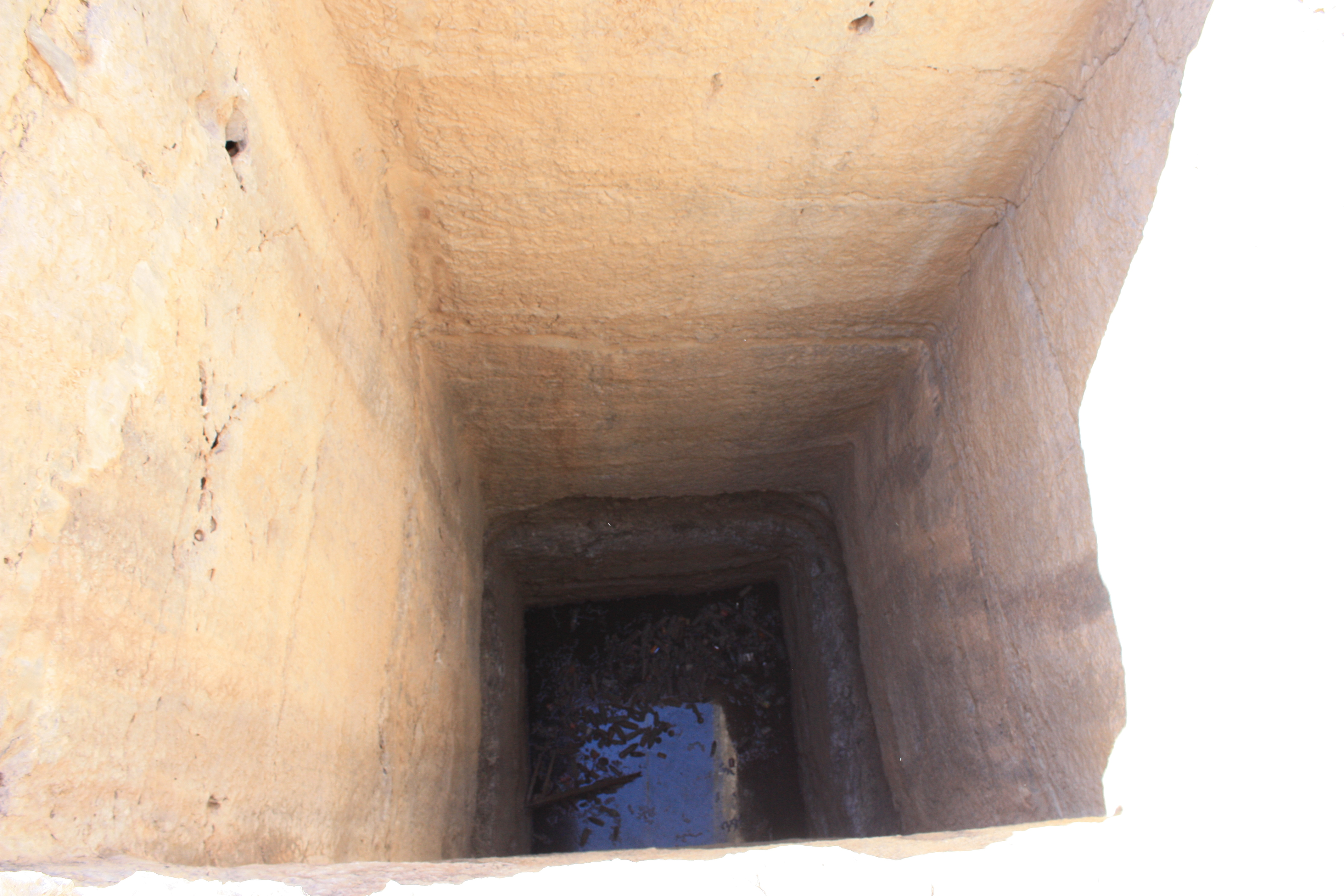
Fotografia del dipòsit tal com es troba actualment
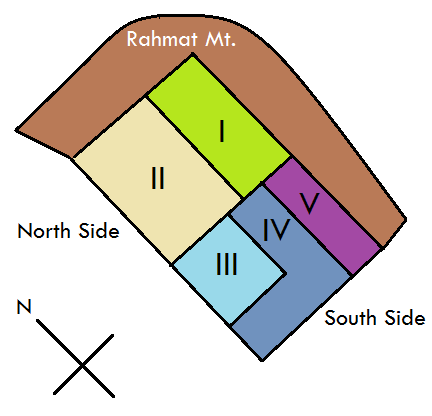
Zones d'irrigació (I,II) al nord i (III, IV, V) al sud

#### Tecnologia estructural
Perquè una estructura tant important funcionés adequadament, s'havia de distribuir correctament el pes dels sostres, les columnes i les terrasses. El fet de construir a la base de la muntanya oferia cert suport estructural. Els materials constructius, una coombinació de fusta i pedra, disminuïa el pes global. L'ús extensiu de pedra a Persèpolis, d'altra banda, no només garantia la seva integritat estructural durant el temps d'ús, sinó que també ha permès que els seus vestigis hagin durat molt més que els palaus de tova de Susa.

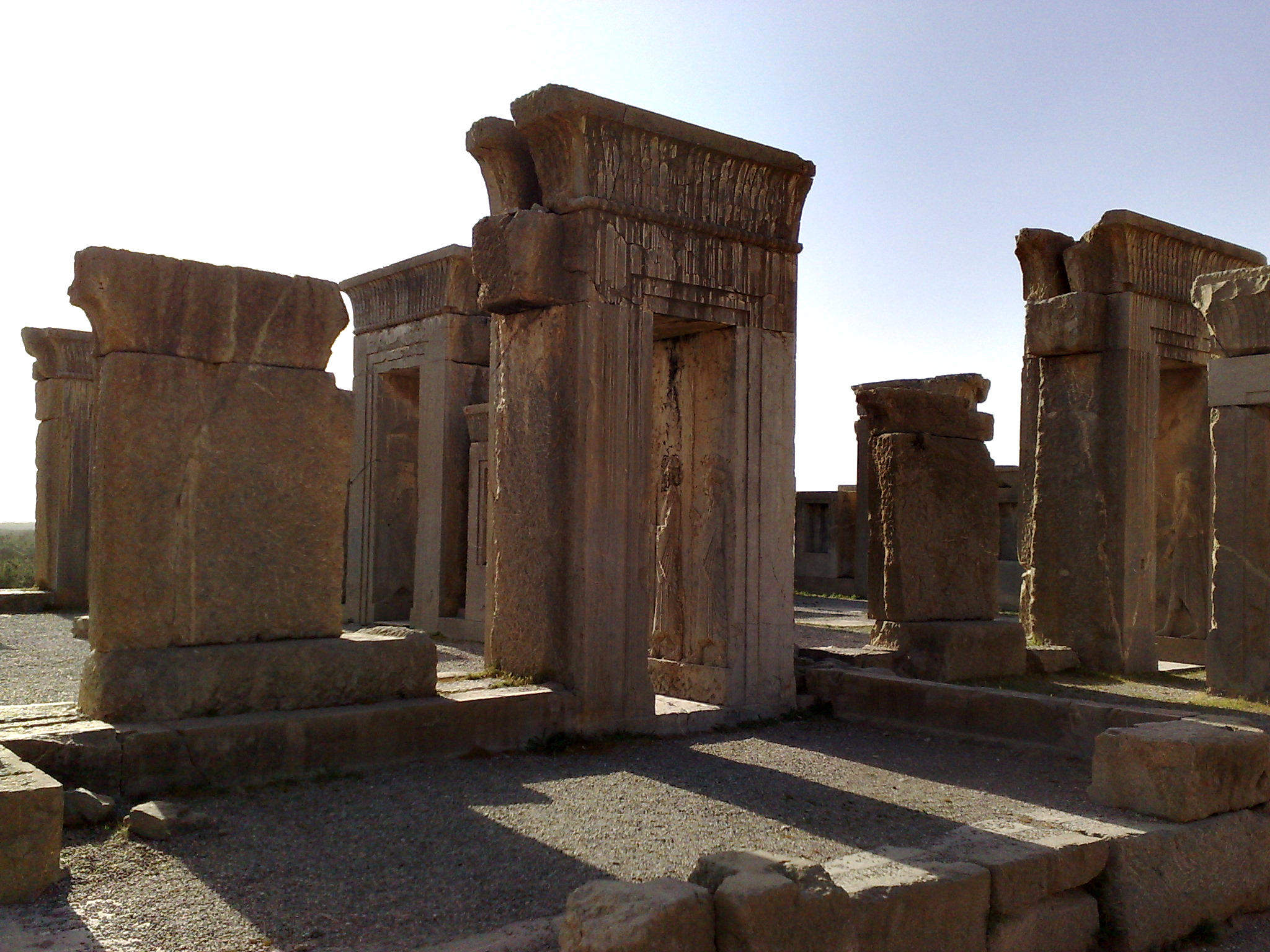
Les restes estructurals de columnes i entrades
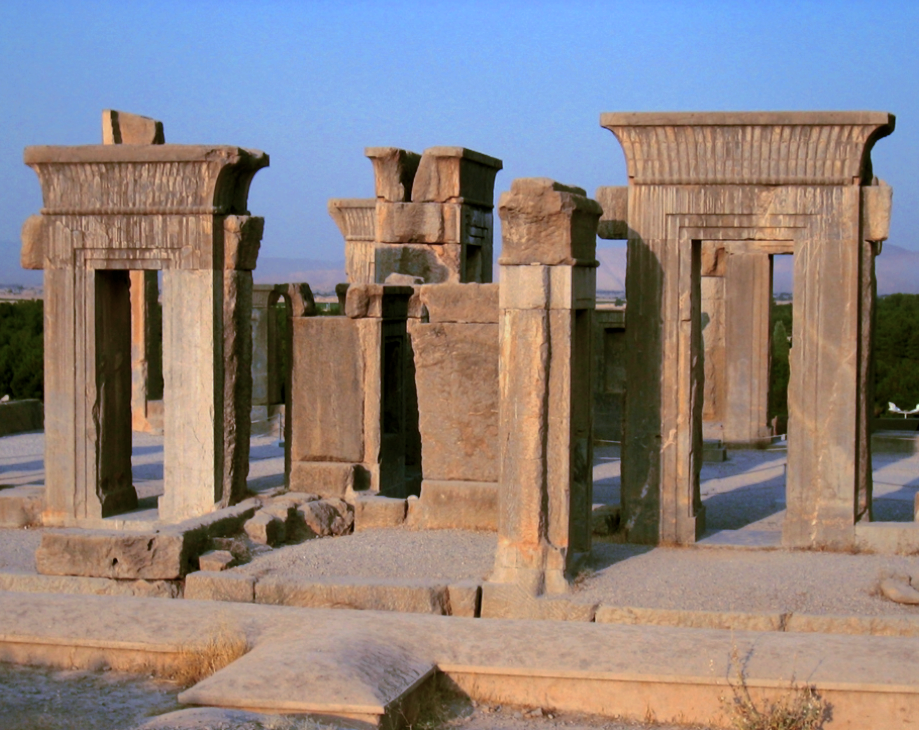
Una altra vista de les columnes
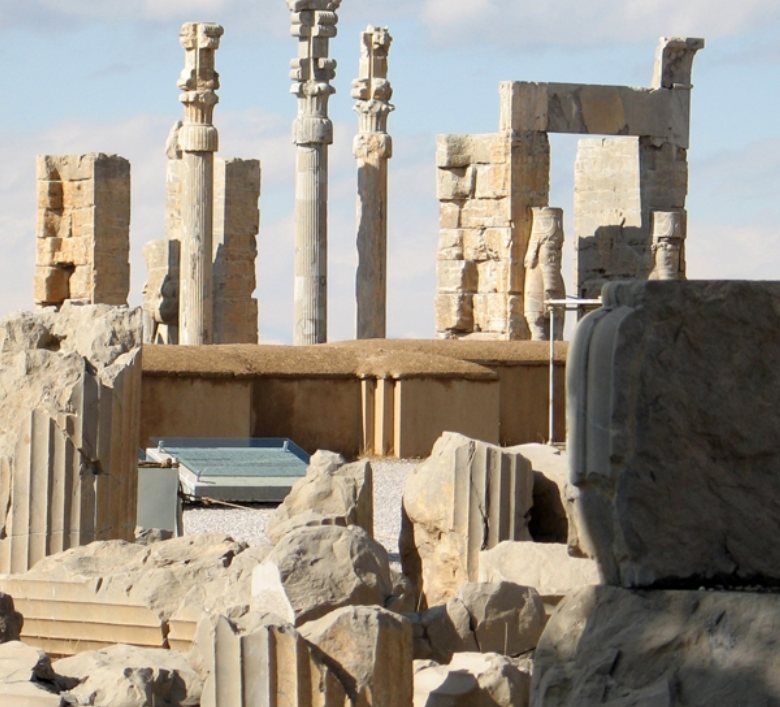
Més imatges de columnes i marcs de portes

### Història
Els acadèmics coincideixen que fou Darios el Gran qui inicià la construcció i expansió del projecte de Persèpolis, tot i que l'arqueòleg alemany Ernst E. Herzfeld creia que havia estat Cir el Gran qui va decidir l'emplaçament per la construcció, però que finalment seria Darios qui en finalitzaria la construcció i crearia els edificis més destacats. Excavacions finançades per l'Institut Oriental de la Universitat de Chicago, liderades per Herzfeld el 1931 i, posteriorment, amb la col·laboració d'Eric F. Schmidt, el 1933, van portar al descobriment d'algunes dels artefactes, palaus i estructures aquemèndies més impressionants. Herzfeld tenia la impressió que l'emplaçament de Persèpolis havia estat fet per celebrar cerimònies especials, i tenia l'objectiu de mostrar el poder de l'Imperi Aquemènida a les seves nacions vassalles.
Segons alguns registres, Persèpolis mai va ser oficialment acabada, ja que la seva existència va acabar quan Alexandre el Gran, en un atac de ràbia, va ordenar la crema de la ciutat el 33 aC. Començada un segle abans per part de Darios el Gran, l'estructura va estar canviant constantment, rebent actualitzacions dels subseqüents monarques perses, i patint renovacions de la seva façana. Després de la crema de la ciutat, Persèpolis va quedar deserta i va desaparèixer, relativament, de la història, fins que Herzfeld, Schmidt i l'equip de Chicago van desenterrar-la a principis de la dècada de 1930. Aquest gran jaciment històric, actualment, es troba en un greu risc de "danys irreparables" a conseqüència de la negligència, els elements i el vandalisme.
Persèpolis no va ser l'únic projecte a gran escala que van iniciar els aquemènides, ja que Susa, per exemple, també va allotjar una estructura similar, iniciada per Darios i també amb un objectiu cerimonial. No obstant, tot i que actualment podem apreciar les restes de Persèpolis, no passa el mateix amb Susa; la selecció de la pedra per la seva construcció, en contraposició a la tova utilitzada a Susa, sumat al fet que la primera va restar pràcticament deshabitada, protegint-la del desgast causat pels habitants, han permès una millor conservació de Persèpolis. Políticament, Persèpolis també va ser important gràcies al descobriment de la veïna Naqsh-e Rostam, la necròpolis persa on hi ha la tomba de Darios el Gran, mostrant la importància que tenia i que era una de les capitals de l'Imperi. Naqsh-e Rustam no va allotjar només es despulles de Darios el Gran, sinó també les de Xerxes el Gran, Artaxerxes I i Darios II. El complex funerari va ser saquejat després de la invasió d'Alexandre, i probablement també durant el període sassànida i la posterior invasió àrab.
Mentre van governar Reza I i el seu fill Mohammad Reza, el jaciment va gaudir de protecció i cobertura mediàtica, ja que la dinastia Pahlavi va interpretar el seu simbolisme reial i nacional. Durant aquest període, molts polítics occidentals, poetes i artistes van veure's atrets per l'Iran i Persèpolis, tant com una mostra de respecte cap a la monarquia iraniana, en el marc de les relacions internacionals, com per visitar les runes. En la celebració dels 2.500 anys que va organitzar el Xa, per exemple, hi havia molts representants estrangers. D'entre les persones que van visitar les runes de manera individual destaquen les de Heinrich Lübke, d'Alemanya, i Ralph Graves, de la revista Life. En un article a ``Life``, el 1971, Graves descrivia la seva experiència a Persèpolis de la següent manera:
Quan veus Persèpolis per primera vegada com vaig fer jo, encarant Marvdasht, és probable que quedis desencantant, però quan et trobes dins de les pròpies runes quedes aclaparat per les encara orgulloses i altíssimes columnes, així com per la qualitat i l'estat de conservació dels baixos relleus, que sens dubte es troben entre els millors de tota la història de l'art mundial. Però sobretot et trobaràs paralitzat quan t'adonis que tot això va passar 24 segles enrere, i que gent de totes les nacions del món conegut en aquell temps es plantava al mateix lloc i se sentia igual.

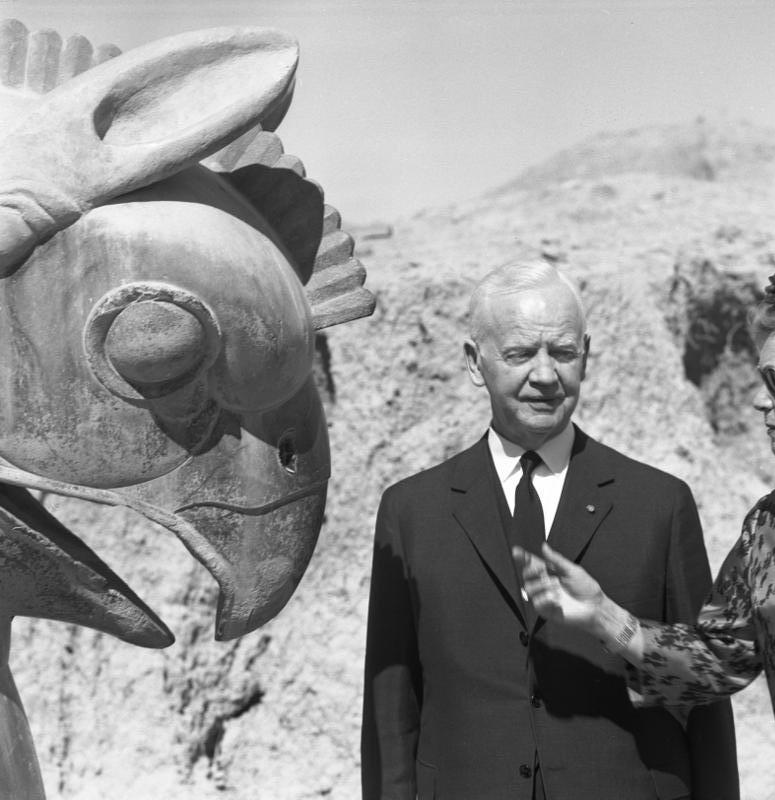
Lubke en una visita a Persèpolis
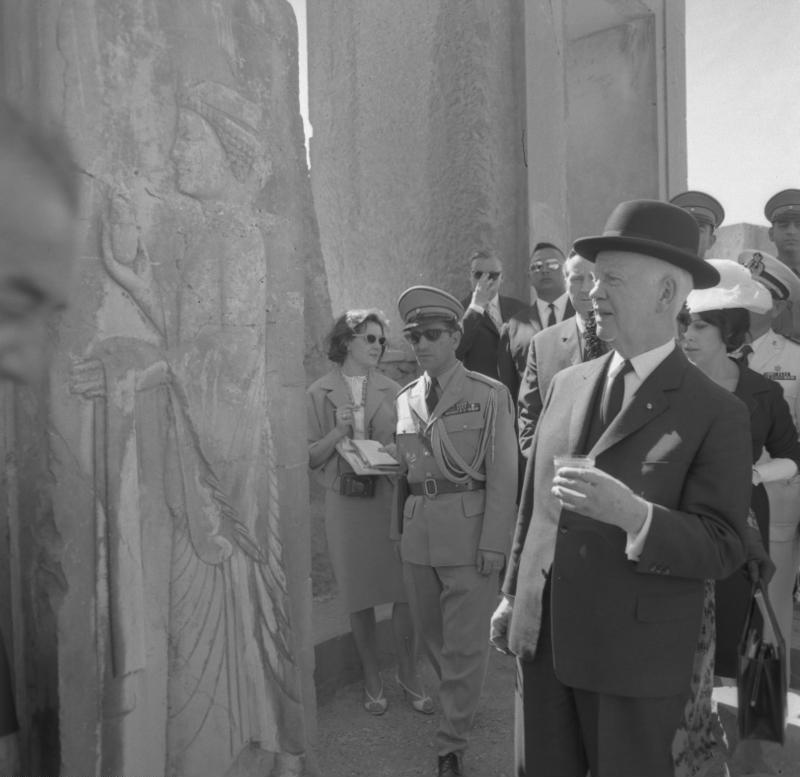
Lubke i un baix relleu
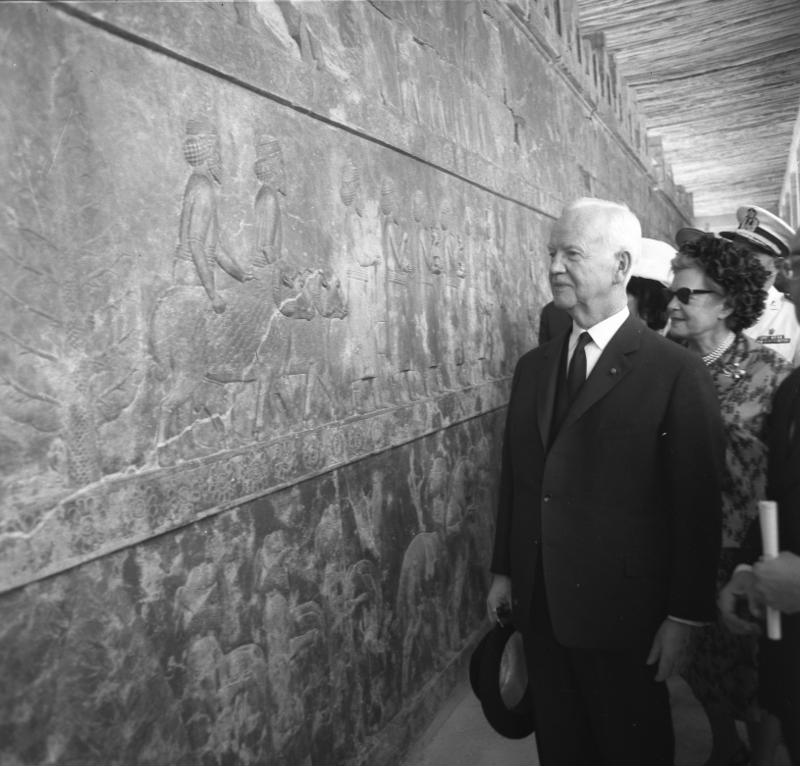
Lubke i el relleu de la paret
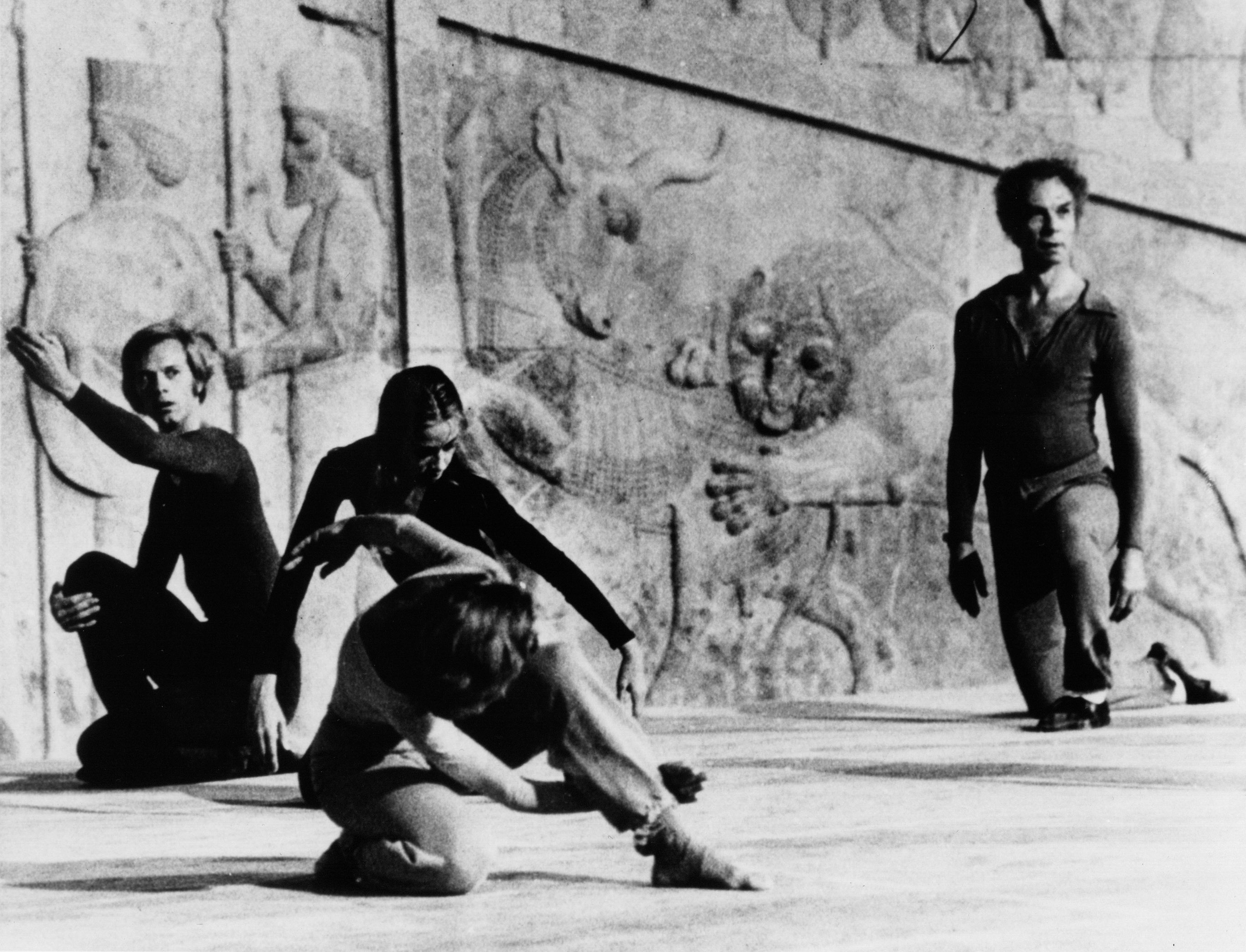
Interpretació teatral d'artistes occidentals durant el Festival d'Arts de Siraz

### Vandalisme
Al llarg de la història, Persèpolis ha patit diversos atacs de vandalisme. La figura històrica més destacada que l'ha practicat va ser Alexandre el Gran, qui després d'entrar a la ciutat el 330 aC s'hi va referir com "la ciutat més odiosa d'Àsia", permetent a les seves tropes macedònies saquejar-la. Tot i aquest odi, Alexandre també admirava els perses, com és obvi a través del seu respecte per Cir el Gran o la celebració d'un enterrament digne per a Darios III. Anyes més tard, visitant la ciutat que havia fet cremar, Alexandre lamentaria la seva acció. Plutarc descriu la naturalesa paradoxal d'Alexandre quan escriu una anècdota, segons la qual Alexandre es pare i parla amb una escultura caiguda de Xerxes el Gran com si l'antic monarca persa hi fos en persona:
Hauria de passar de llarg i deixar-te tombat al terra per les expedicions que vas liderar contra Grècia, o hauria de tornar a posar-te dempeus per la teva magnanimitat i les teves virtuts en altres camps?
En retrospectiva, s'ha d'entendre que, tot i el seu momentani lapsus de judici i el seu paper en haver estat l'única figura significant que va posar fi a Persèpolis, Alexandre no és, per cap concepte, l'única persona que va vandalitzar la ciutat. Molts individus, durant els segles posteriors, farien malbé Persèpolis, inclosos lladres i vàndals durant el període sassànida. El segle vii, quan els àrabs van envair el país, van provocar conflictes civils, la persecució religiosa dels perses, i la crema de llibres. La manca de registres sobre aquest vandalisme àrab és probable que es degui a la destrucció de llibres i registres històrics.
Durant l'època colonial i la Segona Guerra Mundial, l'estructura també va patir vandalisme per part de les forces aliades. Les causes naturals, com ara els terratrèmols o els vents, també han contribuït en la degradació general de l'estructura.
La primera excavació francesa a Susa, organitzada pels Dieulafoys, així com el saqueig i destrucció d'antiguitats perses pels autoanomenats arqueòlegs, va tenir in gran impacte en l'emplaçament. Jane Dieulafoy va escriure al seu diari:
 Ahir vaig estar contemplant la vaca gran de pedra que hem trobat recentment; pesa uns 12.000 quilos! És impossible moure una massa tant gran. No podia controlar la meva ràbia. Vaig agafar un martell i vaig començar a colpejar la bèstia de pedra. Li vaig clavar uns quants cops ferotges. El cap del pilar es va obrir com una fruita madura.
Fins i tot actualment l'estructura no està protegida de la destrucció i el vandalisme. Després de la revolució iraniana, un grup de fonamentalistes seguidors de Khomeini, inclòs la seva mà dreta, Sadeq Khalkhali, van intentar destruir tant la tomba d'un reconegut poeta persa, Firdawsí, com el jaciment de Persèpolis, però afortunadament van ser aturats per part del govern provisional.
Les imatges següents mostren alguns dels desafortunats actes de vandalisme, la majoria per visitants estrangers entre finals del segle xix i mitjans del XX. Actualment, l'estructura és considerada en alt risc de "danys irreparables".

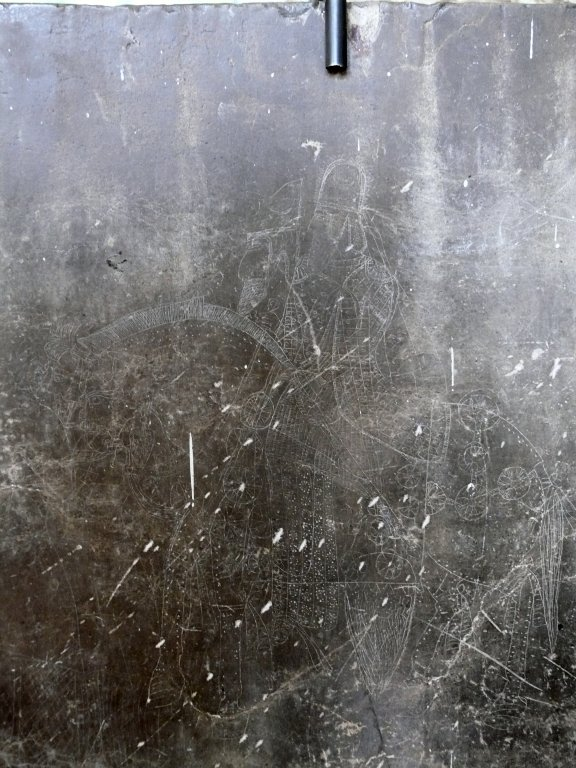
Grafit deixat per un cavaller durant l'era sassànida
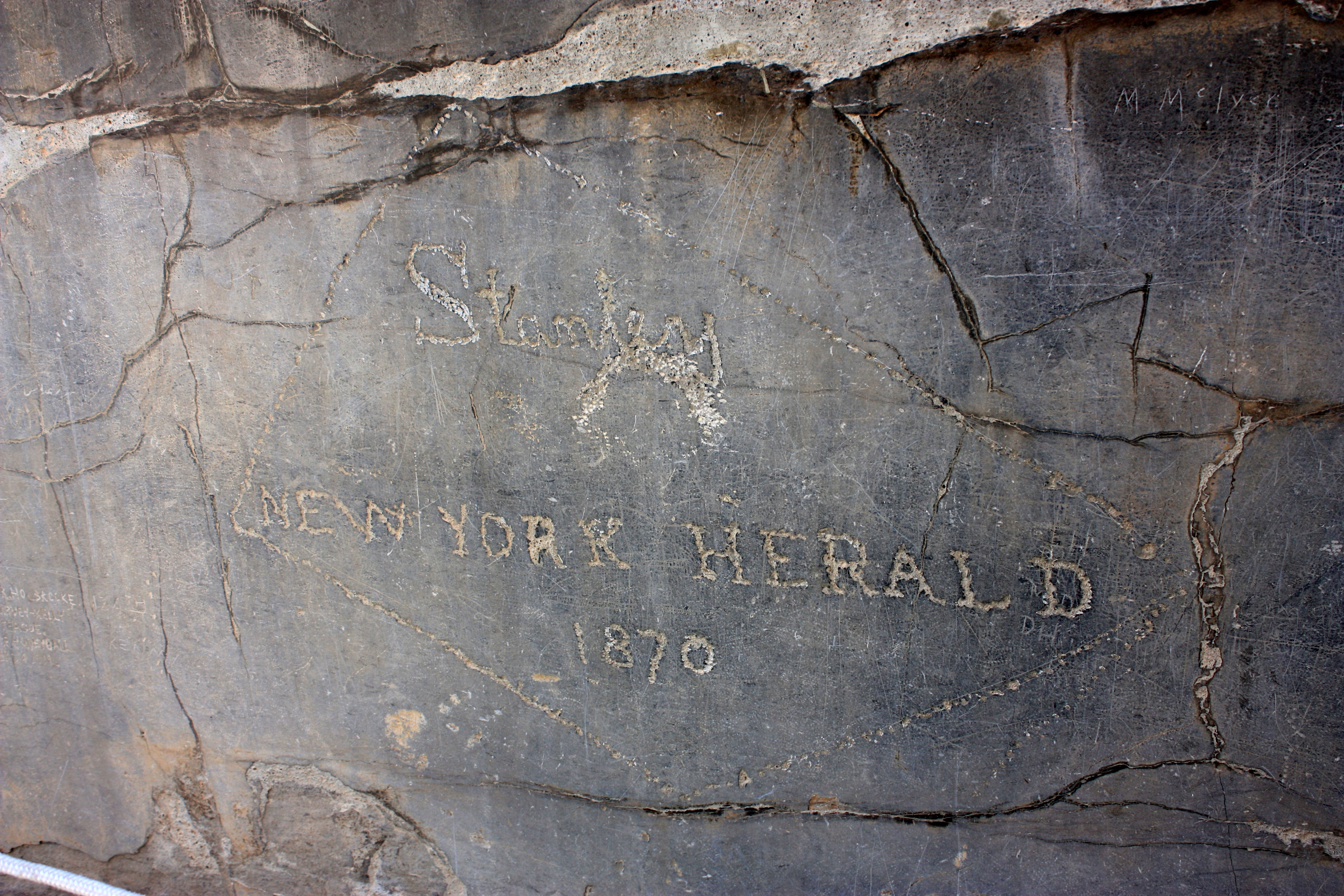
Un grafit de l'explorador Henry Morton Stanley, del New York Herald
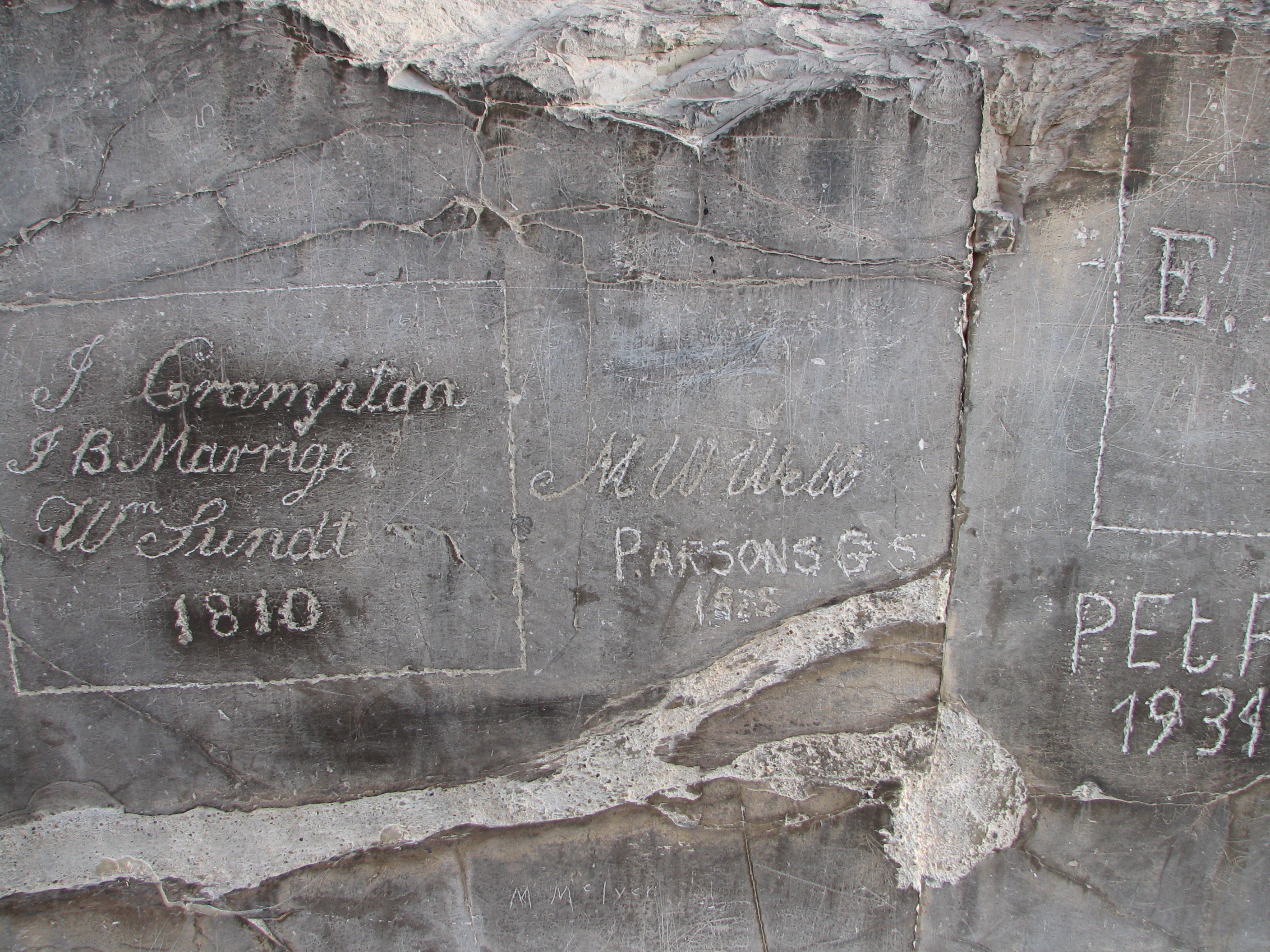
Un grafit en anglès deixat per visitants estrangers

### Reconstrucció virtual
L'arqueòleg, egiptòleg i historiador francès Charles Chipiez (1835–1901) va crear alguns dels dibuixos virtuals més detallats de Persèpolis, mostrant com hauria estat aquesta metròpoli de l'Imperi persa. En aquest apartat es descriuen algunes de les seves representacions.
La primera imatge, a l'esquerra, mostra una representació de "Talar-i-Takht" o sala de les 100 columnes de Persèpolis. A l'extrem esquerre de la imatge es pot veure el famós lamassu (o home quimèric, lleó, bèstia aguilenca), saludant als visitants. Els dibuixos de Chipiez mostren les seves capacitats tècniques i l'atenció pels detalls.
La segona imatge de l'esquerra és un dibuix de Chipiez de les columnes, l'ornamentació dels capitells, i l'estructura del sostre del palau de Darios de Persèpolis, també conegut com a "Tachar." Són destacables els detalls dels bous, així com l'ús de fusta en la construcció del sostre. Això explicaria perquè el palau es va incendiar quan Alexandre va ordenar la crema de la ciutat.
La tercera imatge per l'esquerra és un dibuix tècnic i més detallat de "Talar-i-Takht". Destaca l'estratificació del sostre, el detall en les vores de la coberta, el detall de les finestres, així com el detall tècnic dels pols de construcció.
La darrera imatge, a la dreta, és una vista panoràmica de l'exterior del palau de Darios el Gran, a Persèpolis. Es poden veure detalls dels relleus de la ciutat, on s'aprecien escenes simbòliques de lleons atacant bous, acompanyats per soldats perses que protegeixen, en aquest cas simbòlicament, les estructures superior.

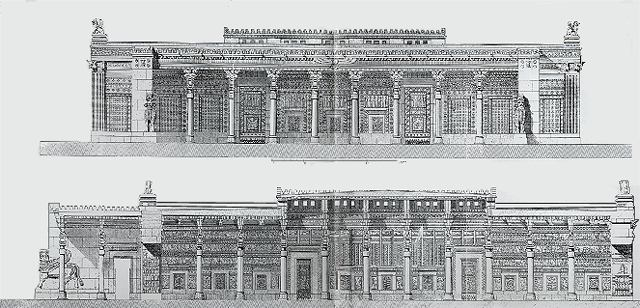
Sala de les 100 columnes (Sala del tron o "Talar-i-Takht")
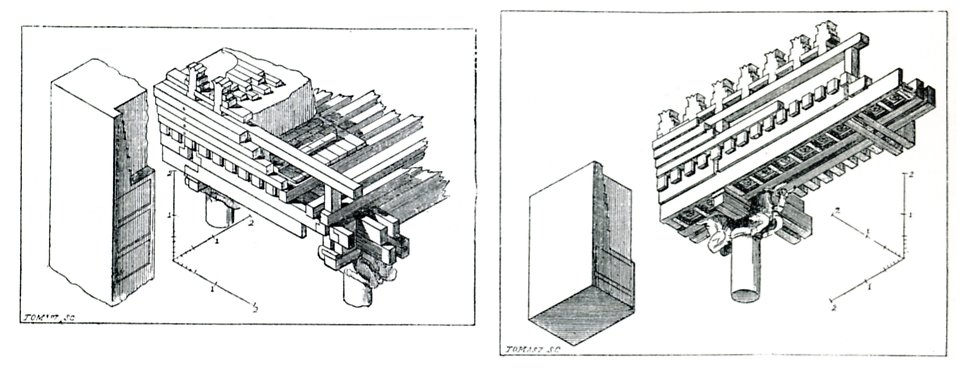
Anàlisi del sostre i dels capitells de les columnes del "Tachar" o palau de Darios
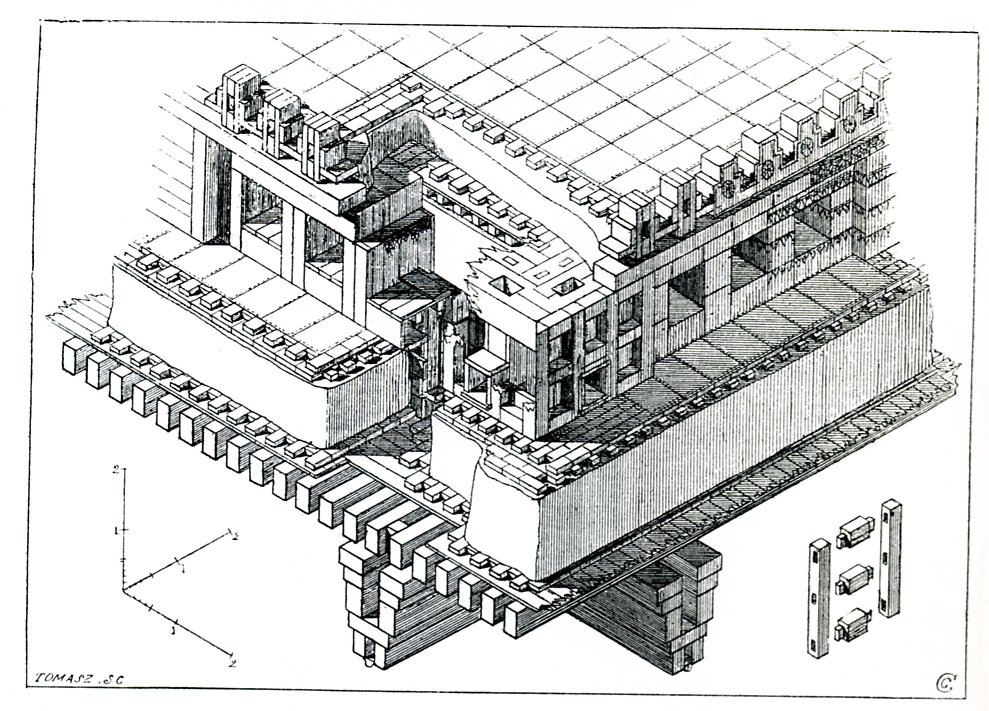
Reconstrucció aèria de l'estructura de "Talar-i-Takht"
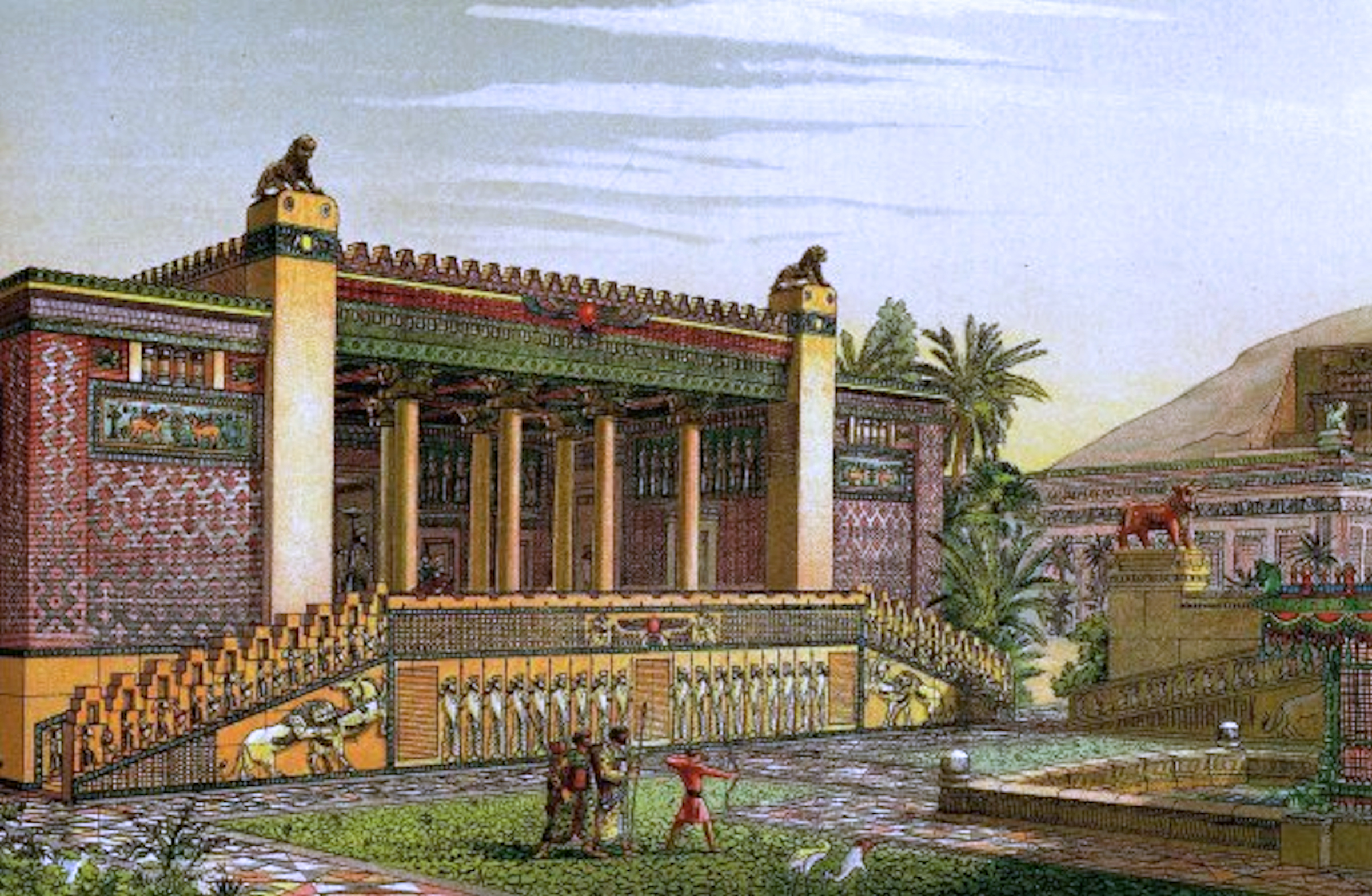
Construcció virtual de l'entrada del palau de Darios el Gran, a Persèpolis

## Susa

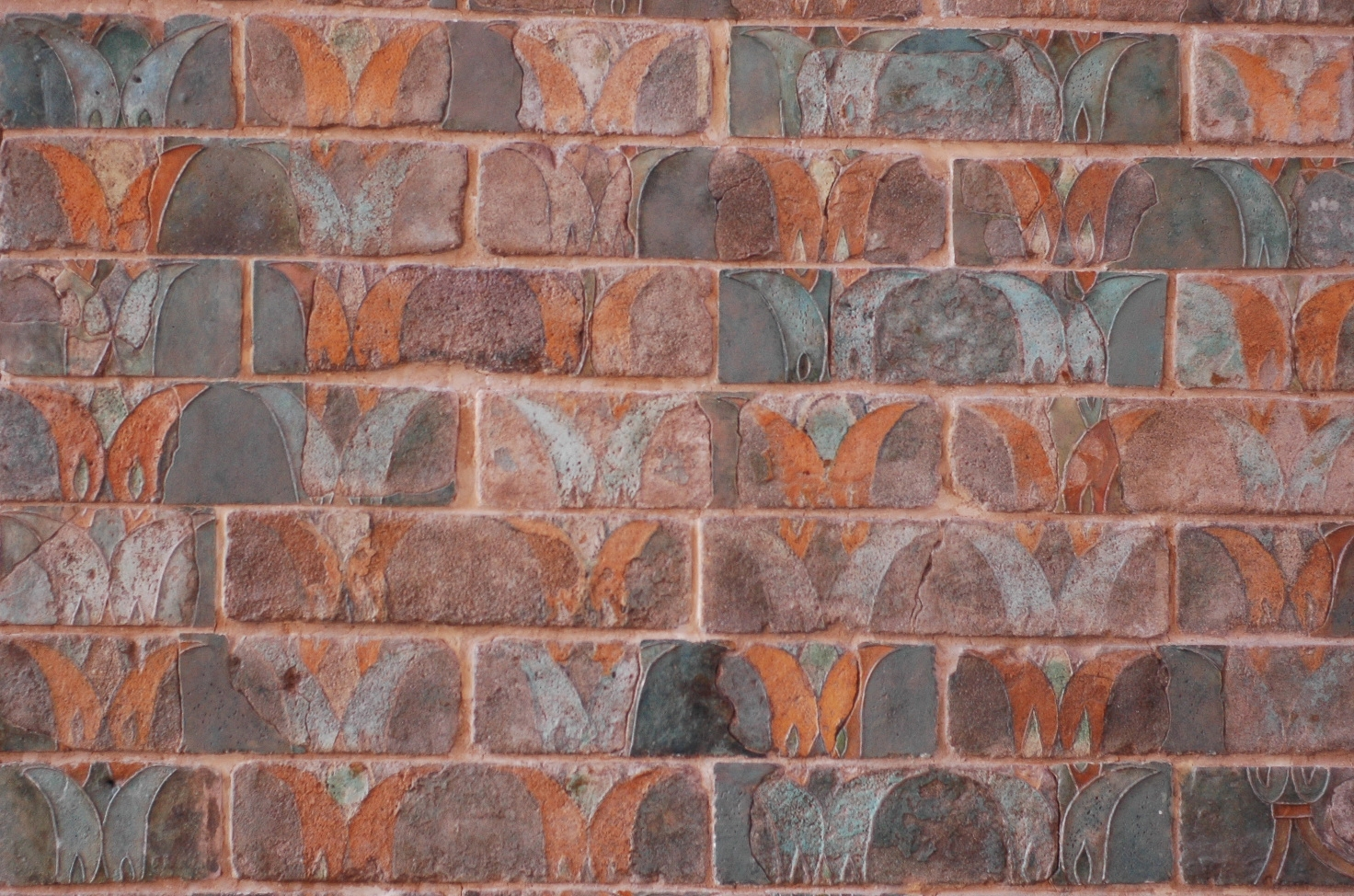
Maons de silici esmaltats representant palmeres dibuixades com flors (ca. 510 aC) del palau de Darios el Gran, a Susa. Noti's els colors vius preservats dels elements gràcies al fet d'estar enterrat. Actualment aquesta obra es troba exposada al Louvre, França

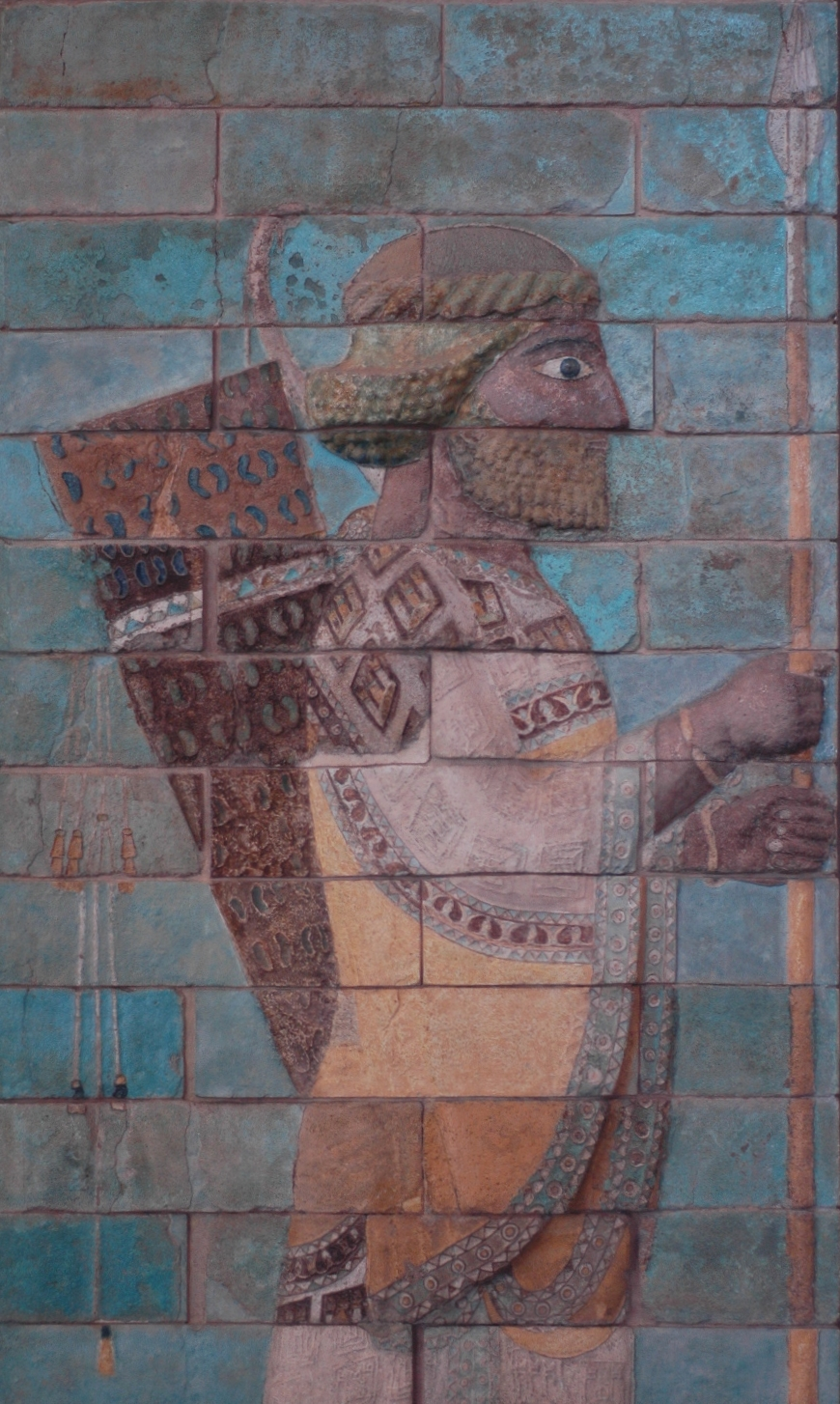
Relleu de terracota de l'Apadana de Susa, representant un soldat aquemènida. Noti's els detalls intricats de la roba, així com els colors vius de la peça

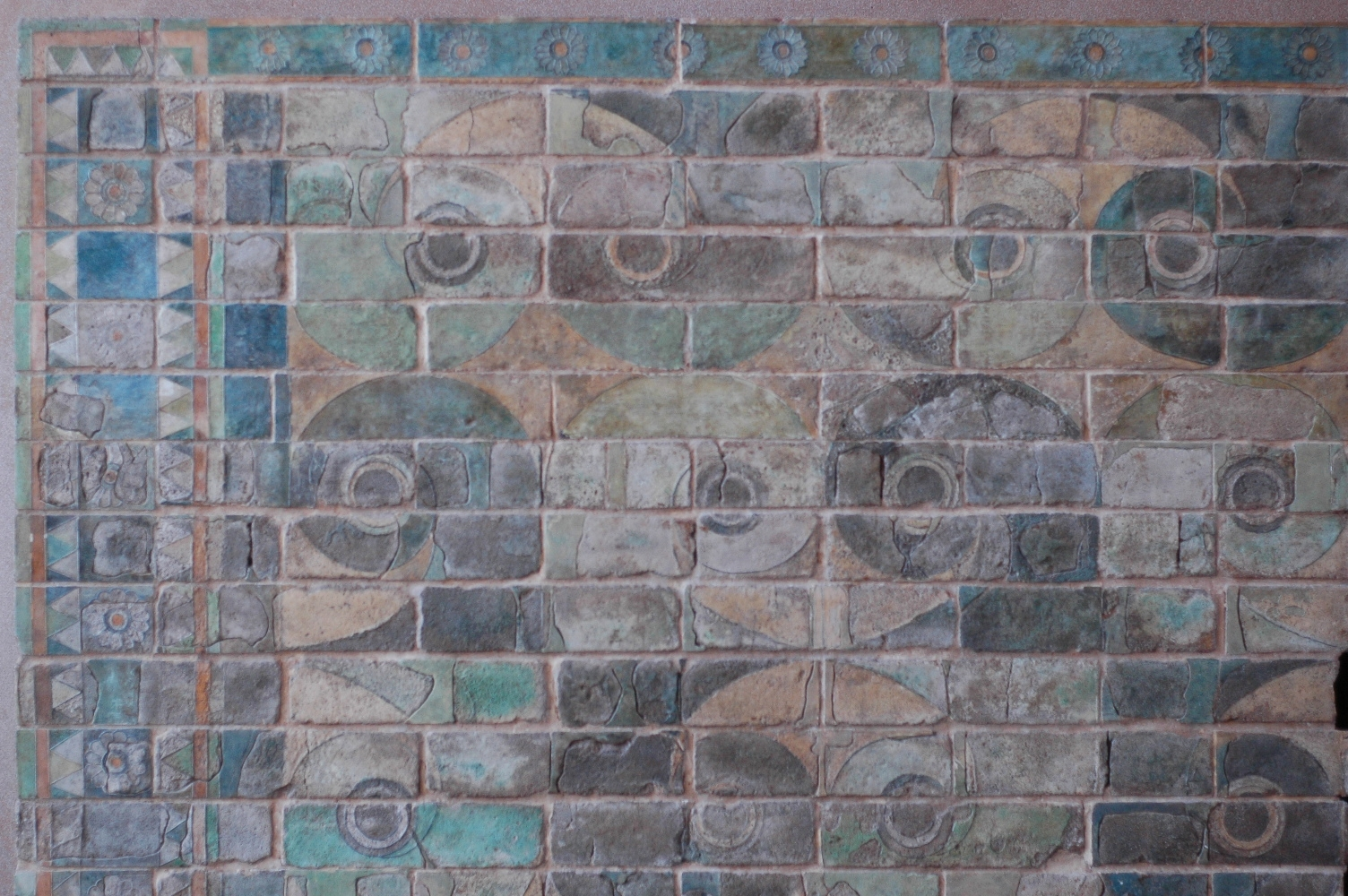
Un altre relleu de terracota del palau de Darios el Gran, a Susa, representant el que semblen espirals. Destaca el comor blau i la seva semblança a l'oceà

Susa era una ciutat antiga (c. 5500 aC) fins i tot en època aquemènida. Aquest nucli va passar a formar part de l'imperi Aquemènidael 539 aC, essent ampliada per Darios el Gran a partir de la construcció del seu palau, i posteriorment per Artaxerxes II. El palau disposa d'una sola Apadana, semblant a la de Persèçolis, amb l'excepció que la sala de la primera era molt més amole que la de Persèpolis, amb una superfície d'uns 9.200 metres quadrats. Cir el Gran va escollir Susa com l'emplaçament on construir una de les seves fortaleses, fent aixecar un mur que era significativament més alt que els antics murs edificats pels elamites. Aquesta elecció podria respondre a un intent de potenciar el comerç entre el golf pèrsic i el nord. Actualment, dels vestigis d'aquesta antiga ciutat, només en queden cinc espais arqueològics, situats a la moderna ciutat de Shush, al nord-oest de l'Iran, en una àrea d'aproximadament 250 hectàrees.

### Detalls estructurals
El disseny de Darios del seu palau a Susa s'assembla al que s'utilitzà per construir el seu homònim de Persèpolis tant a nivell estructural com estètic; no obstant, aquest incorporaria més detalls locals. L'estructura allotjava una gran sala del tron o Apadana, semblant a l'Apadana de Persèpolis; la versió de Susa, però, estava composta per tres porxos situats a l'angle dret l'un de l'altre, amb un d'ells tancat en tres costats per les parets, restant només obert el costat sud. El palau estava decorat amb relleus de terracota representant lleons caminant.
Les parets estaven decorades amb escenes molt detallsdes que representaven als arquers del rei Darios, així com motius naturals com parelles de banyes, unicorns, fasciae encrespades en volutes, i palmeres disposades com flors o en cinturó. Els arquers, particularment, representen una simbiosi única de l'art persa, joni i grec de l'època, probablement reflectint l'origen dels arristes que van ser contractats originalment per Darios el Gran, així com les seves pròpies reflexions personals sobre el millor art. potser el relleu de terracota més espectacular és el d'un grif, que representa una criatura alada que sembla un lleó amb ales d'àguila (imatge que no es veu en aquesta pàgina). Els relleus en maons de terracota estaven vívament decorats amb colors que, sovint, els atorgava un alt grau de realisme.

### Història
Arquitectònicament, el palau de Darios a Susa va ser l'epítom de l'arquitectura persa en el punt més alt del creixement de l'imperi. Originalment edificat per Darios i posteriorment ampliat i modificat per Artaxerxes II, el seu propòsit era reflectir la mateixa opulència i prestigi que Persèpolis. Va ser l'intent de Darios el Gran de decorar la seva capital estival de Susa i per mostrar la seva glòria. L'arqueòleg francès Marcel-Auguste Dieulafoy va descobrir les restes del palau de Darios, juntament amb els artefactes arqueològics d'aquesta antiga ciutat persa i que avui es troben al museu Louvre de París. També va escriure un seguir d'observacions, conegudes com "L'Art antique de la Perse", les quals van sorprendre a la comunitat d'historiadors de l'art amb relació a la intrincació de l'arquitectura aquemènida. Tot i que Dieulafoy i la seva muller, Jane, van fer contribucions significants en la manera d'excavar, els vestigis de Susa ja havien estat observats anys abans i, de fet, havien estat adjudicats oficialment a William K. Loftus el 1852.
Susa era una ciutat rica quan Alexandre el Gran la va capturar, i es deia que s'havien necessitat 10.000 camells i 20.000 ases per transportar totes les riqueses que s'hi van trobar. La major part de la riquesa arquitectònica de Susa resideix en els seus palaus, així com les estructures cerimonials, la majoria de les quals s'han erosionat i han desaparegut. Actualment, les restes més importants de la contribució aquemènida a l'arquitectura de l'antiga Susa es troben en les restes del palau de Darios el Gran, situades al jaciment original, o les que es troben en museus estrangers, catalogats com a objectes perses. Avui en dia les restes arqueològiques de l'estructura es troben exposades als elements, al desgast i a l'activitat humana, i és probable que es perdin per sempre, amb l'excepció d'algunes peces que es troben exposades al Louvre i en altres museus estrangers.
A continuació es mostren algunes fotografies seleccionades del palau de Darios. La foto de l'extrem esquerre representa el famós relleu dels arquers, del palau de Darios de Susa. La segona imatge per l'esquerra, és una base de columna del palau de Darios, on s'hi troba una inscripció que diu, en tres idiomes (babiloni, elamita i persa antic) que Darios és el "gran rei de reis". Finalment, la segona imatge per la dreta, representa un "lamassu", la criatura mítica amb ales d'àliga, cap d'home i cos de lleó.

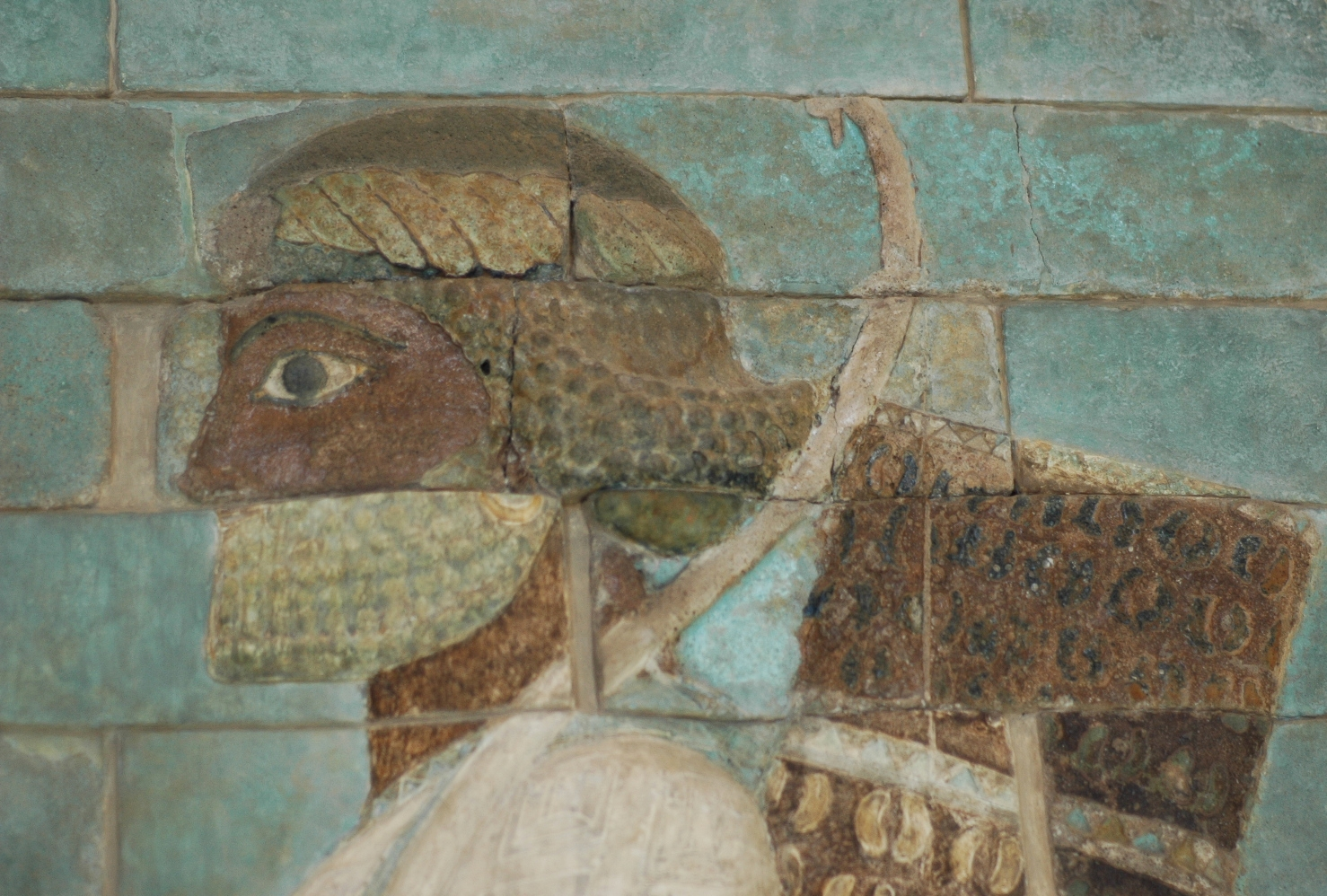
Relleu dels arquers del palau de Darios, a Susa. Actualment es troba al museu del Louvre, a París
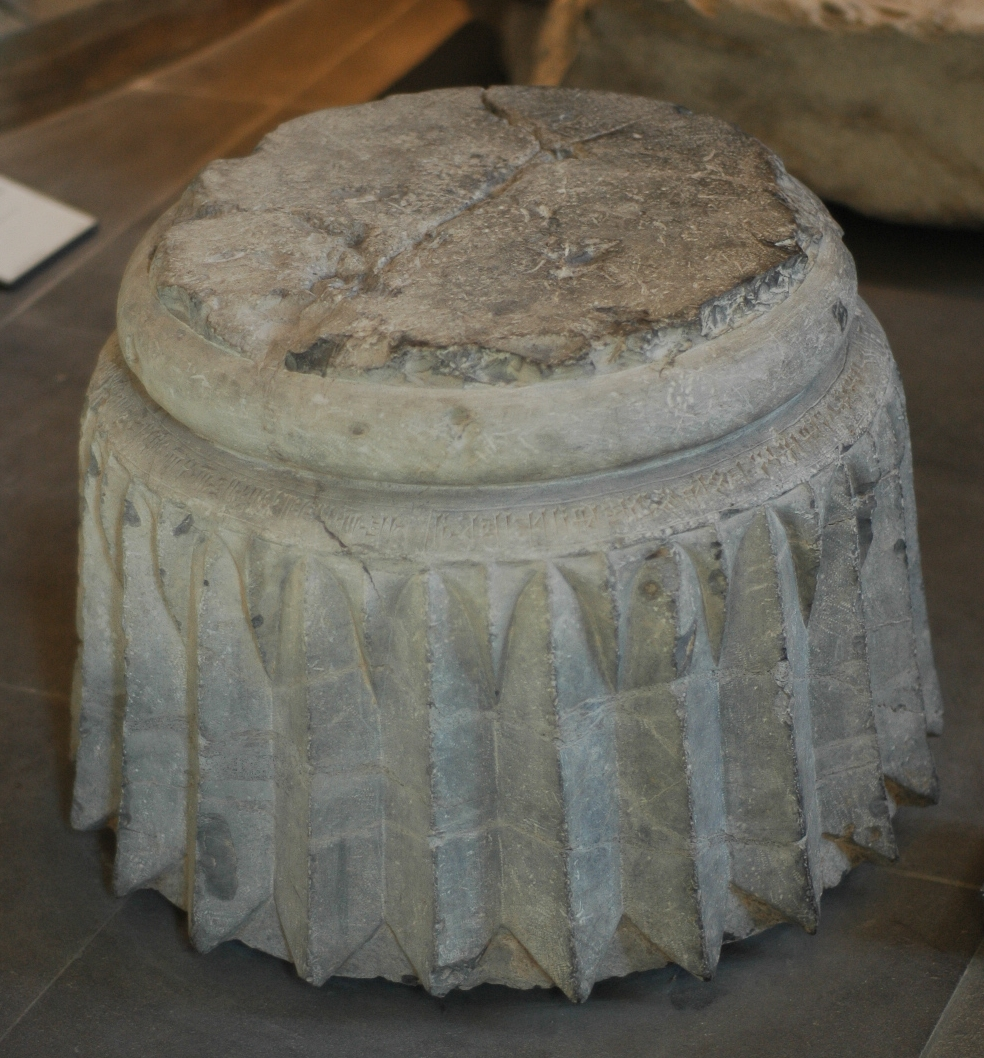
Base d'una columna del palau de Darios, contenint una inscripció en tres llengües, que diu "Jo, Darios, el gran rei de reis"
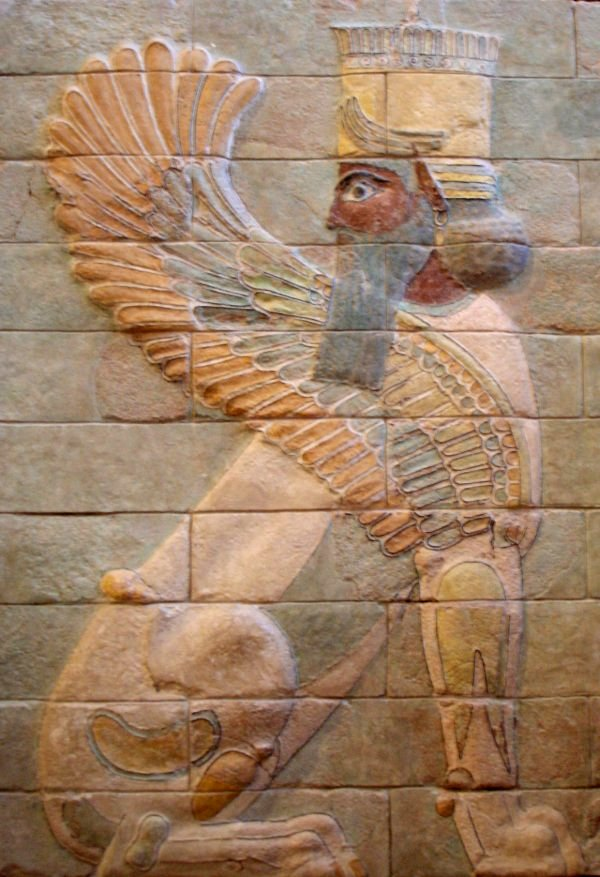
Una criatura amb cap d'home, cos de lleó i ales d'àliga, representant un "lamassu," situada al palau de Darios, a Susa
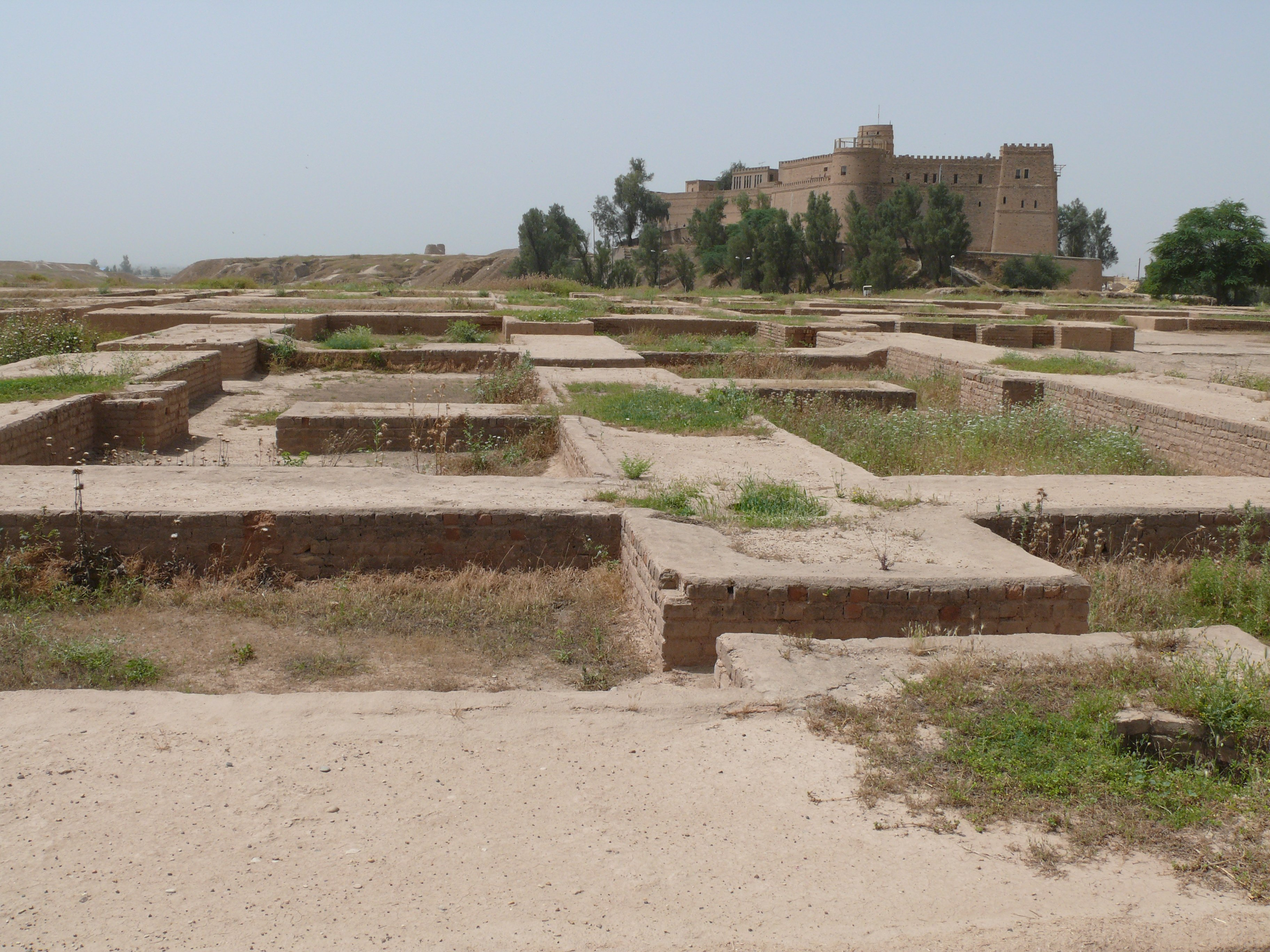
Restes de l'Apadana de Susa, construïda per Darios I. Només queden elsfonaments, però antigament hi havia un gran pati de columnes situat en aquesta estructura.

## Naqsh-e Rostam

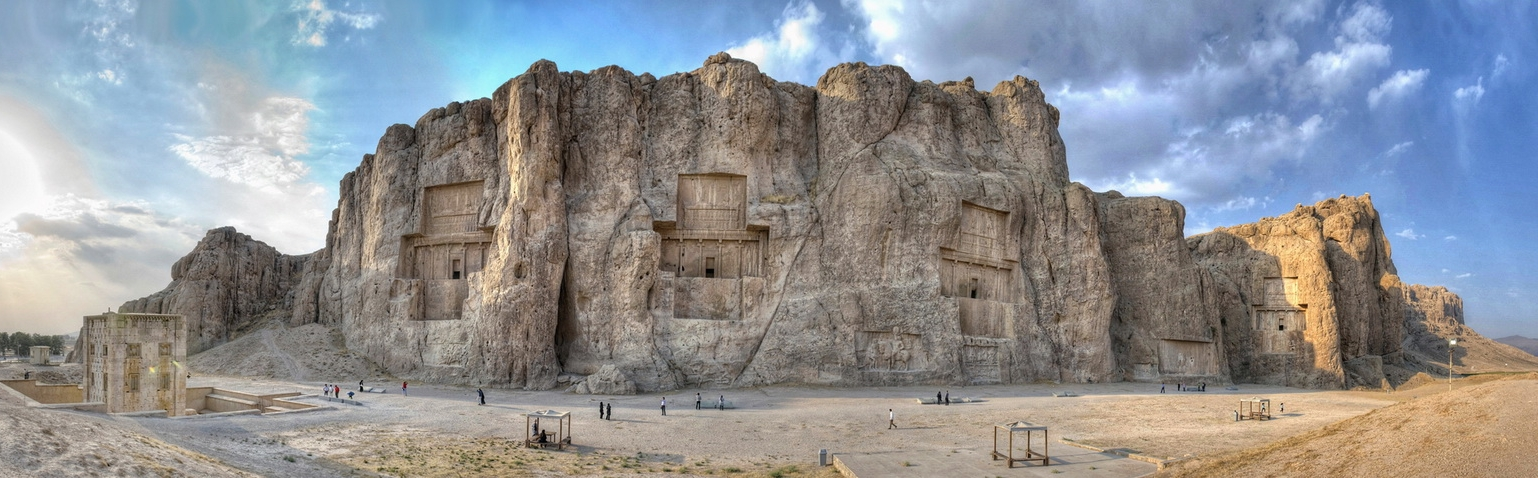
Panoràmica del complex muntanyós de Naqsh-e Rostam

Naqsh-e Rostam és un emplaçament arqueològic situat a 6 quilòmetres al nord-oest de Persèpolis, a la regió de Marvdasht, a la província de Fars de l'Iran. El complex de Nash-e Rostam va ser una necròpoli dels reis aquemènides, però la seva important rellevància històrica va més enllà, ja que també allotja antics relleus elamites, així com relleus posteriors dels reis sassànides. Naqsh-e Rostam mo és el nom original d'aquesta estructura, sinó el nom compost en persa actual, format a partir de les paraules "Naqsh", que vol dir "cara" o "façana", i "Rostam", amb relació a l'heroi del poema èpic persa Xahnamé. Els elamites, els aquemènides i els sassànides van viure molts segles abans de la composició del Xahnamé, del poeta persa Firdawsí, així que el nom original no podia ser aquest; els perses han viscut molts anys ignorants del seu passat, principalment a partir de la conquesta àrab de la regió.
El nom, doncs, es una recreació retrospectiva, provocada per l'absència de documents històrics i l'absència d'un coneixement inclusiu dels seus orígens. A l'antiga Pèrsia, aquesta estructura es trobava davant de la desapareguda ciutat d'Istakhr, a més de ser accessible des de Persèpolis. Istakhr tenia un paper religiós, essent l'indret on els aquemènides prestaven reverència a la deessa de l'aigua Anahita. L'estructura està excavada en una muntanya de roques calcàries, i allotja les cambres funeràries de Darios el Gran, Xerxes I, Artaxerxes I i Darios II, tots ells monarques aquemènides de Pèrsia. També hi ha una tomba incompleta, on només s'hi va excavar el braç cruciforme inferior, mentre la resta està inacabat. S'especula amb la possibilitat que pertanyés a Darios III.
Els reis eren enterrats darrere d'una façana i un relleu que pretenia semblar una representació realista del propi palau del rei i els seus detalls estructurals. Els detalls de la façana i la seva associació amb les estructures reals dels palaus dels reis han permès mostrar com eren aquestes edificacions abans que el temps les reduís a runes; la tomba de Darios el Gran, d'entrada, en serveix de mirall del seu palau a Persèpolis, el "Tachar", fins i tot en escala i dimensions.
Les tombes van ser excavades a la muntanya en forma de creus (en persa antic: chalipa), enfonsant-ze en la muntanya de pedra calcària, i aixecant-se des del terra. Els relleus que es troben en aquestes depressions cruciformes són els que representen el palau del rei i, al seu sostre, un relleu del rei orant, a Ahura Mazda o, segons es creu més probable, en referència a la icona mazdeista Faravahar.
Una de les característiques més enigmàtiques del complex és una estructura cúbica de pedra de 12,5 metres d'alçada i uns 7 metres d'amplada, coneguda com a "Ka'ba-ye Zartosht" i traduïda com el "Cub de Zaratustra", que es creu que fou construïda durant l'època aquemènida i modificada durant l'època sassànida. L'estructura té una base cúbica, amb unes impressions cegues que semblen finestres, i unes escales en runes que condueixen a una petita porta que permet l'entrada a un interior completament buit. Hi ha moltes especulacions sobre la seva funció.
L'estructura també va allotjar antics relleus elamites, la majoria dels quals van ser reemplaçats per relleus sassànides. Actualment només es pot apreciar una mostra de la contribució elamita en aquesta muntanya. Els sassànides, posteriors, també van deixar la seva empremta històrica en aquesta estructura, coneguda com a Naqsh-e Rajab. Tot i que nombrosa i molt detallada, l'estudi dels èxits de l'arquitectura sassànida il·lumina alguns delsèxits aconseguits durant el regnat del segon imperi persa.

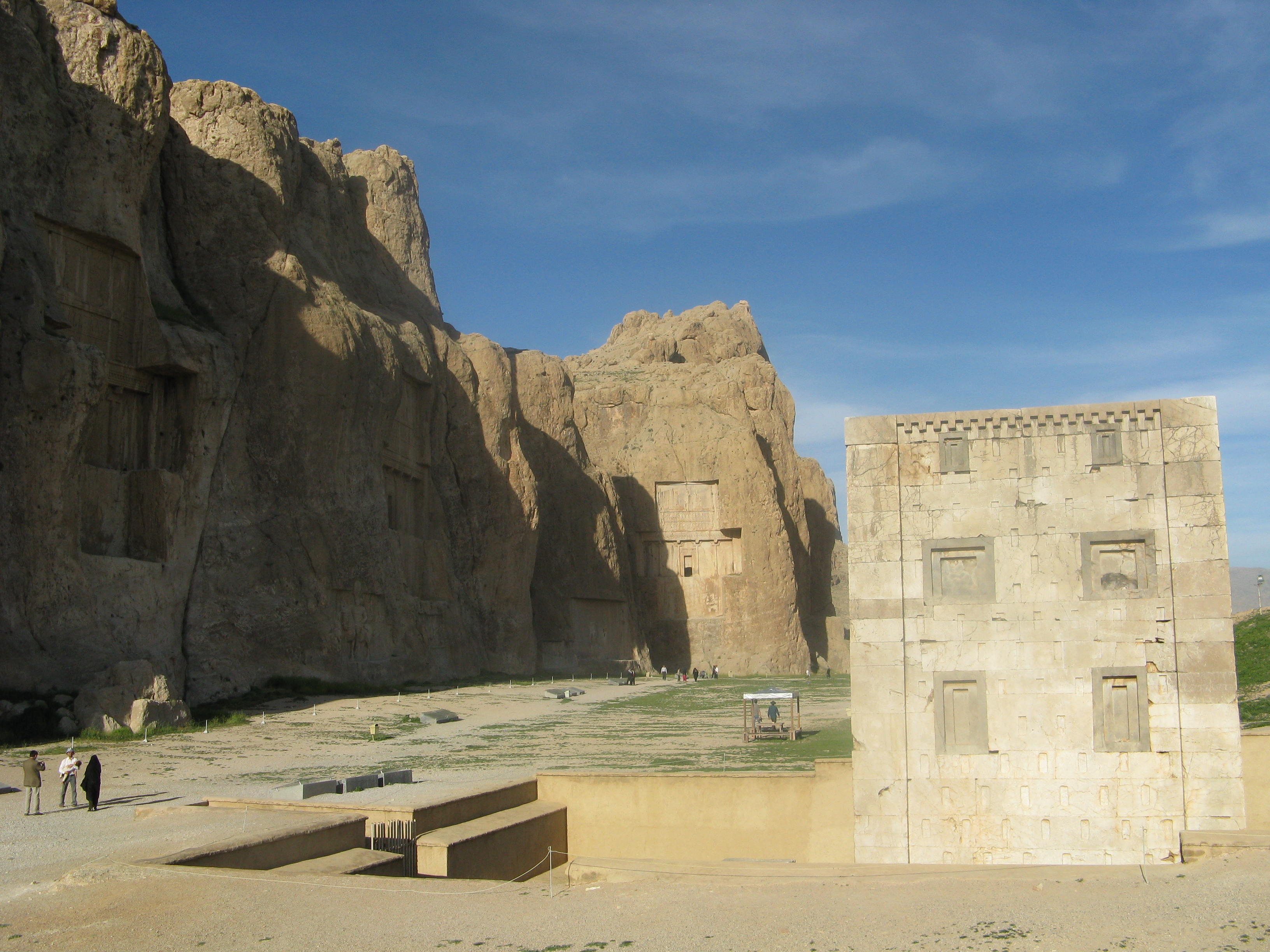
Visió del complex, inclòs el "Cub de Zaratustra" en direcció nord-est. Noti's la profunditat dels cruciformes
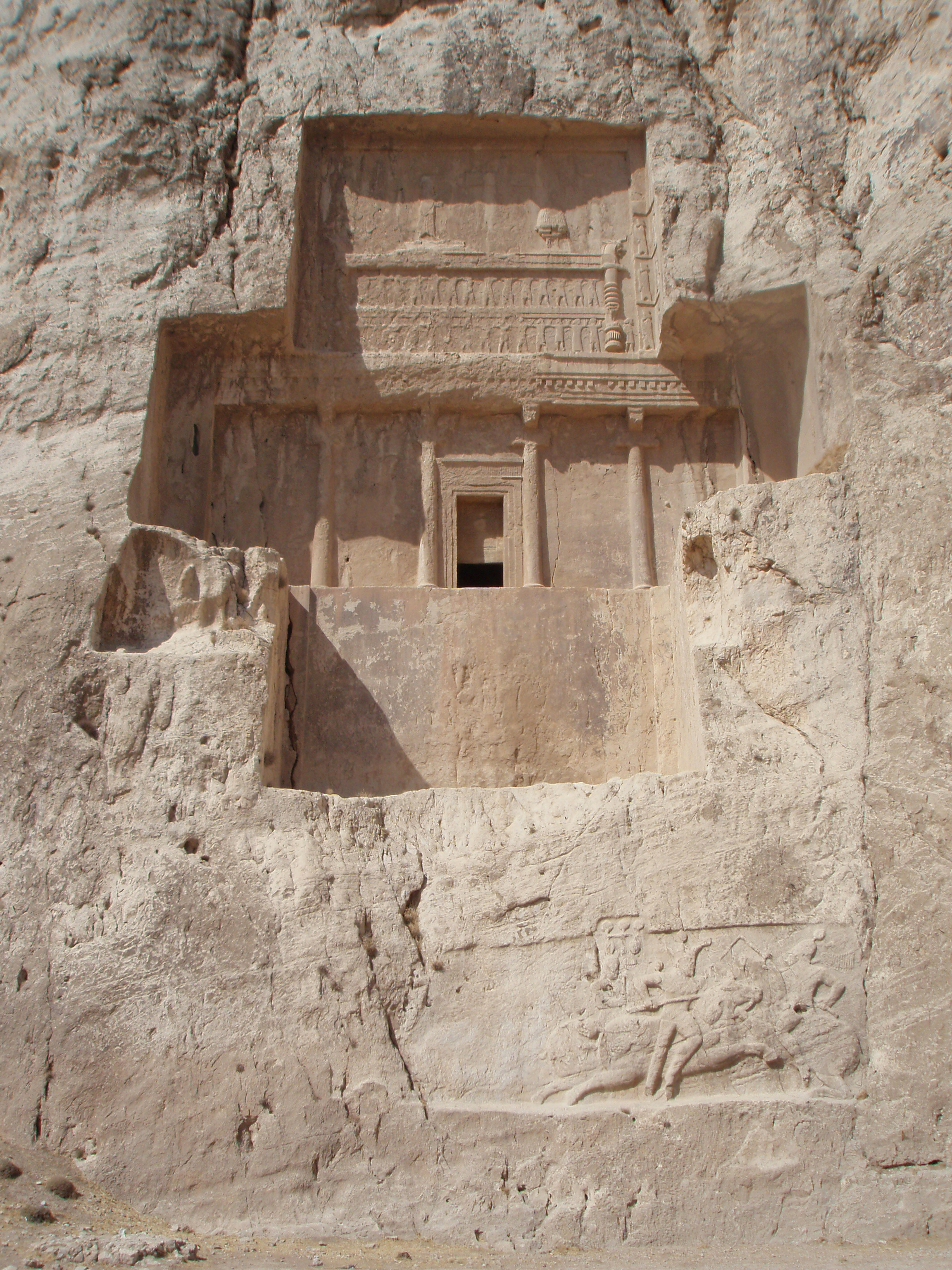
Tomba de Darios el Gran. Noti's el relleu de Bahram II dels sassànides a la base
Tomba d'Artaxerxes I. Noti's el relleu de Hormizd II dels sassànides a la base

### Ka'ba-ye Zartosht

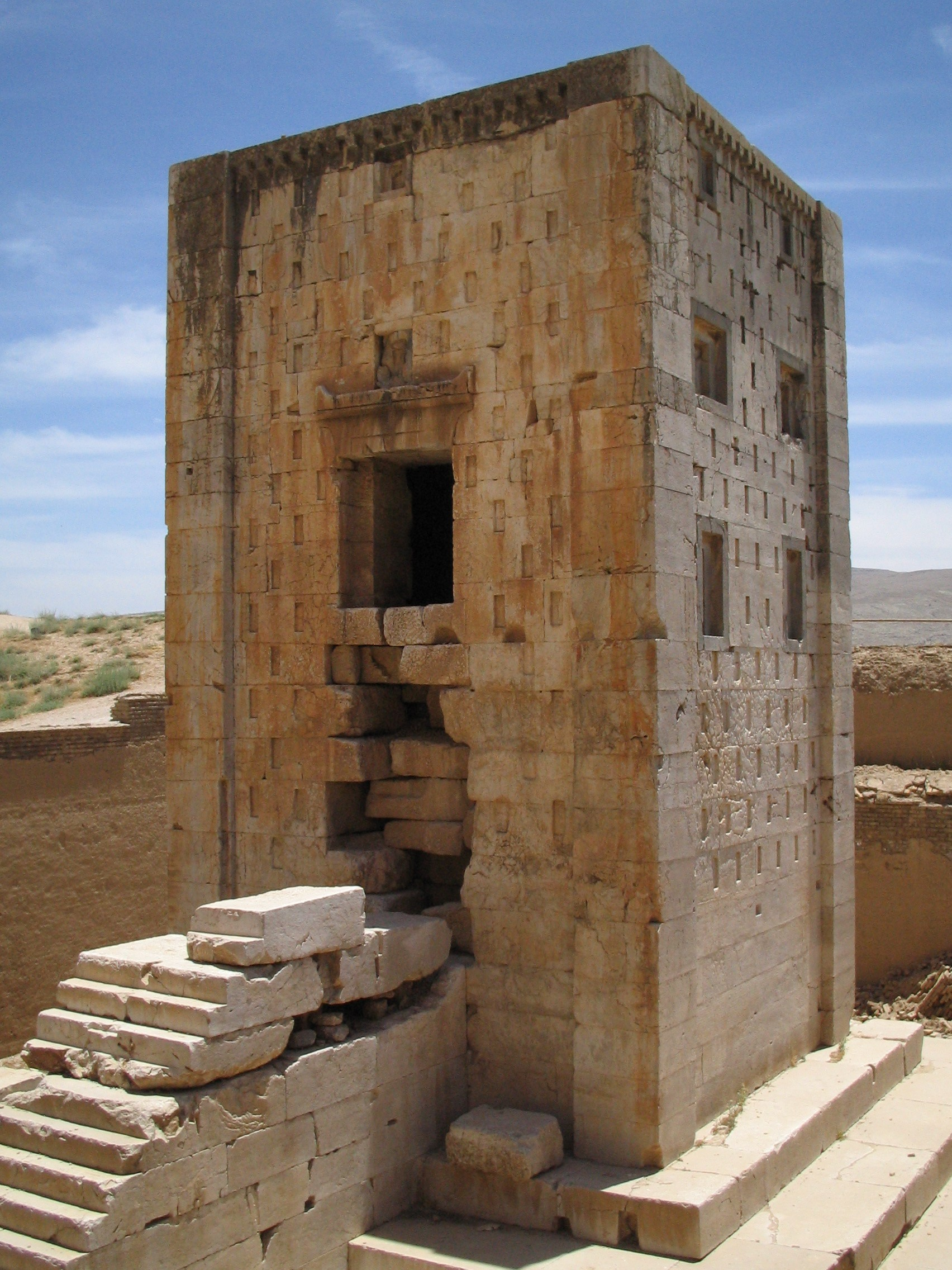
Vista de prop del Ka'ba-ye Zartosht ("Cub de Zaratustra") mostrant les escales, la petita obertura i les finestres cegues. Noti's la seva situació en una depressió, així com les marques rectangulars úniques de la seva façana.

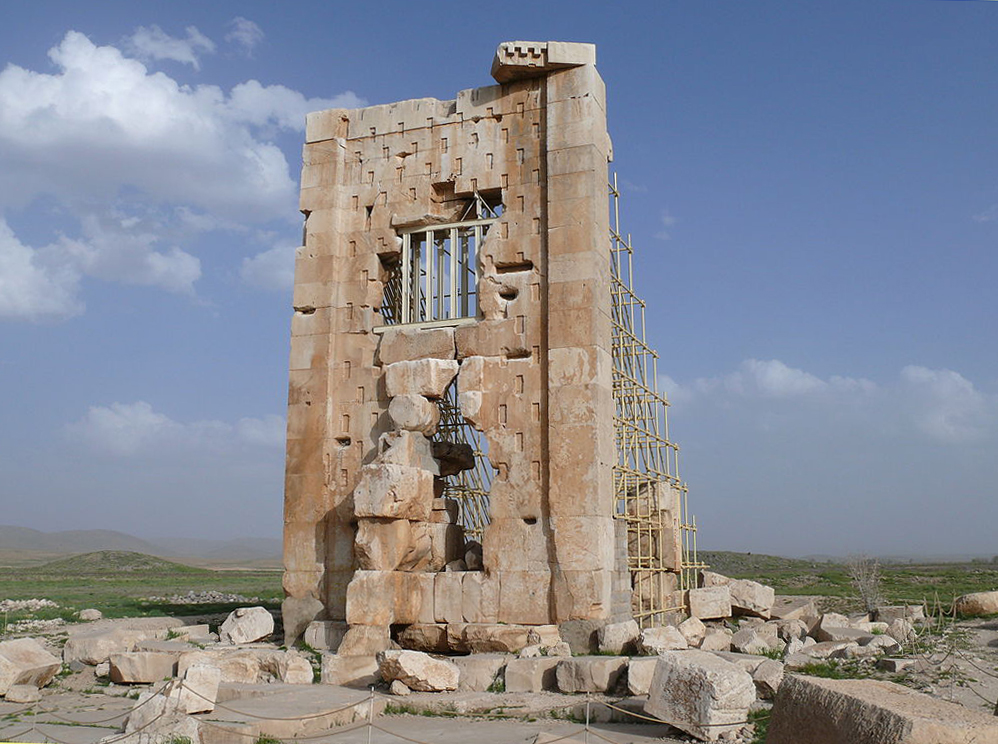
"Zendan-i-Soleiman" o Presó de Salomó a Pasàrgada. Noti's la increible semblança entre aquesta estructura i el "Cub de Zaratustra" (a l'esquerra) fins als detalls de la façana.

Aquesta estructura enigmàtica s'erigeix fins als 12,50 metres d'alçada, amb una forma lineal i cúbica, amb una base quadrada, i construïda en el que és, escencialment, una depressió rectangular excavada, i disposant en tres dels seus quatre costats de depressions rectangulars que imiten finestres cegues, amb múltiples depressions rectangulars més petites en tots quatre costats. L'escala guia el camí fins a una porta que dirigeix a l'interior de l'edifici. El sostre de l'estructura disposa d'un petit entaulament que repeteix el patró quadrat. Tot l'edifici descansa sobre una plataforma de pedra composta per algunes lloses de pedra, cada vegada més petites, situades en successió concèntrica i piramidal. L'estructura és enigmàtica tant a nivell estètic, car el seu disseny és estrany, com per l'emplaçament o la funció.
Diversos acadèmics han interpretat que la proximitat del cub a les tombes dels reis, sumat al seu disseny, indicaria que l'edifici seria un temple mazdeista, i que Naqsh-e Rostam seria més que una simple necròpolis per enterrar els reis finats, essent també un gran centre de celebracions, on munions de persones es reunirien en dies festius per observar els precs del rei a Ahura Mazda, i perdre's en la magnitud de l'estructura. Aquesta explicació seria lògica, tenint en compte que es trobava al costat d'Istakhr, centre religiós i cultural de l'imperi Aquemènida. L'opció que el temple també fos utilitzat com un santuari del foc, no obstant això, és força improbable, ja que no disposa d'un sistema de ventilació general per fum o gasos, a més de diferir dràsticament, tant arquitectònicament com estèticament, d'altres temples contemporanis situats a la província de Fars.
Curiosament, tot i que el disseny és únic, no és l'únic del seu tipus. Situat no gaire lluny del Cub de Zaratustra, podem trobar a Pasàrgada, fins i tot actualment, les restes d'una estructura molt similar tant pel que fa a la seva forma quadrada com al disseny, anomenada "Zendan-i-Suleiman." El nom "Zendan-i-Suleiman," és una paraula composta formada per lesparaules "Zendan" que en persa vol dir "presó", i "Suleiman", que és el nom en el dialecte persa local per referir-se al rei Salomó, i traduït com a "Presó de Salomó". Estructuralment, tant la "Presó de Salomó" com el "Cub de Zaratustra" disposen de la mateixa forma cúbica, i fins i tot s'assemblen en els més petits detalls, inclosa la façana i les dimensions. El nom "Presó de Salomó", evidentment, és un nom posterior, ja que Salomó no va fer erigir aquesta estructura. El nom, probablement, va ser utilitzat com una tàctica dels perses locals per protegir tant la tomba de Cir el Gran com les estructures adjacents, inclòs aquest temple, quan es vaproduir la invasió àrab. Així, el mausuleu de Cir va ser anomenat com la "tomba de la mare de Salomó", mentre que el temple de Pasàrgada, la "presó de Salomó".
Tal com passa amb el "Cub de Zaratustra", la funció de la "Presó de Salomó" no és del tot entesa. Hi ha teories que defensen que aquestes estructures eren utilitzades com a magatzem d'objectes d'importància dinàstica o religiosa, mentre que d'altres opinen que seria un temple del foc. També s'ha de destacar que les estructures, tal com existeixen avui dia, no són només obra dels arquitectes aquemènides, havent estat modificades i millorades pels sassànides, els quals també les van utilitzar segons les seves necessitats religioses i polítiques.

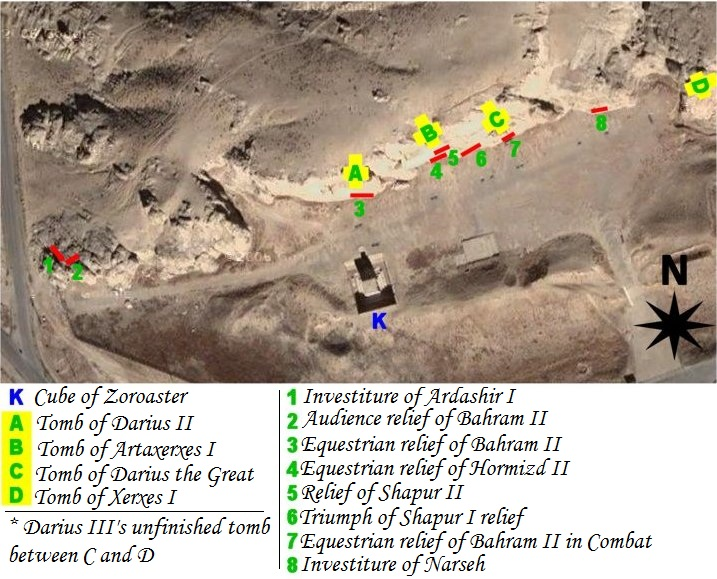
Vista aèria de l'emplaçament. "K" vol dir el "Cub de Zaratustra". Les lletres (A,B,C,D) mostren lestombes de Darios II, Artaxerxes I, Darios el Gran i Xerxes I, respectivament. Els números són relleus sassànides
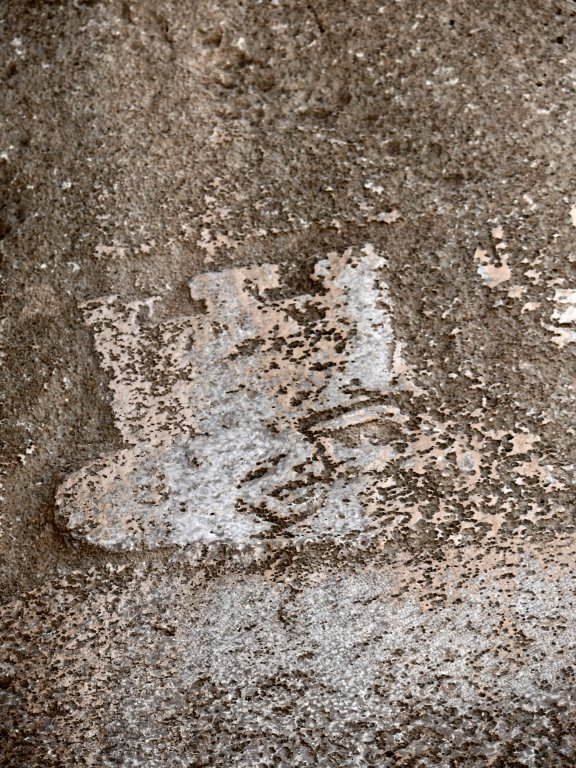
Lleuger rastre d'una figura en relleu elemita a Naqsh-e Rostam. Els locals debien assumar que lesfigures elemites eren representacions de l'heroi èpic persa Rostam
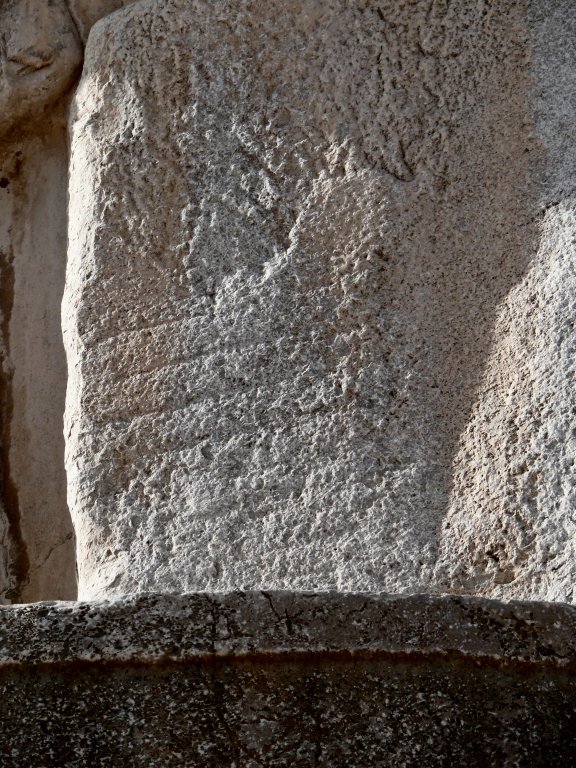
Lleuger, sinó irreconeixibles, restes del què sembla el tron d'un rei elemita. Els relleus sassànides van eliminar les restes elemites

## Guarda amb quatre ales

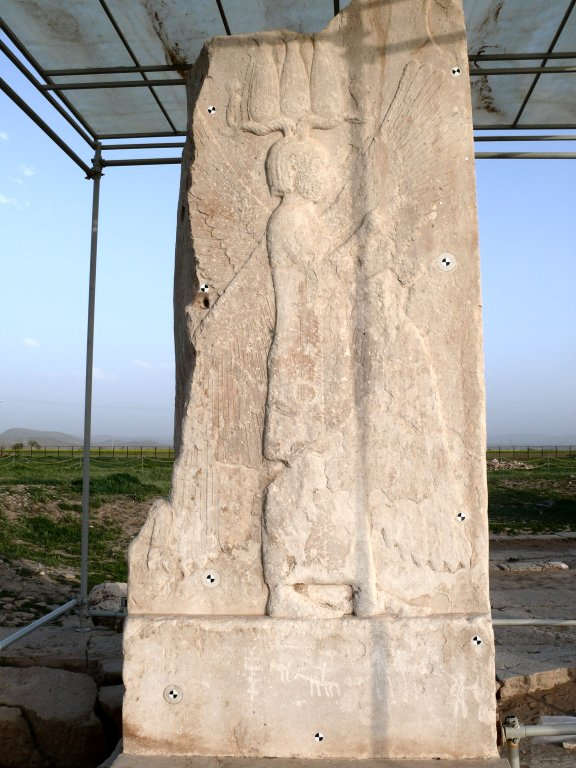
Figura del guarda amb quatre ales de Cir, amb quatre ales, una corona amb dues banyes i robes reials elemites

Potser una de les restes arquitectòniques i artístiques més memorables de l'art aquemènida és el baix relleu de Cir el Gran a Pasàrgada. Aquest relleu, cavat en una llosa de pedra, representa la figura d'un guarda, probablement reproduint la imatge del propi Cir el Gran, amb quatre ales, seguint un estil assiri, vestit amb les robes tradicionals elamites, i en la postura i posició pròpia dels Déus egipcis, i portant una corona amb dues banyes del que sembla un antic Ovis longipes palaeoaegyptiacus. Aquesta estructura, originalment, tenia una llosa de pedra a la part superior que deia, en tres llengües diferents (Persa antic, elamita i babiloni), "Jo, (soc) Cir el rei, un aquemènida." Aquest escrit a lapedra es trobava en aquest indret quan va ser descrit per part de Sir Robert Ker Poter, el 1818, però en algun moment posterior es va perdre.
David Stronach ha suggerit que, originalment, hi havia quatre figures semblants, situades a la porta d'entrada del palau de Cir a Pasàrgada. A més, aquest baix relleu estava compost en un estil eclèctic, adoptant elements dels estils egipci, elamita i assiri: "..'l'actitud ecumènica dels reis aquemènides, que en temps de Cir i posteriorment van adoptar una política lineral de tolerància i conciliació davant de les diverses religions que es veneraven dins del seu imperi'...". D'aquesta manera, es representava la naturalesa eclèctica de la vida i la política aquemènida a través de l'elecció de la tipologia de l'arquitectura.
Heròdot explica que Cir, en un somni, va veure al fill gran d'Hystaspes, [Darios I el Gran] amb ales sobre les espatlles, fent ombra amb una ala sobre Àsia, i amb l'altra Europa. El destacat iranòleg Ilya Gershevitch explica aquesta afirmació d'Heròdot i la seva connexió amb la figura de les quatre ales de la següent manera:
Heròdot, tal com jo penso, debia saber d'una connexió propera entre aquesta tipologia de figura, amb la imatge de la majestat iraniana, que va associar amb el somni que pronosticava la mort del rei, abans de la seva darrera i fatal campanya a través de l'Oxus.
Aquesta escultura en relleu, en certa manera representa la inclusió eclèctiva de diversos arts per part dels aquemènides, a més de la seva habilitat per crear una forma sintètica nova que és únicament persa en estil, i molt dependent de la contribució dels seus estats vassals. Després de tot, això és el què diferencia l'arquitectura aquemènida d'aquella d'altres regnes. És la seva originalitat, en un context de fusió i inclusió d'estils existents, el què la fa rellevant i l'ha portat a crear noves estructures inspiradores.

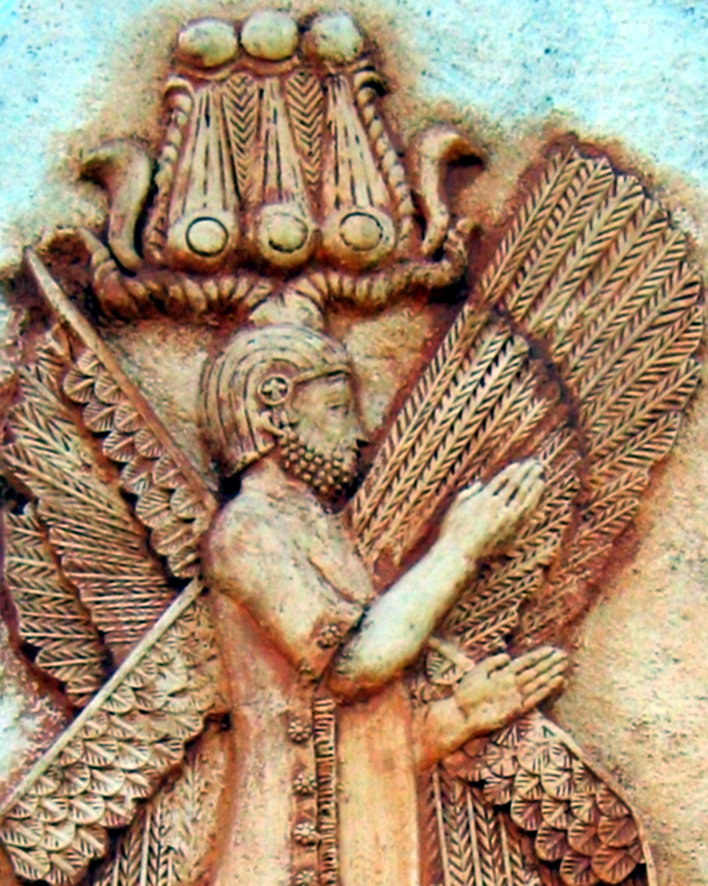
Recreació dels detalls de la figura amb quatre ales al Parc Olímpic de Sydney. Noti's els detalls de la corona de dues banyes
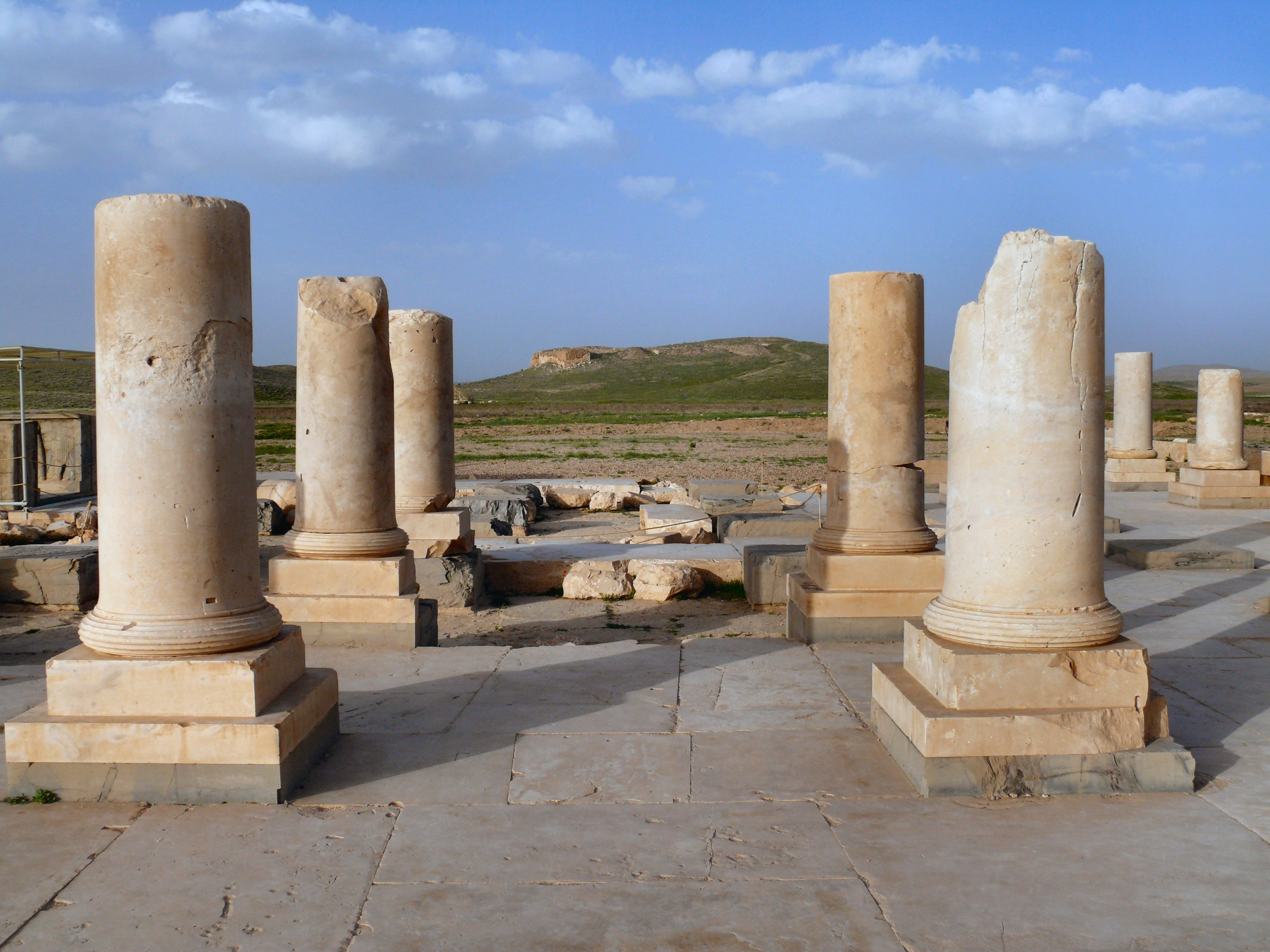
Runes del palau privat de Cir el Gran a Pasàrgada, on la figura amb quatre ales podria haver fet una funció decorativa
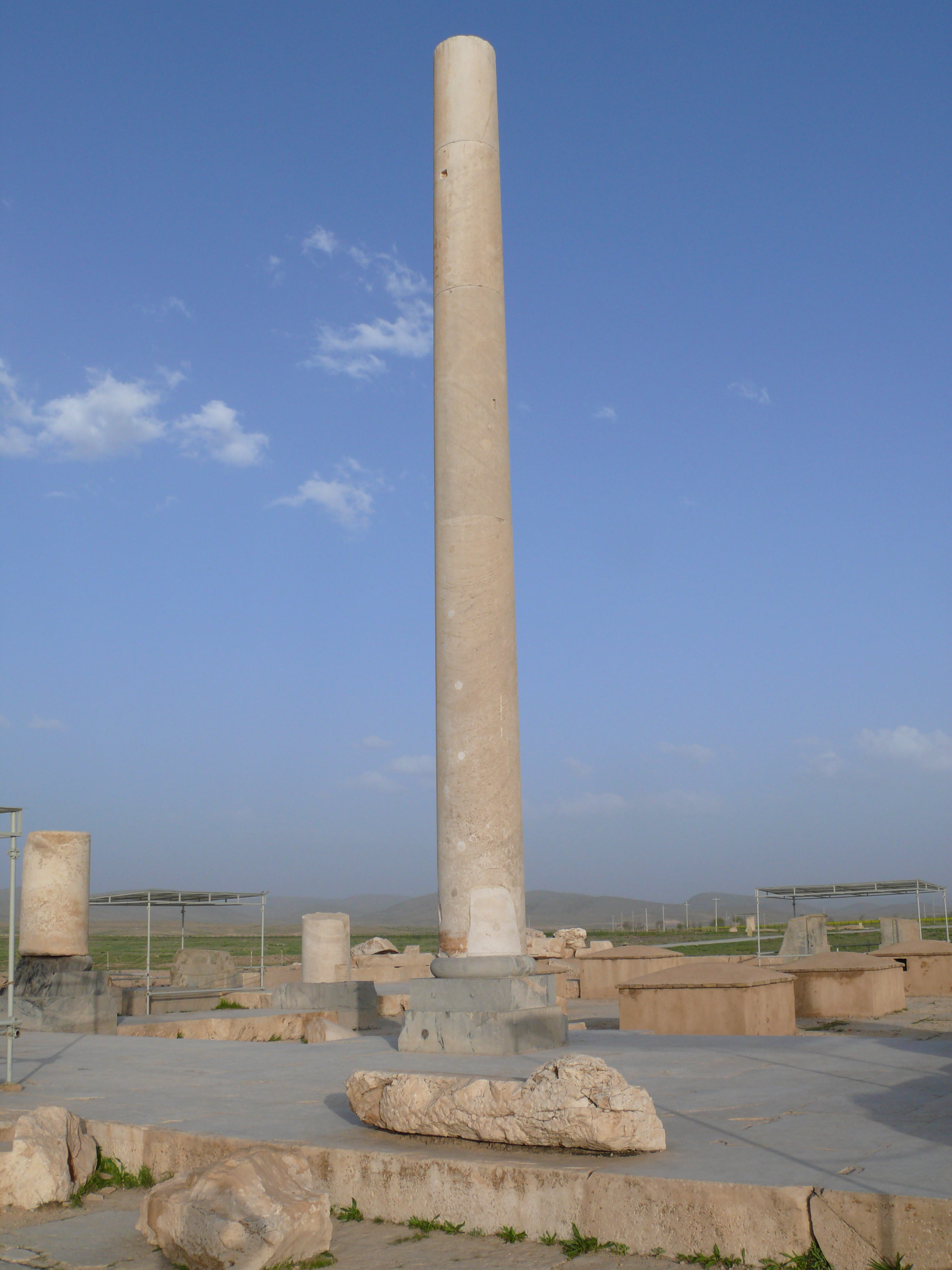
Una columna dempeus trobada al complex en runes del palau privat de Cir. A diferència de les columnes de l'Apadana, en aquest cas no s'utilitzen les estries

## Inscripció de Behistun

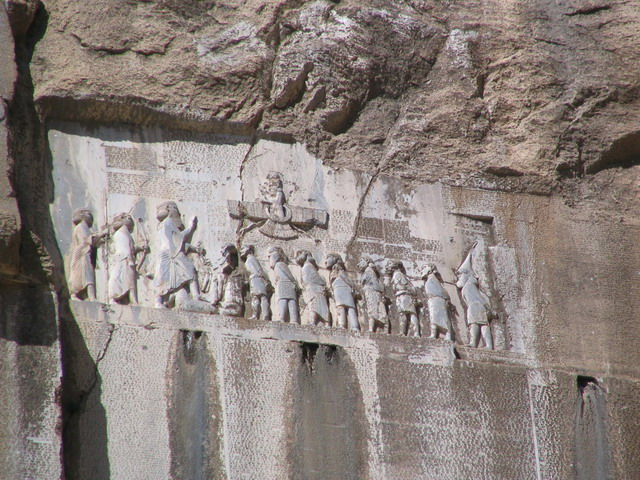
Inscripció de Behistun

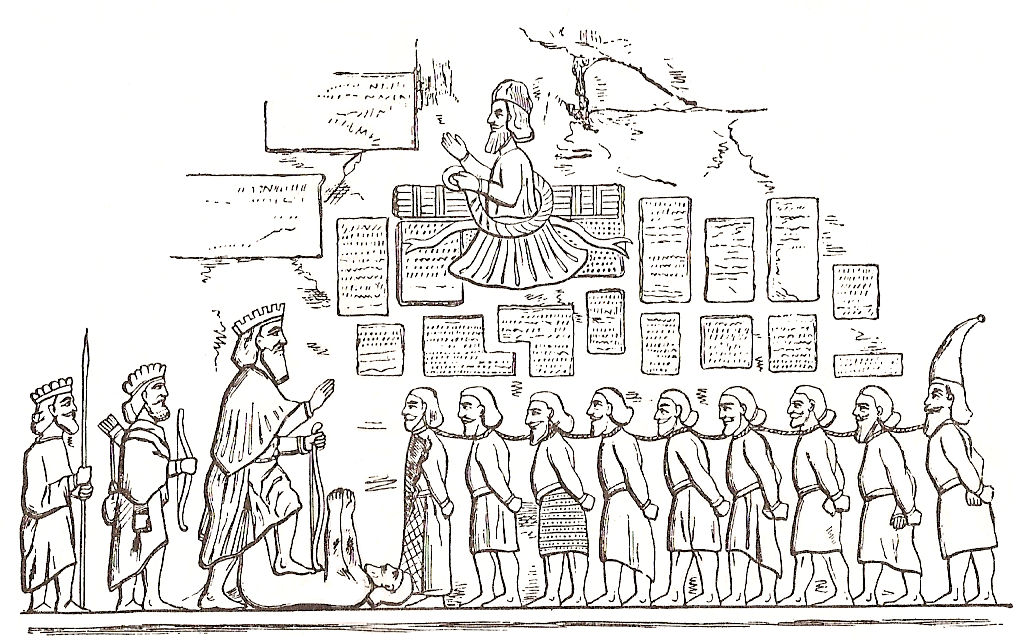
Representació esquemàtica de la inscripció de Behistun. Noti's, d'esquerra a dreta: Dos guardes servint Darios el Gran, el propi rei parat davant de l'usurpador Gaumata, un grup de conspiradors magi servidors de Gaumata encadenats davant del rei

Excavat a la roca, a la muntanya de Behistun, a Kermansah, s'hi troba la Inscripció de Behistun, un text imprès a la roca de la muntanya que descriu com Darios es va convertir en rei de Pèrsia, en substitució de l'anterior governant (Cambises II), i com va foragit al magus que havia usurpat el tron. En aquesta inscripció Darios també detalla les seves satrapies, així com defineix la seva posició com a rei i emperador de l'imperi persa.
Arquitectònicament parlant, la inscripció de Behistun és un projecte impressionant, ja que va suposar tallar la cara de la muntanya per tal de crear figures en baix relleu, com es pot veure en les imatges. La muntanya de Behistun s'alça fins als 1.700 peus, essent part de la cadena del Zagros, a l'Iran. La situació de la muntanya era ideal a causa de la seva proximitat tant a Ecbàtana com a Babilònia. El mateix baix relleu es troba a uns 300 peus de la base de la muntanya. Les figures representen dos dels soldats del rei; el propi rei, parat davant de l'usurpador caigut, i els captius de diverses nacions, probablement dissidents o coconspiradors. La pròpia inscripció està escrita en cuneïforme en tres llengües: persa antic, meda i babiloni.
Aquesta inscripció ha estat interpretada i desxifrada gràcies a lacol·laboració de molts intel·lectuals i acadèmics, tot i que l'orientalista Sir Henry Rawlinson ha estat considerat el més crític en el procés de desxifrar-ne el contingut. Part del mèrit del fet que, actualment, poguem interpretar aquest text actualment, recau en el mateix Darios el Gran, ja que el monarca persa va escriure el missatge de la inscripció en tres llengües, permetent als acadèmics actuals desxifrar només una llengua, i després interpretar les altres dues, ja que el missatge és escencialment el mateix en les tres llengües. En aquest sentit, la inscripció de Behistun no és només important com a obra arquitectònica, sinó també com a eina lingüística, ja que ha servit pel coneixement de l'antiga Pèrsia i les seves llengües tant com la pedra de Rosetta ha servit per entendre l'antic Egipte i les seves llengües.

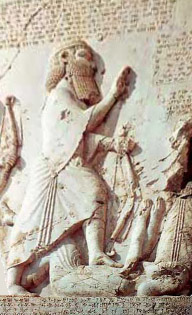
Fotografia propera de la inscripció de Behistun, mostrant la figura de Darios el Gran. Noti's el detall de la fletxa, així com la posició del rei i la seva postura
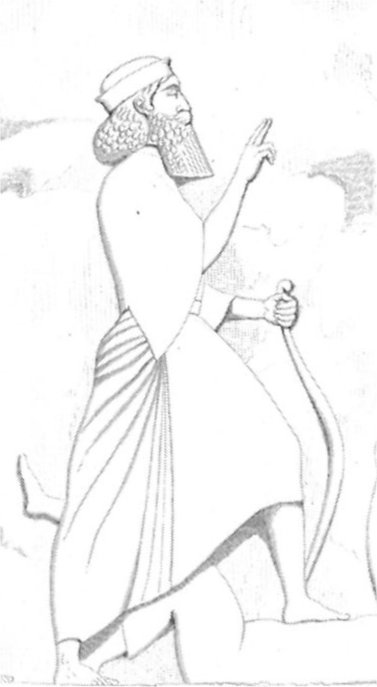
Silueta de la figura de Darios a la inscripció de Behistun
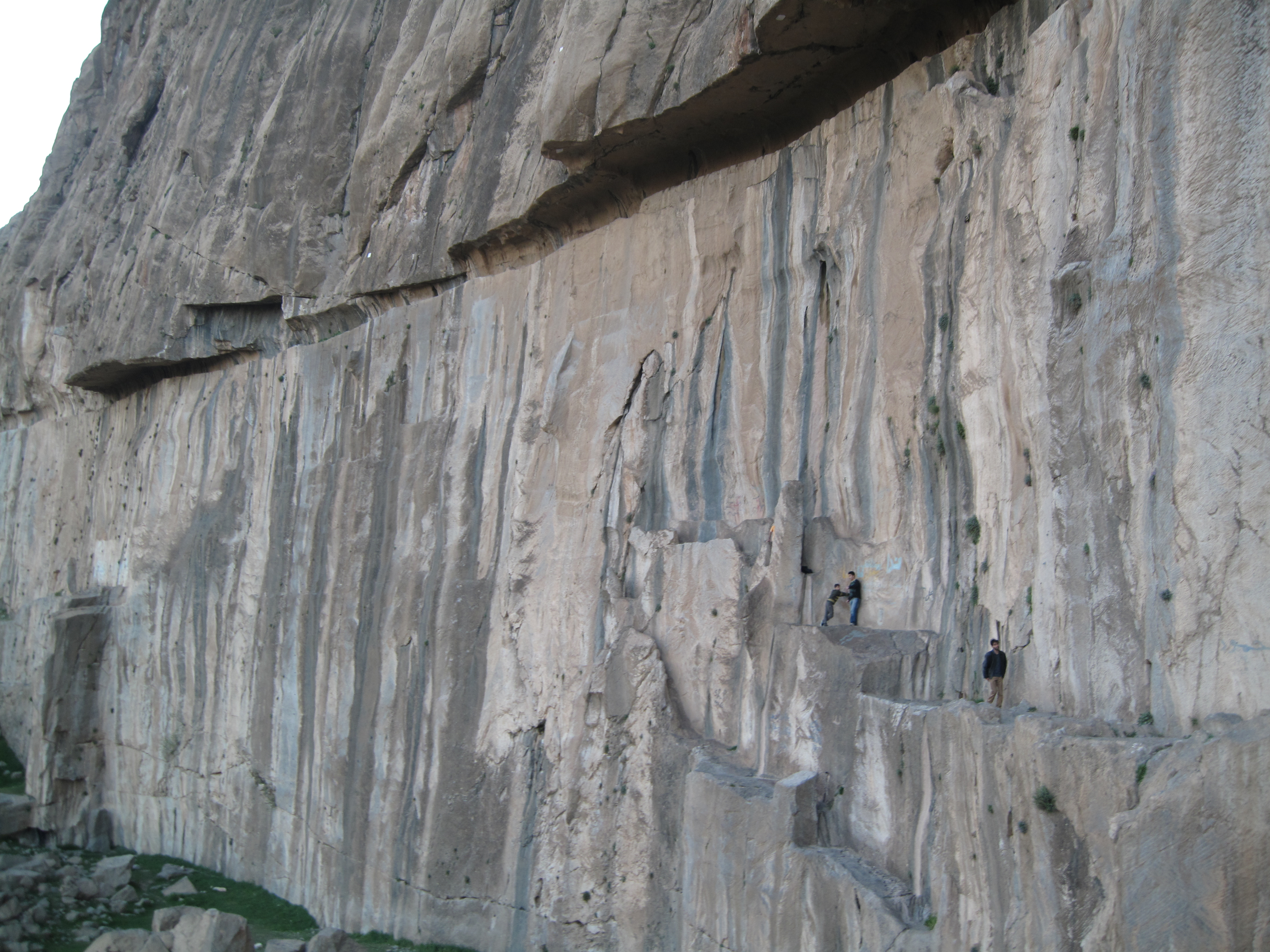
Fotografia del mont Behistun. Noteu les dimensions dels penya-segats en comparació amb la grandària de la muntanya
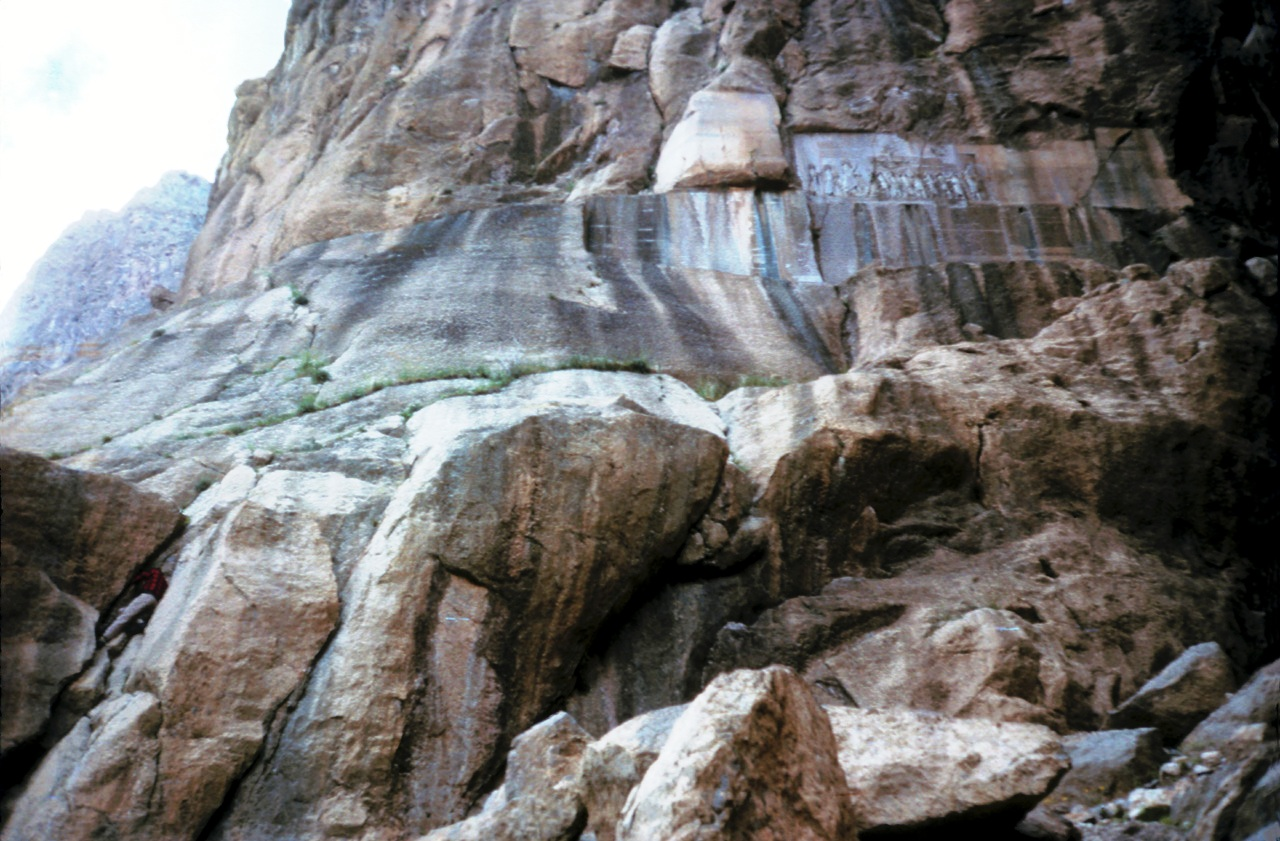
Panoràmica de la inscripció de Behistun. Noti's que la inscripció en relleu es troba a 300 peus de la base

## Llegat i influències
Diversos elements de l'estil aquemènida poden veures en l'arquitectura iraniana contemporània. Els edificis construïts durant la dinastia Pahlevi, particularment, mostren extenses influències de l'arquitectura i l'art aquemènides.

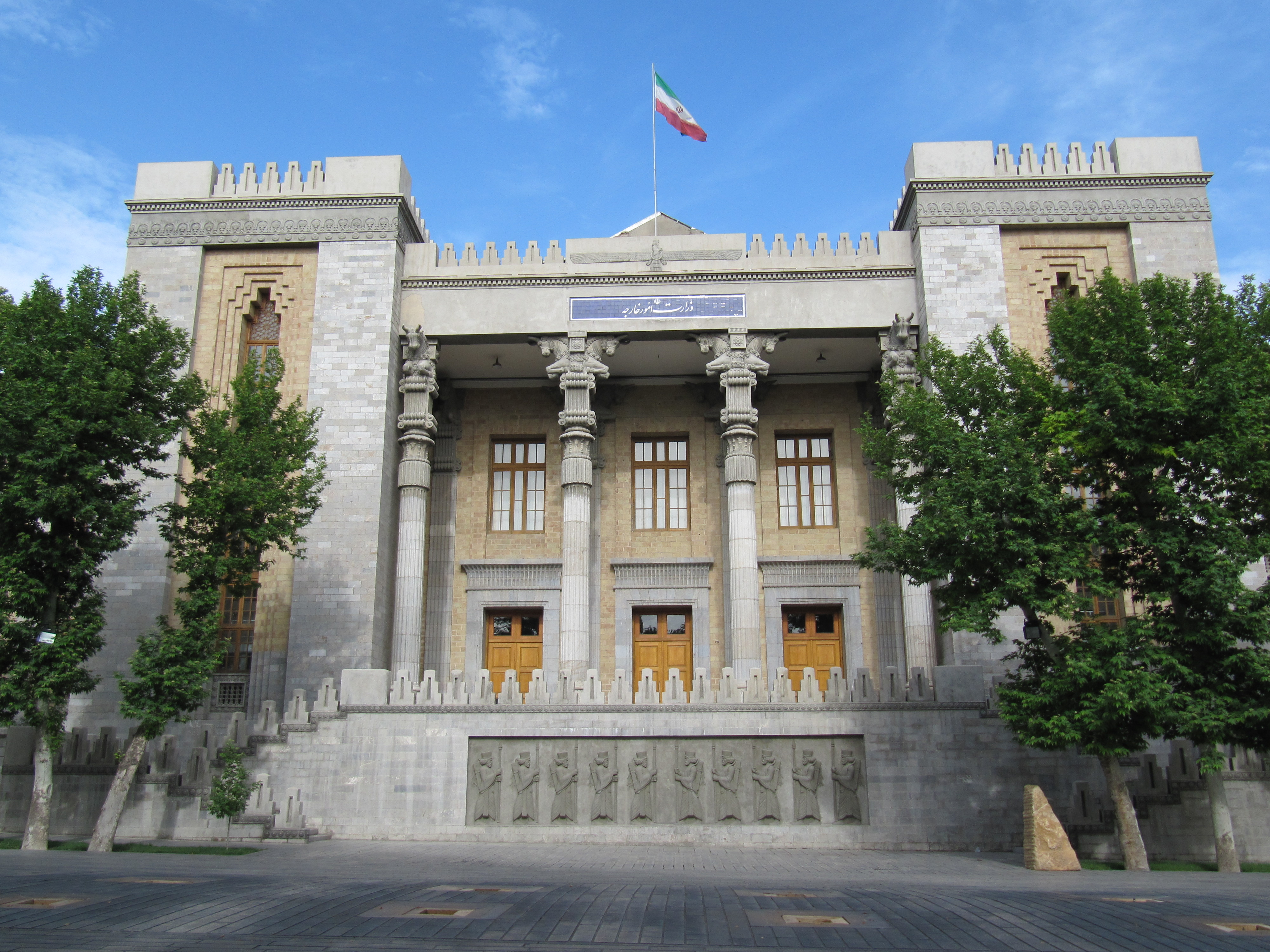
Khakh-e Shahrbani, actualment la seu del Ministeri d'Afers Exteriors de l'Iran
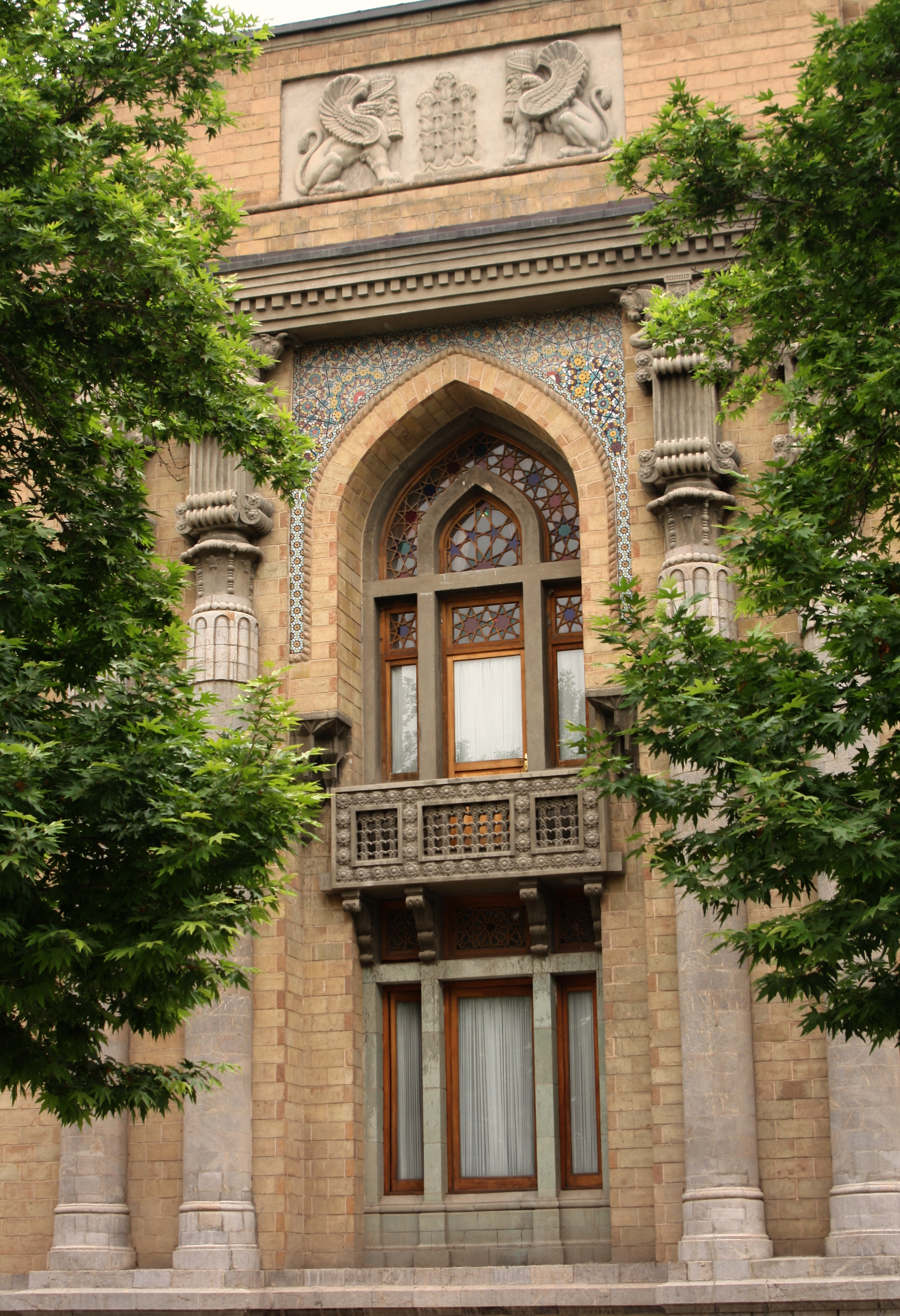
El Khakh-e Sahrbani mostra una combinació d'elements d'estils aquemènida i del persa islàmic
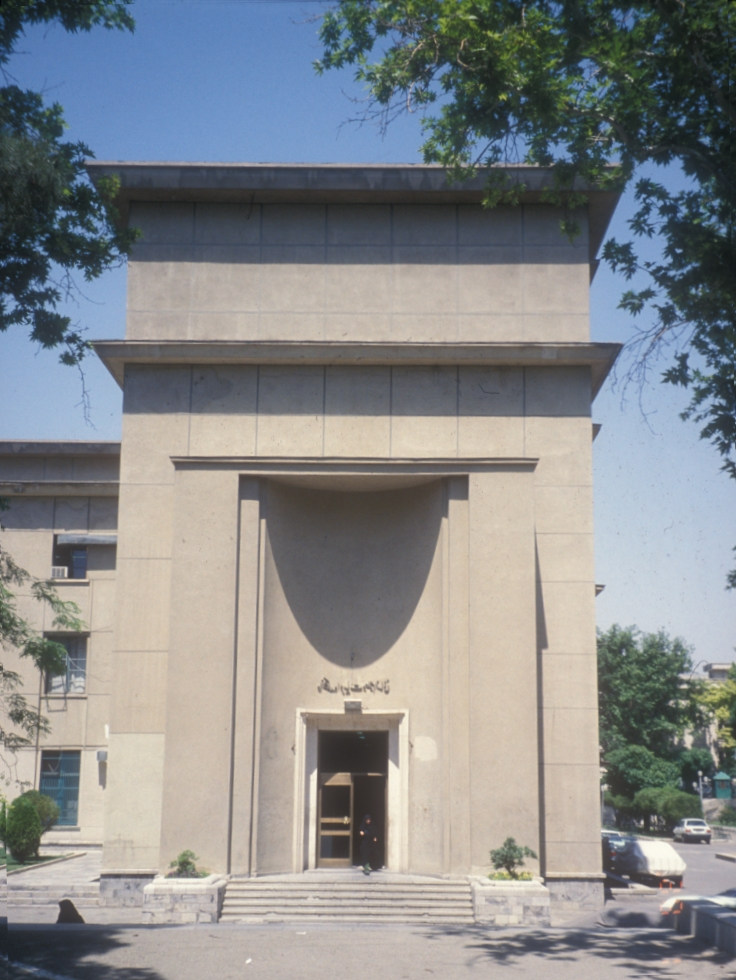
La facultat de ciències socials de la Universitat de Teheran mostra traces evidents d'arquitectura de Persèpolis.
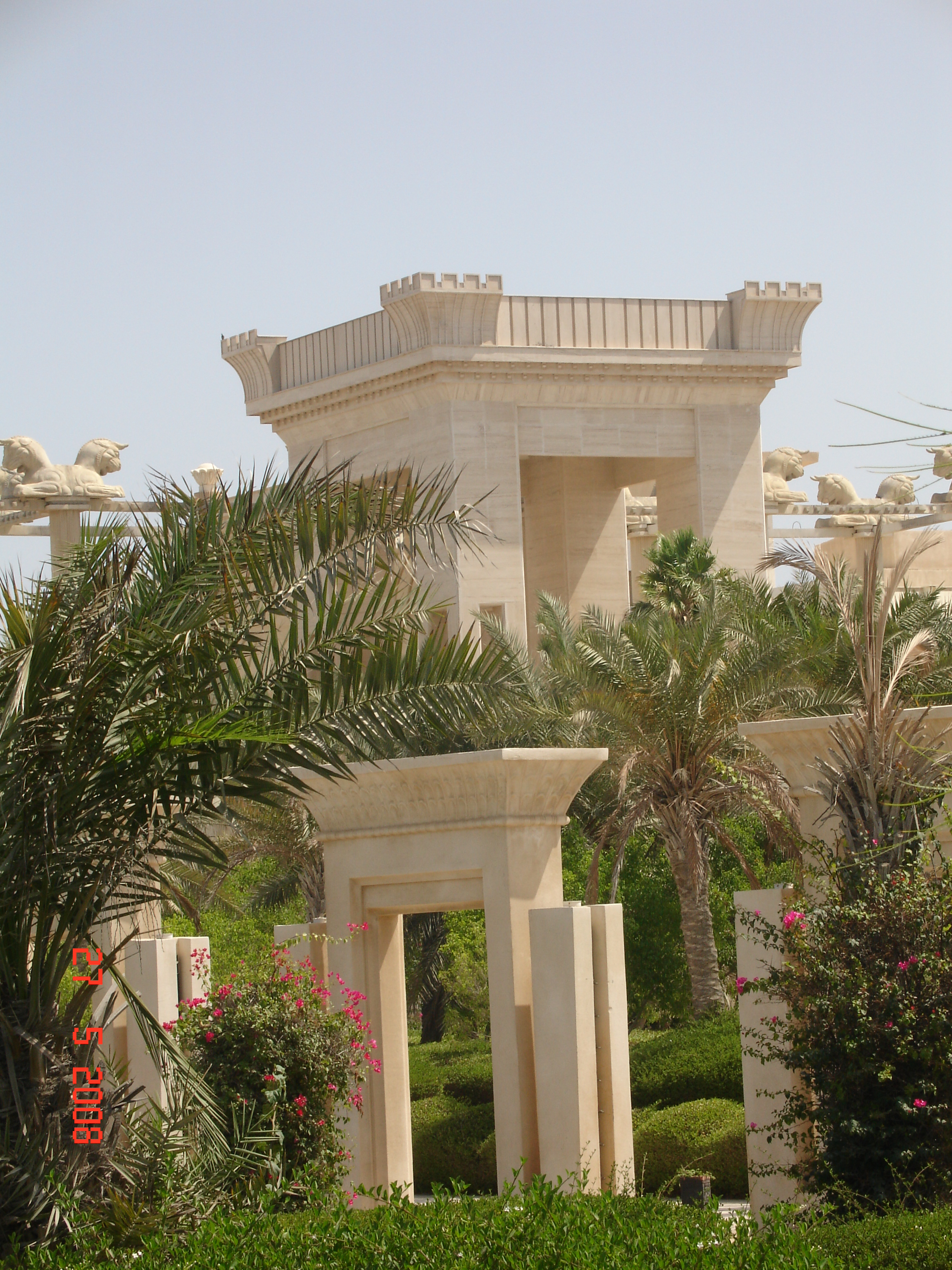
Dariush Grand Hotel, illa de Kays, al golf pèrsic
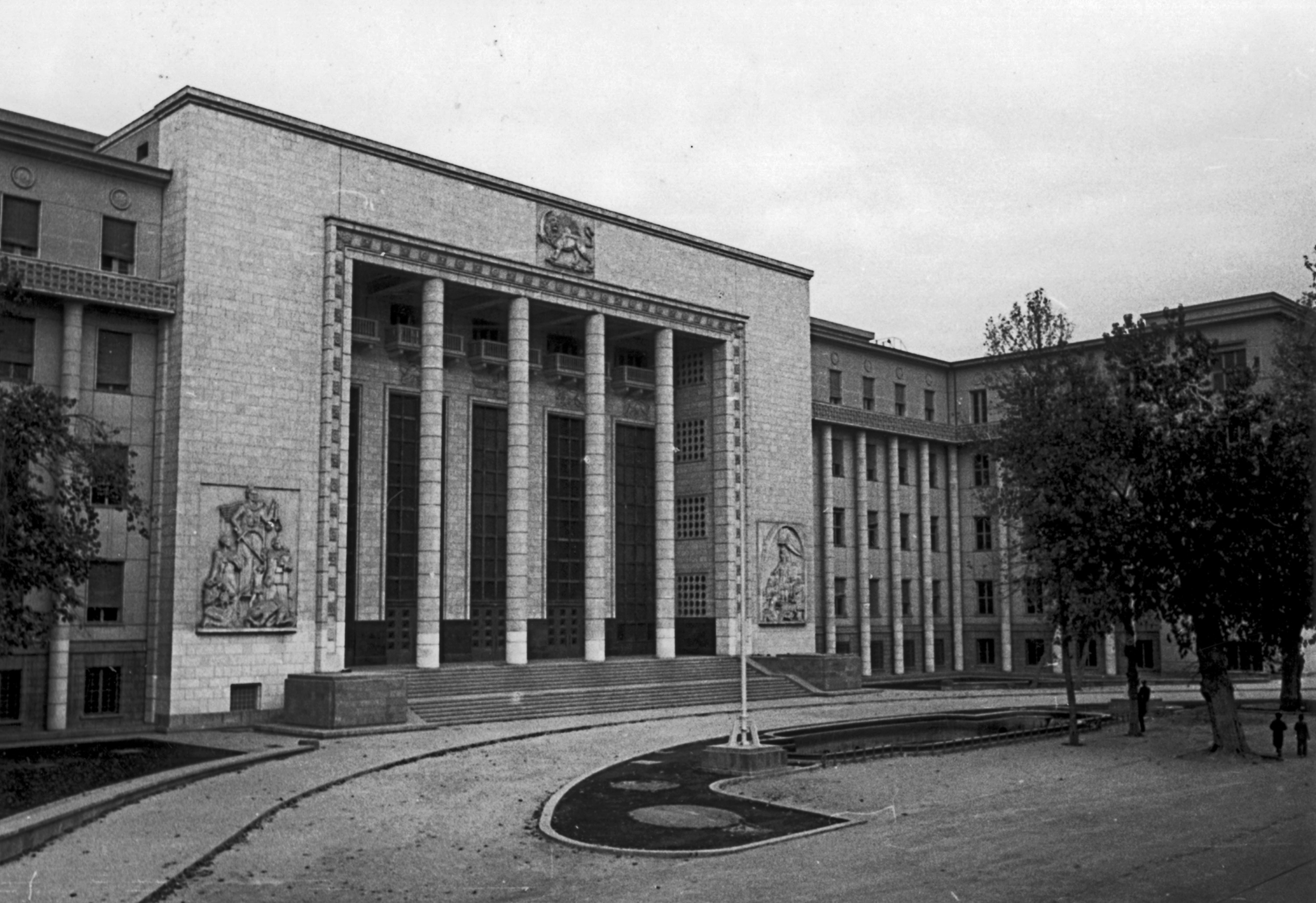
Jutjat de Teheran
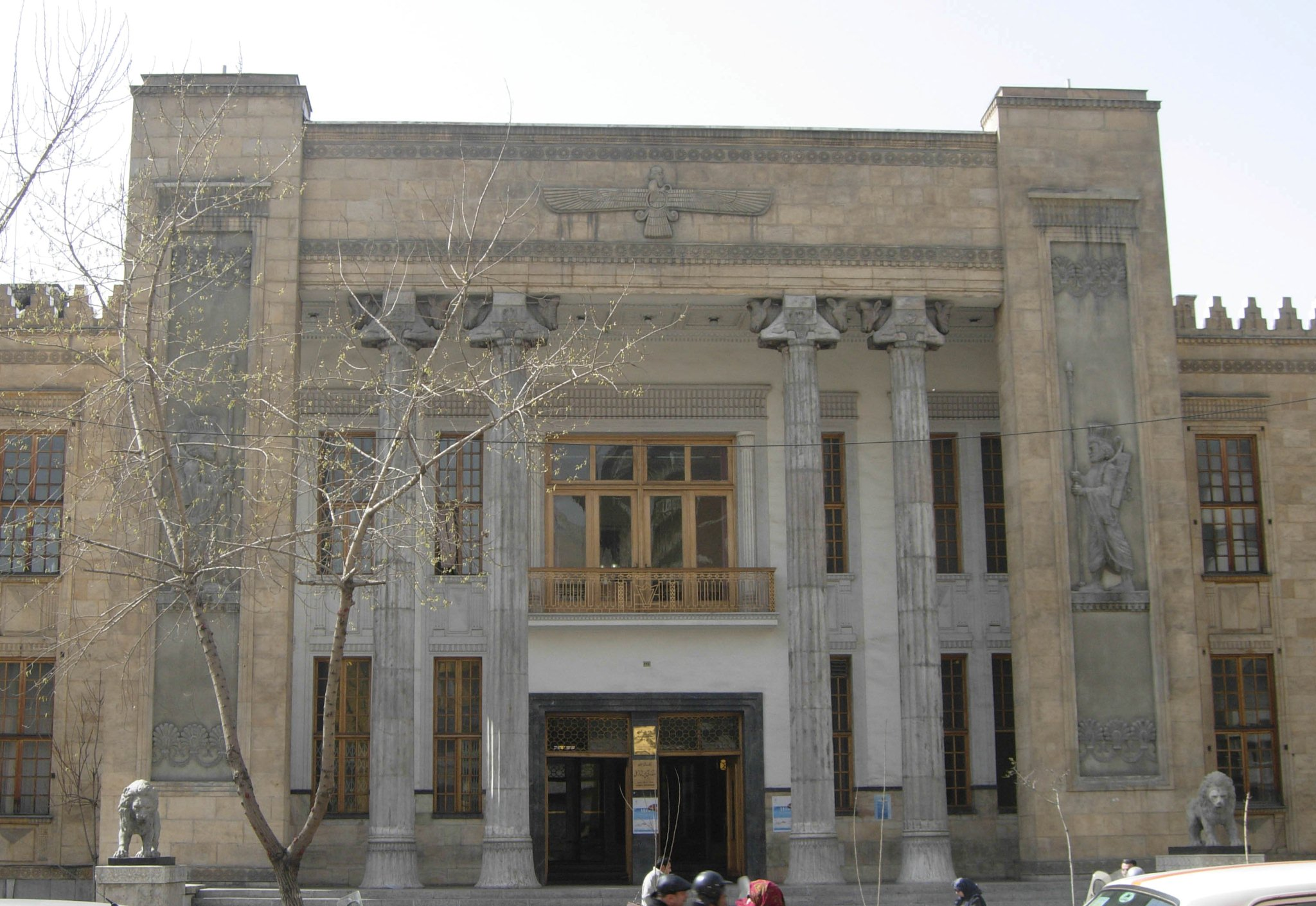
Edifici Sanduq-e Pas-Andaz-e, propietat del Bank Melli Iran, a l'avinguda Ferdowsi
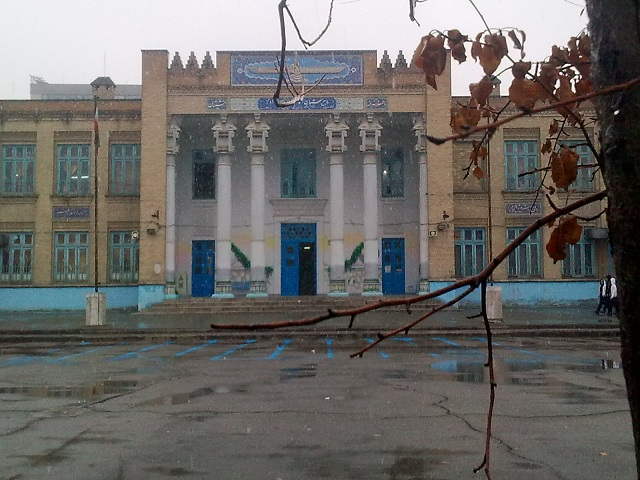
Institut per noies Anooshiravan-e Dadgar
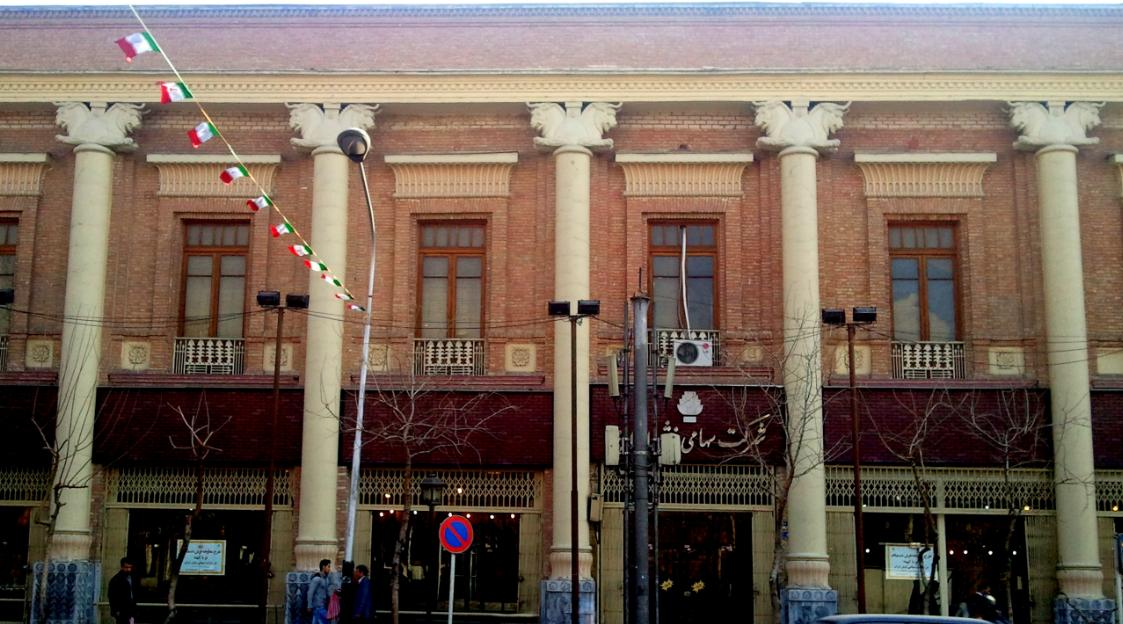
Sherkat-e Farsh-e